# Hubble űrtávcső

A Hubble által a Sas-ködben fényképezett, „A teremtés oszlopai” címet kapott formáció képeinek fejlődése az egyre fejlettebb eszközökkel fényképezve

A Hubble űrtávcső (angolul Hubble Space Telescope, gyakran HST) csillagászati műhold, az amerikai Nagy obszervatóriumok sorozat első tagja, mely közeli infravörös, látható fény és ultraibolya tartományban végez csillagászati észleléseket. Életre hívásának alapgondolata azon alapul, hogy a földi légkör jelentősen befolyásolja a megfigyeléseket, elsősorban a diffrakció jelenségével, de egyes hullámhossztartományok kitakarásával is. Ahhoz, hogy akadálymentesen lehessen megfigyeléseket folytatni, a légkör fölé kell emelni a távcsövet. Ezt az elvet a HST-t megelőző, annak valamiféle elődjének tekintett műszerek is megerősítették. A távcső ezen elvek szerinti előkészítő munkája egészen 1946-ig nyúlik vissza és a két legkiemelkedőbb alakja, aki a legtöbbet tette azért, hogy a távcső megvalósulhasson, Lyman Spitzer és Nancy Toman voltak.
Megvalósulásához az egész amerikai csillagásztársadalom összefogott, akik levelekkel ostromolták az Egyesült Államok Kongresszusát, hogy az biztosítson pénzügyi forrásokat, ám ez egy hosszas és akadályokkal teli folyamat volt, amelynek végén a Kongresszus csak korlátozott forrásokat adott, amelyekkel egyrészt kissé csökkentett műszaki tartalmat lehetett megvalósítani (az eredeti 3 m-res főtükör átméről 2,4 m-re kellett csökkenteni), másrészt az ESA személyében nemzetközi partnert kellett bevonni a finanszírozáshoz. Nevét Edwin Hubble huszadik századi csillagászról kapta, akinek korábbi munkásságához szorosan kapcsolódott a távcső, mint lehetséges továbblépést biztosító eszköz (Hubble fedezte fel, hogy a Tejútrendszeren túl is léteznek galaxisok és az elsők között érvelt amellett, hogy a távoli galaxisok vöröseltolódását a világegyetem tágulása okozza).
A csillagászati műhold fő alkotóegysége egy 2,4 méter tükörátmérőjű Ritchey–Chrétien-távcső, mely több, a távcső élettartama alatt többször cserélt műszerbe továbbítja az összegyűjtött fényt. A távcsövet a NASA Marshall Space Flight Centere tervezte, a távcső fő alkatrészét, a főtükröt a Perkin-Elmer cég szállította, a tudományos berendezések tervezéséért és beszereléséért a Goddard Űrközpont volt a felelős, míg a műhold alap platformját, annak irányítórendszerével a Lockheed állította elő. Az egyik legnépszerűbb és legismertebb űreszköz, angol nyelvterületen gyakran csak a „nép távcsövének” (The People's Telescope) nevezik. A gyártás során merült fel az a hiba, amely kis híján a távcsövet halálra ítélte. Csak a felbocsátás utáni első képekből derült ki, hogy a főtükröt a gyártónál félrecsiszolták és fellépett nála a szférikus aberráció jelensége, ami abban nyilvánult meg, hogy a megfigyelt csillagászati objektumok képe – azok közül is a halványaké főként – elmosódott, így az eredeti csillagászati megfigyelési célokat lehetetlen vele teljesíteni. A megoldást az jelentette, hogy amúgy is a távcső alapkoncepciója szerint időről-időre karbantartó repüléseket vezettek hozzá Föld körüli pályára és ezek során először egy olyan korrektív optikát építettek be, amely a távcső gyártási hibájának mértékével azonos, de ellentétes irányú korrekcióval irányította a fényt a műszerekbe, így tökéletessé téve a megfigyelések végeredményét, majd később olyan műszerekkel cserélték le a régieket, amelyek eleve tartalmazták a korrektív optikát.
A Hubble Űrtávcső többszöri halasztás után – amelyek többségét a Challenger űrrepülőgép katasztrófája okozta – 1990. április 24-én startolt az Discovery űrsikló fedélzetén, az STS–31 repülés keretében. A távcső pályára bocsátása másnap történt meg. A Hubble első műszerkészleteként magával vitt egy nagylátószögű kamerát, egy nagy felbontású és egy a halvány objektumokra optimalizált spektrográfot, egy nagy sebességű fotométert és egy külön kamerát a távoli, halvány objektumokhoz. Ezek működését kezdetben meghatározta a tükör alaphibája, de ezen alapjaiban változtattak az egymás után következő karbantartó küldetések. Összesen öt karbantartó repülésen jártak űrhajósok a távcsőnél: az STS–61 az SM1-gyel (Servicing Mission 1) 1993-ban, az STS–82 az SM2-vel 1997-ben, az STS–103 az SM3A-val 1999-ben, az STS–109 az SM3B-vel 2002-ben és az STS–125 az SM4-gyel 2009-ben. Az első szervizelésen szerelték be a távcső hibáját teljesen orvosló és a műszer sorsát alapjaiban megfordító korrekciós optikát, a COSTAR-t, majd a többi repülésen pedig sorra cserélték egyre korszerűbbre, hatékonyabbra és nagyobb teljesítményűre a tudományos műszereket. A tudományos műszerek mellett a távcső életét végigkövettek a műhold alap kiépítéséhez tartozó elemek, mint a giroszkópok és a napelemek állandó cseréje, azok elhasználódása miatt.
A Hubble az első nagyjavítást követő robbanásszerű minőségi javulását követően ikonikus szerepet vívott ki magának a tudományos közösségben. Sorra készültek az olyan egyedülálló és tudományos forradalmat indító megfigyelései, amelyek hol a Naprendszeren belüli égitestekről – pl. Jupiterbe csapódó üstökös, a Plútó-Charon rendszer külön égitestekre bontása, vagy a Szaturnusz sarki fényeinek megfigyelése –, hol pedig az Univerzum időben és térben legtávolabbi objektumainak megörökítésén keresztül vonultak be a tudománytörténetbe. Megfigyeléseivel jelentősen hozzájárult például az Univerzum korának meghatározásához illetve elfogadható határon belülre finomításához, vagy az ún. vöröseltolódás mértékének (azaz az Univerzum tágulási ütemének) meghatározásához. Ugyanezen képekből válogatva a távcső üzemelését koordináló Space Telescope Science Institute a közvéleményt is aktívan bevonja, ismeretterjesztésként az emberek felé egy-egy gyönyörű kép publikálásával propagálja az űreszköz tevékenységét. A távcső megfigyelési idejére egyébként pályázat útján lehet lehetőséget szerezni. Szabály szerint bárkinek, ám az idők nagy részében csak tudományos intézetek nyertek távcsőidőt, igaz jobbára kuriózumként a kezdeti időkben – és meglehetősen szigorú szabályozás mellett – még akár amatőrcsillagászok is kaphattak lehetőséget a megfigyelésre az űrtávcsővel.
A Hubble-nél azonban 2009 óta nem járt karbantartó űrhajó, különösen nem úgy, hogy 2011-ben a teljes Space Shuttle flottát – azaz az egyetlen űrhajótípust, amit a tervezés során alkalmassá tettek a távcső szervizelésére – kényszerűen leállították. A távcső kisebb-nagyobb hibákkal és kompromisszumokkal még üzemel, de csak idő kérdése, amikor végleg meghibásodik. Közben számolni kell a légkör hatásával, az űreszköz természetes lefékeződésével és pályájának hanyatlásával, amelynek végén – beavatkozás nélkül – kényszerűen lezuhan. Szórványos tervek látnak időről-időre, hogy esetleg mégis meglátogatja egy űrhajó és javításokat végez rajta, vagy a pályáját megemelve évtizedekkel meghosszabbítja az élettartamát, ám jelenleg nincsenek konkrét tervek egy valódi karbantartó repülésre. Helyette időközben megszületett a távcső utódjának tekintett, 2021-ben indított James Webb űrtávcső, bár az csak az infravörös tartományban dolgozik és narancssárga, illetve piros látható fényben, annak további hullámhosszain nem.

## Előtörténete, koncepciója

### A távcső koncepciója
Az űrtávcső, mint fogalom első említése Hermann Oberth Die Rakete zu den Planetenräumen (Rakétával a világűrbe) c. 1923-as művében esik, amely munkát az űrhajózástörténet alapművei között tartjuk számon, amelyek a múlt század elején megalapozták és elindították a végül világűr meghódításához vezető kutatásokat és műszaki munkát. Ezen említés azonban semmilyen részletet, vagy miértet nem tárt fel, egy egyszerű felsorolás, leltár volt, hogy milyen eszközöket lenne érdemes a világűrbe küldeni, így az űrtávcső egy volt a sok – akkor még – képzeletbeli alkalmazás közül.
Magának a Hubble Űrtávcsőnek az első konkrét említése, mondhatni koncepciója 1946-ig nyúlik vissza. Ekkor jelent meg Lyman Spitzer csillagász munkája Astronomical advantages of an extraterrestrial observatory (Egy űrbe helyezett csillagászati obszervatórium előnyei) címmel. Ebben a tudós egy világűrbe kihelyezett űrtávcső előnyeit tárgyalja részletesen.
 
Az egyik ilyen fő előny az ún. felbontóképességben rejlik. A csillagászati objektumok egy részénél fontos szempont az a legkisebb határ, amellyel két egymáshoz közeli objektum (kettős, vagy többes csillagrendszerek, távoli objektumok) még elválasztható egymástól, ám ezt jelentősen rontja az ún. diffrakció, vagy fényelhajlás, amelyet a légkör okoz. Ennek a jelenségnek jóval nagyobb hatása van a csillagászati megfigyelésekre, mint az ún. seeingnek, amely a légkör turbulenciái miatt ronthatja a megfigyelés minőségét és amely a csillagok „hunyorgásában” jelenik meg. Elméleti számítások szerint egy ún. diffrakció-határolt optika (mint amilyen egy, az űrbe kihelyezett 2,5 m tükörátmérőjű távcső lenne) optikai felbontása elérheti a 0,05 szögmásodpercet, szemben az akkori kor földi telepítésű távcsöveivel, amelyek felbontása ennél 10-20-szor rosszabb, 0,5-1 szögmásodperc közötti volt.

Spitzer másik fő előnyként azt fogalmazta meg, hogy egy űrbe telepített távcsővel infravörös és ibolyántúli tartományokban is lehetne megfigyeléseket folytatni, amelyek a földfelszínről lehetetlenek, mivel ezt a két hullámhossztartományt a légkör jelentősen szórja.
Spitzer elméleti munkája mellett Nancy Grace Roman elméletei számítottak az űrtávcső teoretikus megalapozásának sarokkövéül. A csillagász még jóval azelőtt, hogy bárki a megvalósításán gondolkodott volna, egy űrtávcsőről tartott előadásokat, összegezve az eszköz előnyeit és értékeit. Később, amikor hivatalos programként fogadták el az űreszköz építését, Roman lett a program tudományos vezetője (a NASA első női felső vezetője, Főcsillagász pozícióban) és a vezetésével alakították ki a csillagászati követelményrendszert, illetve ő fogalmazta meg a Kongresszus felé azokat a nyilatkozatokat, amelyek az 1970-es évek során a források megszerzésében segítette az űrhivatalt.

### Kulcsszemélyiségek az eszköz tudományos előkészítésében

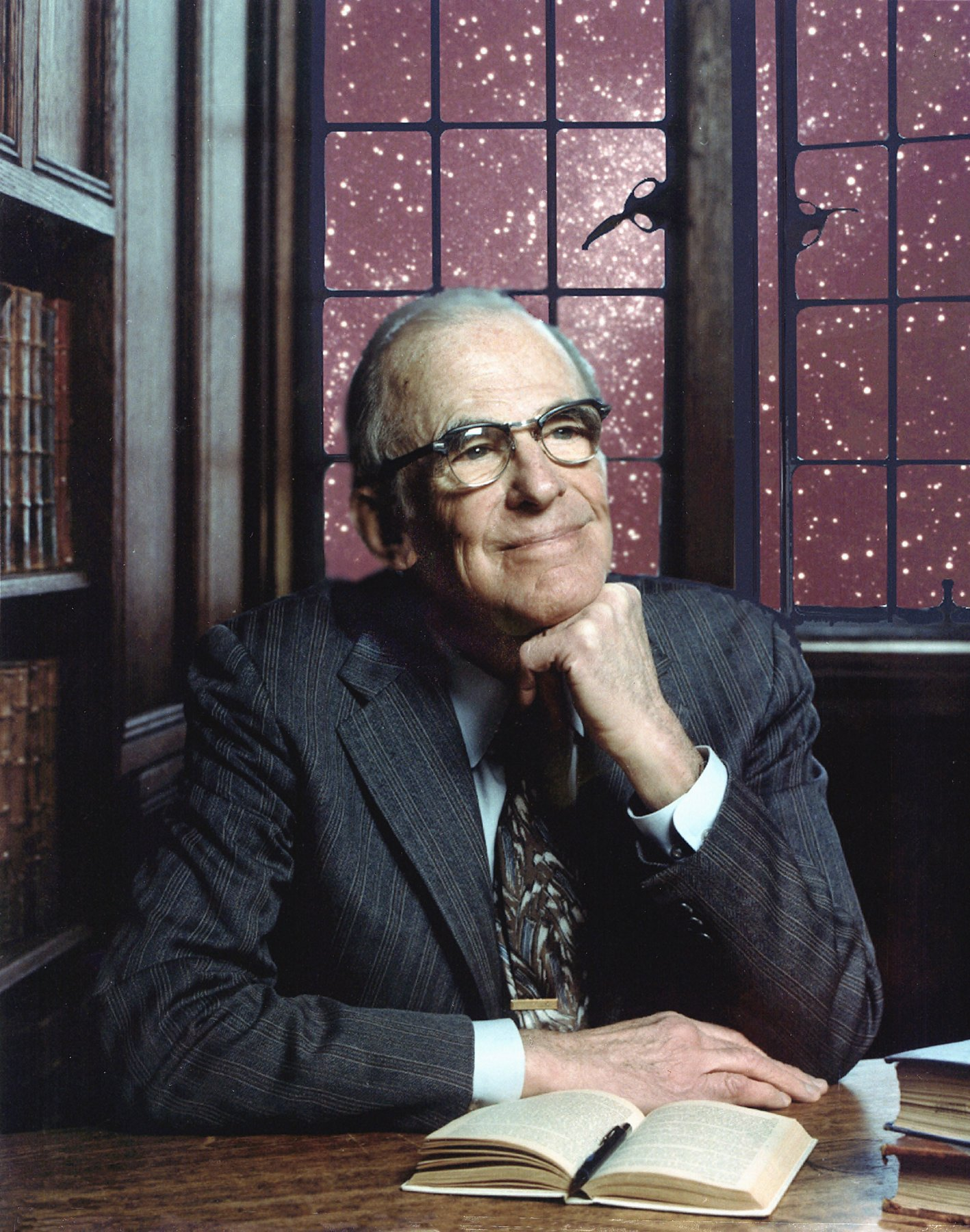
Lyman Spitrer csillagász, aki főszerepet játszott a Hubble születésében

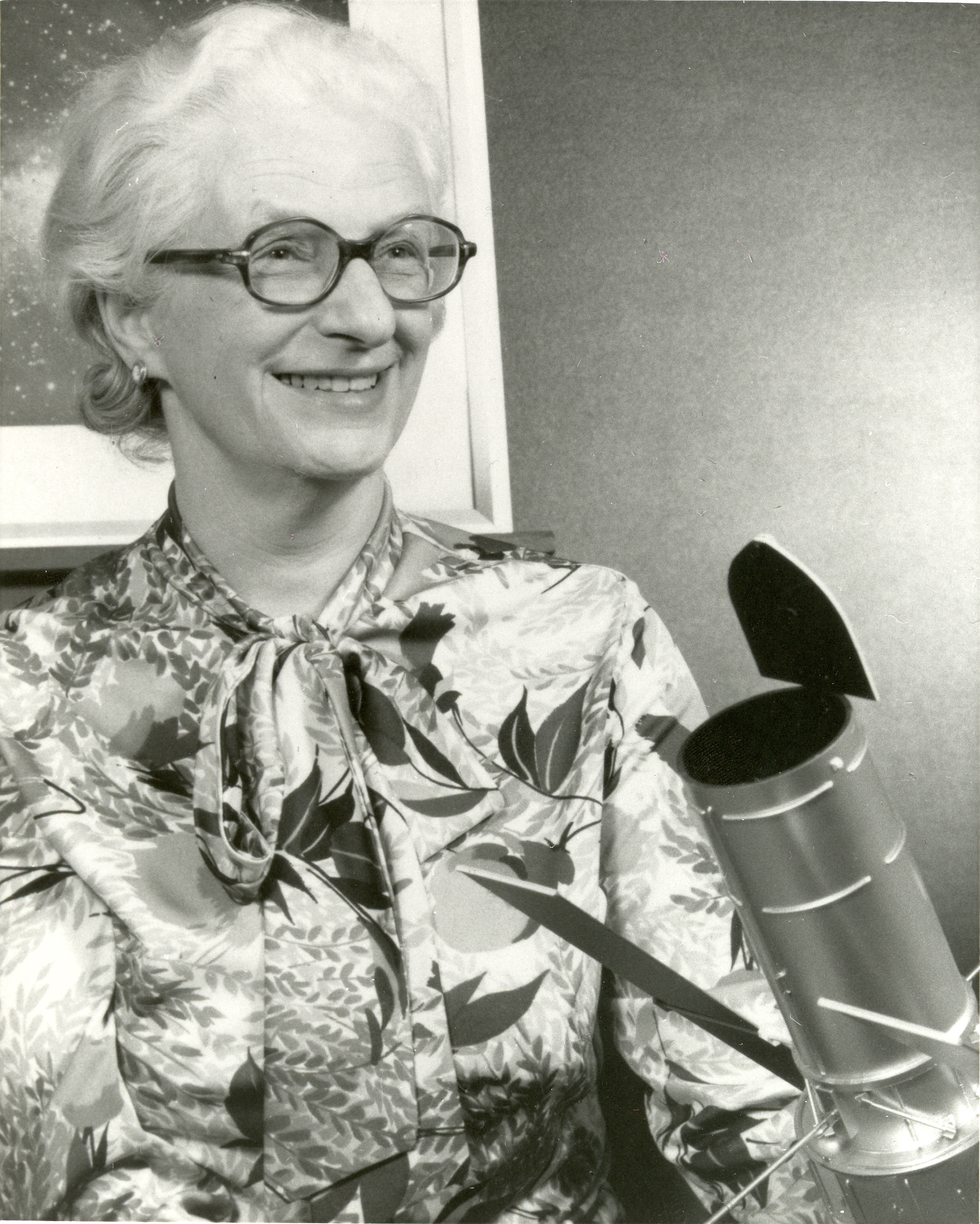
Nancy Grace csillagász, kezében a Large Space Telescope modelljével, amely aztán később Hubble Űrtávcsőként született meg

Az űrtávcső megszületésének két vezéregyénisége tehát Lyman Spitzer és Nancy Toman voltak. Előbbi teljes életét az űrtávcső megvalósításának szentelte. 1962-ben részt vett az Egyesült Államok Tudományos Akadémiájának címzett ajánlás megalkotásában, amely egy űrtávcső megépítését javasolta az USA űrprogramjának részeként, majd 1965-ben Spitzert jelölték annak a bizottságnak az élére, amely kidolgozta a tudományos célokat egy nagy űrbe telepített távcső részére. Roman pedig immár a NASA szervezetén belül állt az űrtávcső tudományos programja kidolgozásának élére, amelynek eredményeként vezető tudósként nemcsak a távcső, hanem további nagy tudományos projektek sztenderdjeit is összeállították az űrhivatalon belül. Munkásságáért a „Hubble Anyja” becenevet kapta a kollégáitól.

### A HST előfutárai

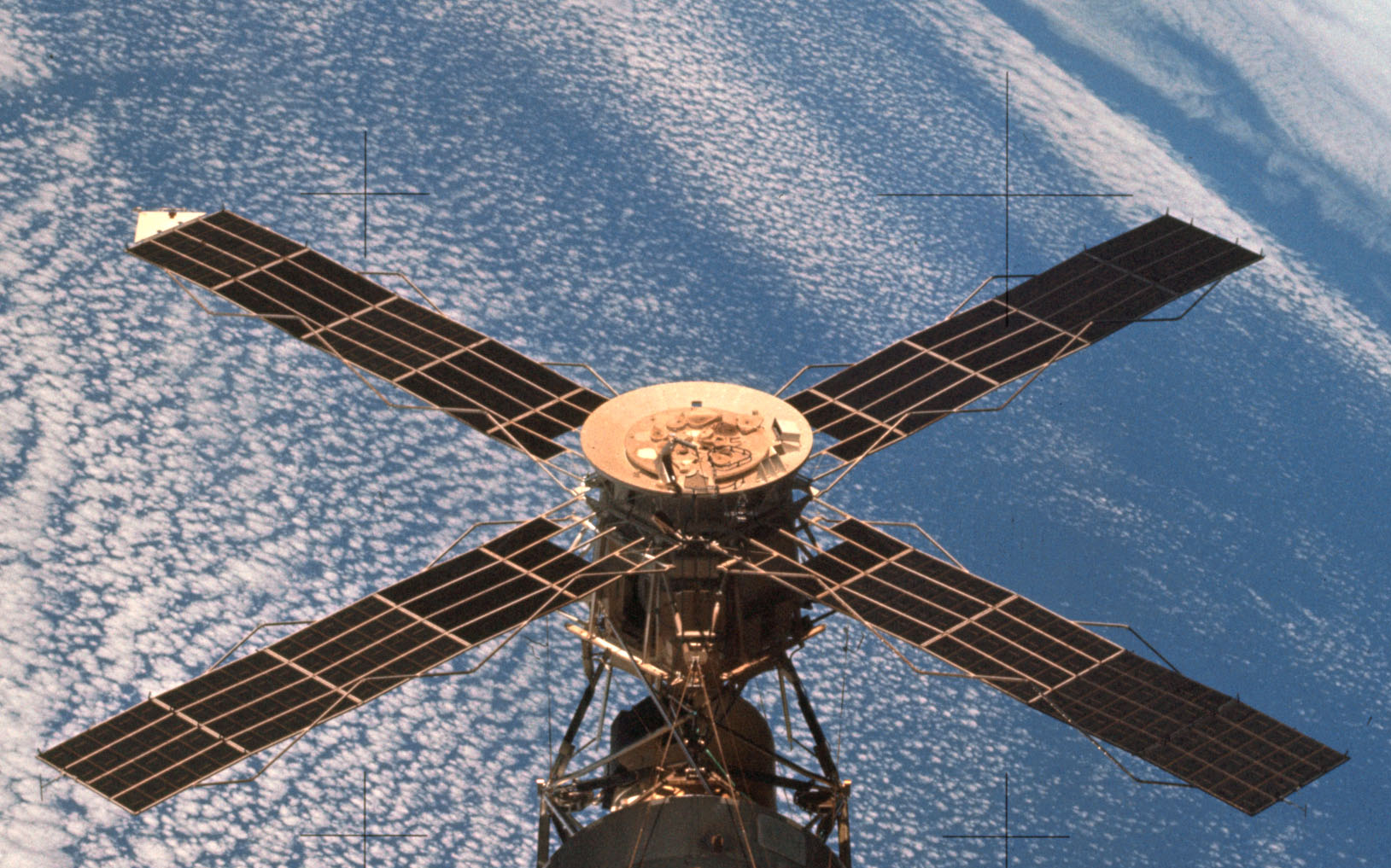
A Skylab űrállomás napobszervatóriuma, a Hubble egyik előfutára

Az olyan csillagászati megfigyelések, amelyek a Hubble későbbi megfigyeléseinek témájává váltak – főként a légkör akadályozó hatása miatt –, mint például az ibolyántúli spektrum megfigyelése csak a második világháború után kezdődtek el egyáltalán a magasba küldött rakétákra telepített műszerekkel. 1946-ban határozták meg először például a Nap ibolyántúli spektrumát. Az űrtávcsőéhez hasonló alapelvű megfigyelések pedig 1962-ben indultak, amikor a NASA felbocsátotta az Orbiting Solar Observatory (OSO) nevű műholdját, amely röntgen-, UV és gamma-sugár spektrumon végzett méréseket.
Szintén 1962-ben az Egyesült Királyság bocsátott fel egy naptávcsövet az Ariel-program keretében Ariel–1 néven, igaz ez a repülés nem lett különösebben sikeres, mivel a Csendes-óceán felett repülve átrepült az amerikai Starfish Prime magaslégköri atomkísérlet nukleáris felhőjén, aminek sugárzása olyan mértékben károsította, hogy nem volt képes további megfigyelésekre.
1966-ban pedig ismét a NASA bocsátott fel újabb csillagászati műholdakat. Előbb az Orbiting Astronomical Observatory (OAO) startolt OAO-1 jellel 1966. április 8-án és vitt magával ibolyántúli, röntgen és gamma-sugár detektorokat, ám három nap után energiaellátási problémák miatt meghiúsult a küldetése (a napelemtáblákat nem lehetett megfelelő irányba fordítani és az így nem töltötte fel az akkumulátorokat). A sikertelen kísérletet 1968. december 7-én követte az OAO-2 Stargazer, amely ibolyántúli távcsöveket és más fotóelektronikus távcsöveket vitt magával és figyelt meg általuk csillagokat, galaxisokat – egy 5068 csillagból álló UV katalógust alkotva –, sőt még a Tago-Sato-Kosaka üstököst is megfigyelte.
A következő lépcső, az ember által lakott és működtetett Skylab űrállomás volt, amelynek az egyik fő-, központi műszere egy napobszervatórium volt. Az Apollo-program holdrepüléseinek lecsengése után egy hatalmas űrállomást küldött fel a NASA, amelyre egy, az Apollo holdkomp technikai bázisán létrehozott berendezést szereltek, amelybe összesen 8 fő műszert – röntgen távcsöveket, ultraibolya spektroheliográfot, spektroheliométert, spektrográfot, koronagráfot és hidrogén-alfa távcsöveket – szereltek, amelyek megfigyelésének egyetlen tárgya volt, a Nap. A Skylab napmegfigyelései voltak az első, átfogó nagy adatmennyiséget hozó program a témakörben és sok, áttörést jelentő eredményt hoztak.
A NASA számára az OSO és az OAO kísérletek eredményei mutatták meg, milyen szerepet képes játszani egy, a légkör fölé telepített űrobszervatórium. A NASA ezért 1968-tól kezdett el határozott terveket szőni egy 3 méter tükörátmérőjű tükrös rendszerű reflektor űrbe bocsátására és általa csillagászati észlelések végzésére. Ez a terv a Large Orbiting Telescope, vagy másképpen Large Space Telescope (LST) néven futottak egészen 1979-ig. A távcsővel kapcsolatos elképzelések hamarosan szorosan összekapcsolódtak a NASA egy másik projektjével, a Space Shuttle-lel, mivel a távcső a tervek szerint időszakos emberi beavatkozást, szervízküldetéseket igényelt, amelyre éppen az űrrepülőgép készült egy új fejlődési fokot jelentő képességet kínálni, olcsón.

### A megvalósítás forrásainak megteremtése
Egy leendő űrtávcsőnek két hangos támogatói tábora volt, amelyek közös alapról indultak. A közös alap az OAO műholdak voltak, illetve azok sikere. A két támogatói tábor pedig az USA csillagászainak tudományos közössége és a NASA volt. Előbbiek mérhetetlenül hasznos megfigyeléseket kaptak az OAO szondáktól, míg a NASA továbblépésre érdemesnek találta ezt az újdonsült „sikerágazatot”. 1970-ben a NASA meg is alapított két bizottságot, amelyek feladata egy űrtávcső megalapozása volt. Az egyik bizottság technikai, mérnöki oldalról, a másik pedig a tudományos, csillagászati célok oldaláról. Ezekkel a kidolgozott alapokkal a NASA megtehette a következő lépést, forrásokért fordulhatott a törvényhozáshoz. A Kongresszus részletes kérdések elé állította a költségvetés szinte minden részletét és annak összeállítóit és már a tervezési fázisban visszavágott a költségkeretekből. Aztán 1974-ben, amikor általános költségvetési megszorítások jöttek el az amerikai gazdaságot érintő válság miatt, a Kongresszus az összes, űrtávcsövet érintő költségvetési juttatást teljesen törölte.
Az ügy 1977-ben került elő ismét. James C. Fletcher, a NASA főigazgatója ekkor egy jelképes 5 millió dolláros összeg elkülönítését javasolta az űrtávcső projekt elindításához. Természetesen ez az összeg semmire nem lett volna elég, hiszen az előzetes becslések is arról szóltak, hogy az űrtávcső egy rendkívül költséges berendezés lett volna, még drágább, mint a földi telepítésű társai és a bonyolultsága miatt ez a tervezésére is igaz lett volna. Az 5 millió dollár inkább egy politikai trükk volt: életben tartotta a témát a csillagászok között és mintegy jelet adott az 1974-es totális fiaskó után, hogy itt az ideje újrakezdeni a kampányt. Fletcher azzal is tisztában volt, hogy az ő kezdeményezése valószínűleg példátlan összefogásban fogja összekovácsolni a csillagásztársadalmat és az koncentrált "támadást" intéz a politikai döntéshozók felé. Fletcher taktikája, a politikai trükk bevált és a csillagászok amerikaszerte összehangolt lobbitevékenységbe kezdtek, erőteljesen hallatva hangjukat a korábbi költségmegvonás ellen és az űrtávcső megvalósítása érdekében, mégpedig az eredetileg javasolt költségkeretek között. A csillagászok felkeresték a kongresszusi képviselőiket és szenátoraikat, majd széleskorú levélíró kampányt szerveztek, amelyben a döntéshozókat bombázták az űrtávcső érdekében. A National Academy of Sciences is kiadott egy jelentést, amelyben erősen hangsúlyozta egy űrtávcső szükségességét. Az erőfeszítés végül elérte a célját és a Szenátus végül egyetértett abban, hogy az eredetileg a Kongresszushoz benyújtott költségvetés feléből kezdődjön meg a távcsőépítési projekt.
A költségvetési megszorítások aztán egy sor olyan alapvető változtatást indukáltak, amelyek végül visszaköszöntek a megvalósított végső kialakításban. Ezek legnagyobbika volt, hogy lecsökkentették az eszköz tükörátmérőjét 3 méterről 2,4 méteresre, illetve a távcső szerkezetének kialakítását is sokkal kompaktabbra és egyszerűbbre tervezték, csak, hogy költséget lehessen megtakarítani. Emellett tervben volt, hogy felküldenek egy 1,5 méteres átmérőjű technológiai tanulmány prototípust az űrbe, hogy előzetesen tesztelhessék az űreszköz rendszereit, ám a költségvetési megfontolások miatt ezt elvetették. Végül pedig a NASA megkereste az Európai Űrügynökséget, hogy távcsőidőért cserébe az nem szállna-e be az eszköz finanszírozásába, így keresve pótlólagos forrásokat. Az ESA elfogadta a felajánlott lehetőséget és az űrtávcső első generációs műszereiért (például a napelemtáblákért), valamint élőmukáért (amikor ESA mérnökök dolgoztak az építésen az Egyesült Államokban) cserébe az európai csillagászok rendelkezhetnek a távcsőidő 15%-val.
A Kongresszus végül az 1978-as pénzügyi évre szavazta meg az első költségvetési forrásokat azzal, hogy a felbocsátás 1983-ban lesz.

### Névadás

Edwin Hubble csillagász, a névadó

1983-ban, amikor az eredeti tervek szerint a távcsőnek fel kellett volna jutni a világűrbe, az még nem állt készen rá. Ekkor a NASA egy PR dolgot tudott tenni, ellensúlyozandó a késések negatív sajtóját, nevet adott az addig LST (Large Space Telescope = Nagy Űrtávcső) munkanéven futó eszköznek. A névadásra házon belül került sor és a választás végül Edwin Hubble amerikai csillagászra esett, hogy az 1953-ban elhunyt tudósról nevezzék el azt. Hubble munkássága és felfedezései szorosan kapcsolódtak ahhoz a csillagászati területhez, amelyre az űrtávcsövet nagyrészt használni kívánták, a mélyűr tanulmányozására. Hubble volt az, aki felfedezte, hogy néhány korábban felfedezett, elmosódott csillagközi ködfolt nem a Tejútrendszer része, hanem azon túl helyezkedik el, azaz felfedezte az extragalaxisokat. Másik fontos felfedezése az univerzum tágulásához kapcsolódik. Tévesen neki tulajdonítják a vöröseltolódás felfedezését – azt valójában mások fedezték fel –, ám ő inkább összefüggést talált a megfigyelt objektumok távolsága és vöröseltolódása között, amelyet a Hubble-törvényben írt le és amelynek legfontosabb következtetésével széles körben ismertette el a világegyetem tágulását. A róla elnevezett távcső végül mind a távoli galaxisok megfigyelésében, mind a vöröseltolódás és az univerzum tágulásának igazolásában és pontosításában új távlatokat nyitó felfedezéseket tett.

## A távcső gyártása és felépítése
A távcső gyártása a források megítélésekor indulhatott és szerepet kapott benne a NASA-n belüli és kívüli szervezet egyaránt:
- NASA Marshall Space Flight Center: Wernher von Braun egykori székhelye, többek között a Saturn V rakéta bölcsője kapta a feladatot, hogy megtervezze, kifejlessze és összeépítse a távcsövet[24]
- Goddard Space Flight Center: a NASA technológiai fejlesztésekért, tervezésért és tudományos kutatásokért felelős központja volt a felelős a tudományos berendezésekért, az általános irányításért és a földi irányításért[25]
- Perkin-Elmer: az MSFC külső partnere, egy precíziós optikákat készítő gyártóüzem, amely a távcső optikai tubusának, azon belül is kiemelten a tükrének a gyártását kapta feladatul[26]
- Lockheed: az űripari beszállító repülőgépgyár feladata lett annak a műholdnak a megalkotása, amelybe végül beintegrálták a távcsőtubust[27]

### A gyártás

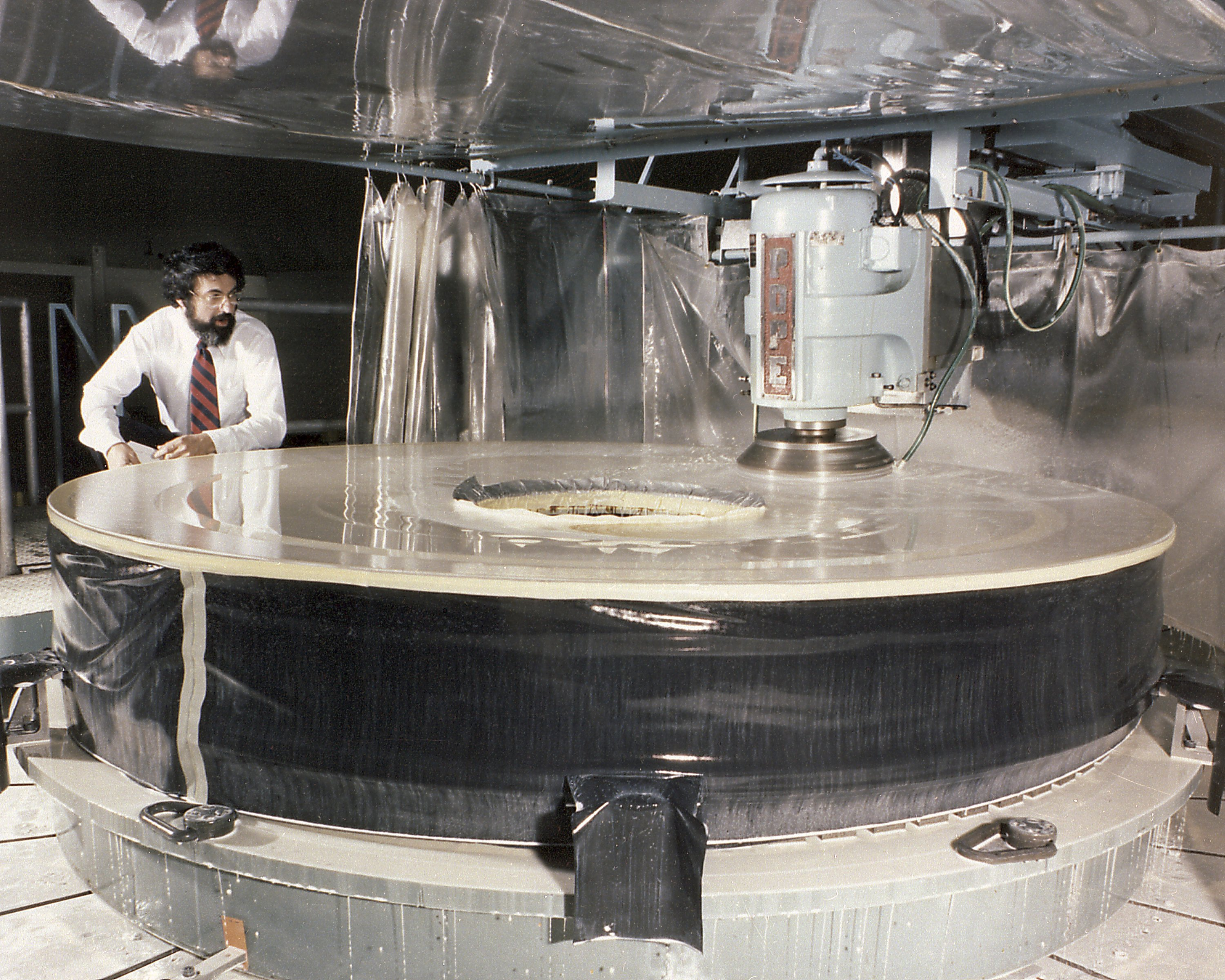
A főtükröt csiszolják éppen a Perkin-Elmernél

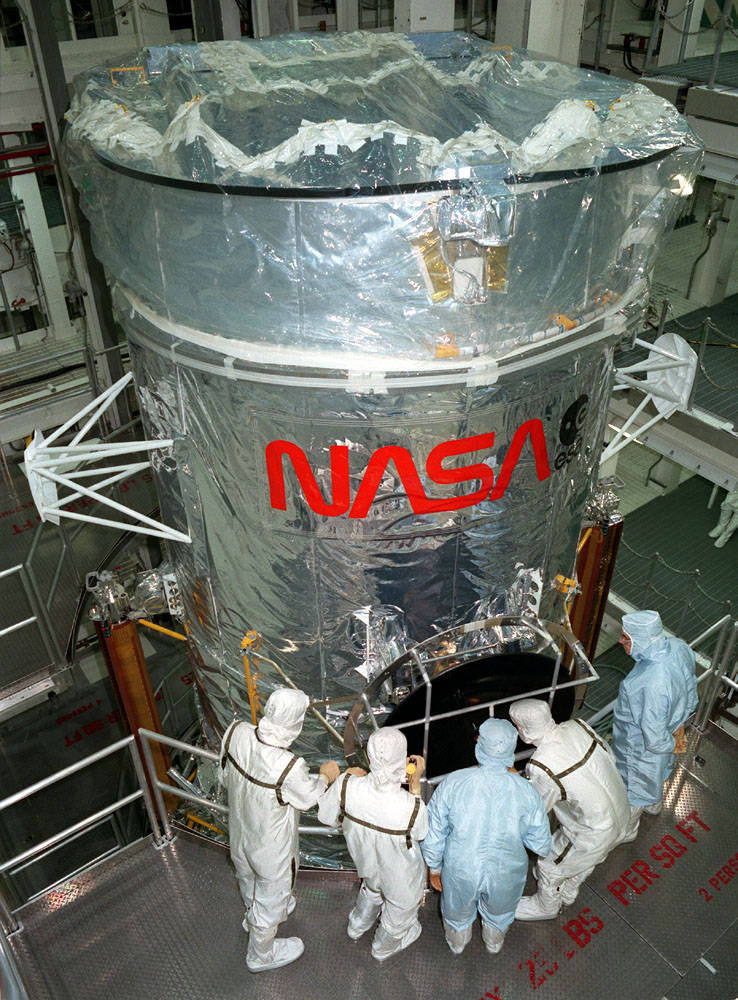
A Hubble a Lockheednél, amikor a távcső műholddá vált

Az űrtávcső gyártásánál lényeges szempont volt, hogy minden más távcsőnél is a végső teljesítményét a tükör és az optikai elemek tökéletességének mértéke határozza meg, ezért ezek követelményeinek kiírásánál a végletek kihegyezték az elvárásokat. Egy tipikus távcső esetében a tükröt általában a látható fény hullámhosszának 1/10-e pontossággal szokás polírozni, ám ez a pontosság az űrtávcsőnél ~10 nanométer, azaz a fény hullámhosszának 1/50-de lett, hogy a látható fény mellett a rövidebb, ultraibolya tartományban is lehessen megfigyeléseket végezni és emellett a diffrakció határolt tulajdonságai is jelentősen nőttek ezáltal. A hullámhossztartomány másik végén, a hosszabb (pl. infravörös) hullámhosszakon nem volt szempont az megfigyelési pontosság optimalizálása – fűtőelemekkel például stabil 15 °C-on tartják a tükör hőmérsékletét –, ezért a Hubble nem is igazán alkalmas infravörös megfigyelésekre.
A távcsőtükör gyártásához a Perkin-Elmer egy bonyolult, számítógép irányította polírozó gépet alkalmazott, ám később pont ez okozott olyan problémákat, hogy a NASA egyenesen veszélyben érezte a tükör elkészültét és azt kérte a Perkintől, hogy alvállalkozóként vonja be a Kodakot, aki hagyományos módszerrel egy tartalék tükröt készít (a Kodak az Itek céggel társulva maga is pályázott az eredeti tükörcsiszolási munkára, de a pályázatuk azt tartalmazta, hogy a két társaság majd kereszt-ellenőrzi a másik munkáját, amely félő volt, hogy majd pontosan ugyanazt a csiszolási hibát fogja eredményezni, amely végül be is következett az elsődleges tükörnél). Végül mindkét cég elkészítette a maga tükrét, a Kodaké azóta a Nemzeti Űrhajózási és Repülési Múzeum kiállítási tárgya Washington D.C.-ben, az Itek gyártmánya pedig a Magdalena Ridge Obszervatórium 2,4 méteres távcsövébe került beépítésre.)
A tükör gyártása végül 1979-ben kezdődött a P-E-nél és egészen 1981 májusáig eltartott. A gyártás során a Perkin-Elmer egy 130 rúdból álló szerkezettel szimulálta a tükröt a súlytalanságban érő erőket. A gyártási folyamat, a tükör teljes elkészülte 1981 végéig tartott, amihez a polírozott üveglapot előbb 9100 liter ioncserélt vízzel lemosták, majd jöhetett egy alumínium és egyharmad olyan vékony magnézium-fluorid reflexiós réteg. A gyártási folyamat legnagyobb problémája azonban az volt, hogy a Perkin-Elmer kezei között a produktum elkészülte folyamatosan csúszott és a költségek egyre jobban túllépték a tervezett mértéket. A NASA hamar elégedetlen lett a cég vezetői folyamataival, amelyek a csúszások és költségtúllépések fő okának látszottak és ennek ellensúlyozására egyrészt leállították a munkát a Kodaktól rendelt tartalék tükrön, másrészt kénytelenek voltak a műhold startját 1984 októberére halasztani. Még később a Perkin-Elmer teljes kompetenciája teljesen megkérdőjeleződött, amikor előbb negyedévenként egy további hónapot ért el a további csúszás, majd végül minden egyes napra jutott egy határidő csúszással érintett másik nap. A NASA így kénytelen volt a startot előbb 1986 májusára, majd szeptemberére halasztani. Mindeközben a projekt költségei felszöktek egészen 1,175 milliárd dollárra.
A távcsőtubust magába fogadó műhold szerkezet építése sokkal simábban ment, mint az optikai tubusé. A Lockheednek sokkal több tapasztalata volt az űrhajóépítésben, ám azért nekik is sikerült belefutni 1985 nyaráig egy három hónapos határidő és kb. 30%-os költség túllépésbe.

### Az optikai tubus
A HST optikai kialakítását tekintve egy Cassagrain reflektor, annak is egy speciális változata, egy Ritchey–Chrétien-távcső. Ezt a kialakítást azért választották, mert a két hiperbolikus tükör nagyon jó képalkotást tesz lehetővé, széles látómező mellett, ellene pedig az szólt, hogy bonyolult és nehéz a tükör legyártása és tesztelése – olyan tényezők, amelyek mindegyike végül igazolást nyert a kész távcsőben –.

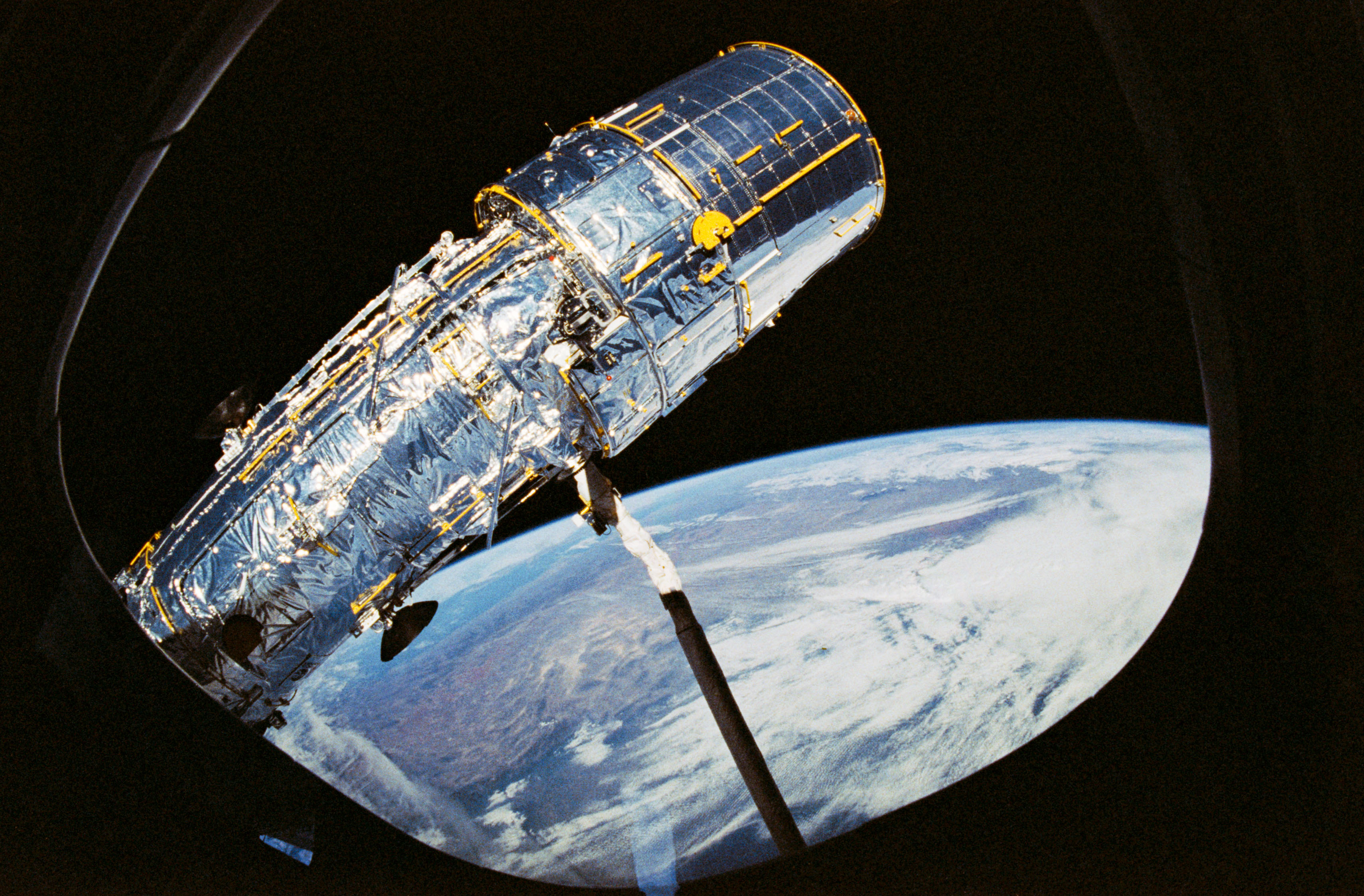
A távcsőtubus az űrben

A távcső optikai részében a fő részegység a főtükör volt, amely 2,4 méter átmérőjű lett. Anyaga ultra alacsony hőtágulású üveg, amelyet a Corning Glass Work üzemében gyártottak. Maga az üvegtábla is különleges kialakítású: szendvics szerkezet, alul és felül két vékony, könnyű üveglap, közötte pedig egy méhsejt szerkezet. Ezzel a technológiával sikerült a tükör teljes tömegét 3,6 tonnáról – egy tömör üvegkorong tömegéről – 800 kg körülire csökkenteni. Ezt a felületet csiszolta a Perkin-Elmer a kívánt alakúra és látta el reflexív bevonattal, amelyben a tükröző felület két rétegből áll. Alul egy 65 nanométer vastagságú alumíniumréteg, erre felvíve egy 25 nanométeres magnézium-fluorid réteg. A főtükör konkáv, hiperbolikus formájú tükör, fókusztávolsága 57,6 méter, ún. f-száma pedig 1/24, tömege 828 kg. A főtükör lapja egy szekérkerék formájú tartószerkezeten nyugszik, amely a távcső egyik fő tehertartó eleme is, egy külső és belső gyűrűvel és I-gerendákból álló küllőkből.
A Cassagrain rendszernek köszönhetően a HST-nek egy segédtükre is van, amely 30 cm átmérőjű és 12,4 kg tömegű Zerodur üveg, ugyancsak alumíniummal és magnézium-fluoriddal bevonva. A távcsőtubus hossza 13,4 méter (éppen a Cassagrain kialakítás kompakt volta teszi lehetővé, hogy egy 57,6 m fókusztávolságú optikai rendszert ilyen rövid tubusba lehessen illeszteni). A segédtükör lényegében egy ketrecben ül, amit 48 rácselem tart három gyűrűn és egy központi tartószerkezeten, ami grafit és szálerősített epoxy elemekből áll. A tubus külső átmérője 2,9 méter.

### A műhold
Az optikai tubust magába fogadó űreszköz, a műholdszerkezet is különleges volt a maga nemében. A legnagyobb tervezési kihívást az jelentette, hogy a távcsőnek adott esetben extrém hosszú ideig kell „mereven egy pontot néznie” az égen, azaz a térbeli helyzetét stabilan egy meghatározott égterületre fixálva repülnie. Mindeközben azonban egy kb. másfél órás keringés során kétszer lép át a Föld megvilágított és sötét félgömbje fölé, ami óriási hőmérséklet különbségeket jelent aközött, amikor a Nap megvilágítja és amikor nem (a legtöbb űreszköznél például a napsütés okozta hőterhelést hőkiegyenlítő forgással kompenzálják, oszlatják el, ám a távcsőnél ez szóba sem jöhetett). Az a hőmérséklet tartomány, amelyben a Hubble dolgozik, hozzávetőleg +/- 100 °C közötti és napjában 16-szor történik váltás a pozitív és a negatív hőmérsékleti zóna között. A hőmérséklet hatásai ellen egy többrétegű szigetelést jelentő külső takaró védi a berendezést, amelyet egy vékony alumínium héj vesz körbe. A héjat grafitváz tartja a helyén. A gyártás során különös kockázatot jelentett, hogy a grafit higroszkópos tulajdonságú, azaz a környezetében levő vízpárát elnyelheti és az űrbe kerülve a víz megfagy. Ezért a gyártás során, hogy a Lockheed tisztaüzemében esetleg jelenlevő vízpárát elhajtsák a szerkezettől, a startig nitrogéngázos tisztítást alkalmaztak.

### Számítógép és adatfeldolgozó rendszer
A Hubble működése, vezérlése erősen számítógép központú, ezért a NASA nagy gondossággal választotta ki a megfelelő gépet erre a célra. Az űrtávcső egy három processzoros, 1,25 MHz-es DF–224-es számítógépet kapott, amelyet a Rockwell Autonetics épített. Emellett további két NSSC-1-est (NASA Standard Spacecraft Computer) is beépítettek, amelyet a Dióda–tranzisztor logika technológián alapulva a Westinghouse és a GSFC (Goddard Spaceflight Center) fejlesztett ki. Később, 1993-ban az első karbantartó repülés során egy második központi egységet szereltek be, amely két redundáns processzort (egy Intel 80386-ost és egy 80387-est) foglalt magában. 1999-ben, a második karbantartó repülésen a DF-224-et és a második, kiegészítő központi egységet kiszerelték és egy 25 MHz-es, Intel 80486 processzorral szerelt egységre cserélték (az új egység 20-szor nagyobb műveleti sebességű lett és hatszor nagyobb memóriával rendelkezett, mint a kiszerelt DF-224).
A központi számítógép mellett számos más berendezésnek, adatfeldolgozó és adatátviteli rendszernek volt számítástechnikai kapacitása. Ilyen volt a MAT (Multi Access Transponder – Több bemenetű Jeladó), amelynek két egysége a MAT-1 és a MAT-2 a Hughes Aircraft CDP1802CD jelű mikroprocesszorát használta. A Hubble egyik lelkének számító műszere a Wide Field and Planetary Camera (WFPC – Széles látószögű és planetáris kamera) is az akkor korszerűnek számító RCA 1802 processzorral lett felszerelve, ám a műszert 1993-ban kicserélték a korszerűbb WFPC-2-re, majd 2009-ben a WFPC-3-ra, amikor a mikroprocesszor kapacitása is megújult.

## Az űrtávcső tudományos műszerei
A Hubble két alapvető koncepció köré épült, amely egyben meghatározta az általa hordozott műszereket is. Az egyik koncepció a modulrendszerű kialakítás, azaz a műszerek egymás mellett, egymást kiegészítve működnek és bármikor lecserélhetőek másik berendezésre, amely az egész rendszer teljesítményét nem befolyásolja. A másik alapkoncepció, hogy az űrtávcsövet eleve úgy tervezték, hogy időről-időre embervezette űrhajósok látogatják meg ún. karbantartó expedíciókon, amelyek során az űrhajók személyzete javításokat, vagy éppen berendezés és műszercseréket hajthat végre. Az így cserélődő műszerek egyfajta fejlődési lépcsőt is jelentettek, az egyes fejlesztésekkel nemcsak a berendezés megbízhatóságát növelték, de minden alkalommal jelentősen javult a tudományos adatok minősége is.

### Műszerei

#### Indulásakor a fedélzetén lévő műszerek

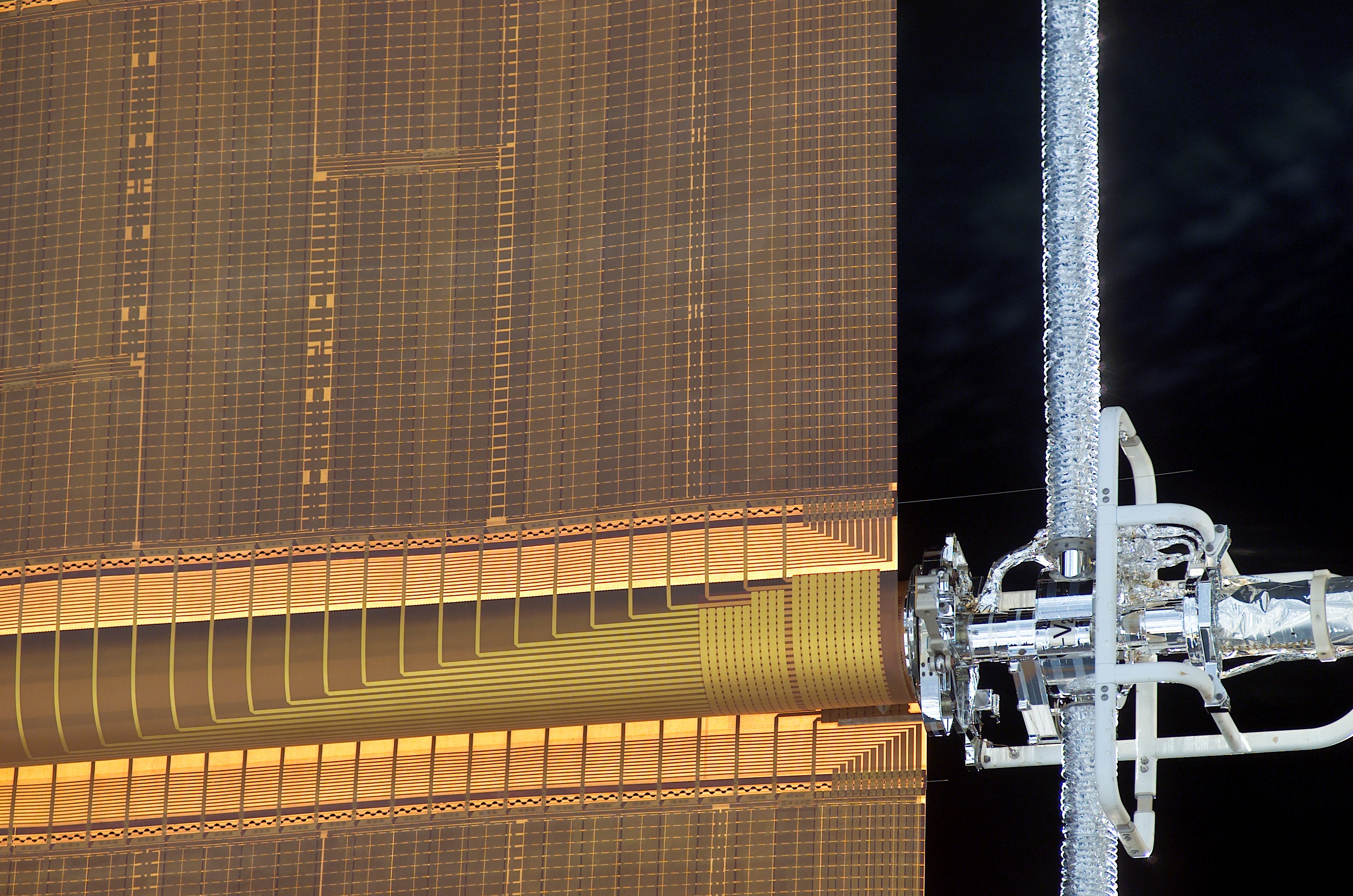
A Hubble napelemtáblája és annak kinyitásáért felelős kitekerő mechanizmusa

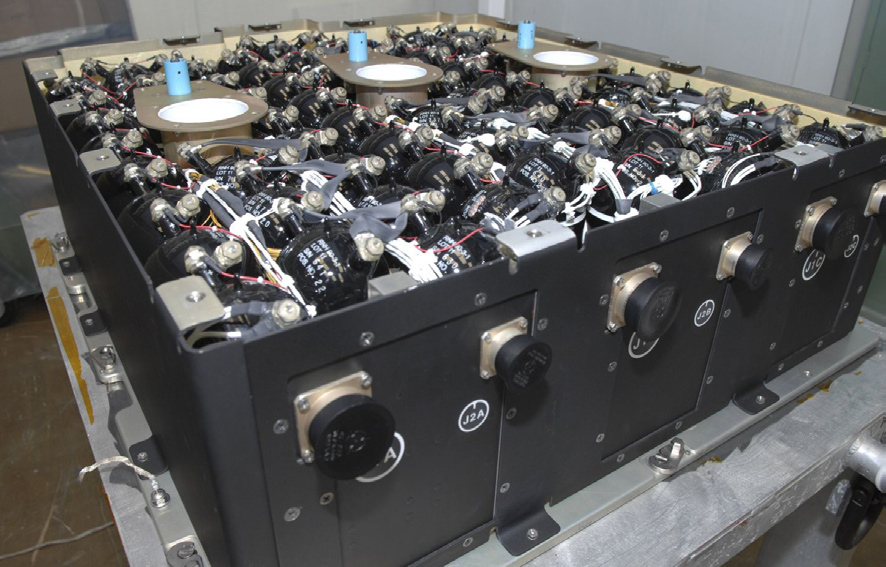
A Huble akkumulátorai

Az űrtávcső startjakor összesen öt műszert vitt magával:
- Wide Field and Planetary Camera (WFPC)[43] – széles látószögű és planetáris kamera: a távcső első számú optikai műszere, egy nagyfelbontású képrögzítő berendezés. Gyártója a NASA Jet Propusion Laboratory-ja volt. A berendezés két különböző kamerát foglalt magában, egy széles látószögú, nagyobb fényerejű optikával a mélyégobjektumok megfigyelésére és egy szűkebb látószögű, kisebb fényerejű példányt a bolygómegfigyelésre. Összesen 48 féle szűrőt szereltek bele, hogy a csillagászok érdeklődésére számot tartó színképvonalakat szét lehessen választani. A képrögzítéshez 8 darab töltéscsatolt eszközt, azaz CCD érzékelőt használtak, egy-egy kamera négyet-négyet használhatott. Az egyes CCD-k felbontása 0,64 megapixel volt. 1993-ban, az első karbantartó repülésen cserélték le a WFPC-2-re.
- Faint Object Camera (FOC)[44] – halvány objektumokra specializált kamera: az ESA-nál, a Dornier Gmbh üzemében épített berendezés, amely két teljes és független kamerarendszert foglal magában, amely rendkívül nagy felbontást lehet elérni a képrögzítésnél – az elméleti határ 0,05 szögmásodperc –. A berendezés a közeli ultraibolya és a látható fény spektrumában 115 és 650 nanométer közötti hullámhossztartományban érzékeny. A FOC érzékelőként CCD-k helyett fotonszámláló digicont alkalmaz.[45]
- Faint Object Spectrograph (FOS)[45] – spektrográf: az előző két műszer megfigyeléseit kiegészítő, teljessé tevő műszer, amely két fotonszámláló digicont használt érzékelőként (egy „kéket” és egy „pirosat”) és 115-850 nm hullámhosszok között volt érzékeny. Sajnos a műszer hatékonyságát a távcső optikájának hibája nagyban befolyásolta, például a legnagyobb rekesznyílást alkalmazva a beeső fény 70%-át tudta csak befogni. Ráadásul kiderült, hogy a műszer mágneses árnyékolása is hibás, ami a 150 nm alatti érzékeléseket torzította, köztük az egyik legkívánatosabbét, a Lyman-alfa vonalakét – amelyek 121,6 nm-en figyelhetők meg –.[45] 1997-ben cserélték le az STIS műszerre.
- Goddard High-Resolution Spectrograph (GHRS)[46] – spektrográf: egy olyan színképelemző eszköz volt, amelyet az ibolyántúli tartományban használtak. A berendezést a Goddard Space Flight Centerben építették és elméleti teljesítménye, azaz spektrális felbontása elérte a 90 000-et. Ibolyántúli megfigyeléseit másik két műszerrel, a FOC-val és a FOS-fal végezte kombinálva. 1997-ben szerelték le a második karbantartó repülésen és helyettesítették a NICMOS műszerrel.
- High Speed Photometer (HSP)[47] – fotométer: a Wisconsin-Madison Egyetem műszere, amelyet látható és ultraibolya fénybeli megfigyelésekre terveztek, azon belül is a változócsillagok és más, változó fényességű csillagászati objektumok megfigyelésére. Másodpercenként 100 000 fényességmérést tudott végezni, 2%-os fotometriai pontossággal. 1993-ban a COSTAR beszerelésekor feláldozták, hogy helyet nyerjenek.

#### Később beépített műszerek:
Az űrtávcsövön összesen öt karbantartást végeztek el az évek során, sorrendben 1993-ban, 1997-ben, 1999-ben, 2002-ben és végül 2009-ben. Ezek során az űrhajósok minden alkalommal vittek magukkal új és még újabb műszereket, berendezéseket, amelyekkel kicserélték a korábban beépítettet (így végül az eredetileg felbocsátott műszerkészlet egyetlen darabja sincs már fönn a Hubble-n). Az újabb műszerek a következőek voltak:
- Wide Field and Planetary Camera 2[48] (1993–2009) – a WFPC egy fejlettebb változata: a berendezést szintén a JPL építette azzal, hogy kiterjesztették az érzékelési tartományát 120-1000 nm közöttire, amellyel lefedték a látható fény 380-780 nm-es hullámhosszát, valamint a teljes közeli ibolyántúli és majdnem a teljes közeli infravörös tartományt. Emellett a kamera kapott egy korrekciós optikát, amellyel ellensúlyozni lehetett a Hubble tükörhibáját, így a kapott képek végre minőségileg is olyanok voltak, mint amilyeneket eredetileg elvártak a kutatók. Az idők során a mérnökök azt tapasztalták, hogy a CCD-ken hibák jelennek meg, beégett pixelek formájában, amelyet a kozmikus sugárzás okozhatott. Ezeket a beégett pixeleket havonta újrakatalogizálták és megpróbálták javítani a képeken. A műszert 2009-ben cserélték a WFC-3-ra.
- Corrective Optics Space Telescope Axial Replacement (COSTAR)[49] (1993–2009) – korrekciós optika, mely lehetővé tette, hogy a Hubble lélegzetelállítóan éles képeket készíthessen: a NASA tervezte és választotta ki a gyártáshoz a Ball Aerospace Corp. céget, aki elkészítette a berendezést, amely népszerű nevén a „Hubble szemüvege” lett, azaz egy olyan optikai korrekciós eszköz, amellyel a távcső szférikus aberrációját – lényegében egy ugyanolyan mértékű, de negatív torzítással – ki lehetett egyenlíteni és amely után a leképződő képek élesek legyenek. A telefonfülke méretű eszköz beszerelésekor a High Speed Photometert fel kellett áldozni, csak úgy kerülhetett be a műhold szerkezetébe. A különböző műszerek (WFPC, FOS, FOC, GHRS) összesen 10 korrekciós lencse került beszerelésre, amelyek 18–24 mm közötti átmérőjűek voltak. 2002-re a NASA eljutott oda, hogy minden beszerelt berendezésnek saját korrekciós optikája volt, így a COSTAR feleslegessé vált és 2009-ben a fizikai helyét egy másik egység, a Cosmic Origin Spectrograph foglalta el.
- Near Infrared Camera and Multi-Object Spectrometer (NICMOS)[50] (1997 – jelenleg is) – spektrográf: a berendezést az Arizonai Egyetem Stewart Obszervatóriumában tervezték és a Ball Aerospace Corp. készítette el és lényegében egy olyan irányba terjesztette ki a Hubble képességeit, amilyen irányba nem is tervezték a távcsövet, mégpedig az infravörös megfigyelések irányába. A Hubble egyébként egy ún. meleg távcső, mivel tükrét stabilan 15 °C-on tartják a fűtőberendezések, ezért alapjában alkalmatlan lenne infravörös megfigyelésekre. Ám a NICMOS-t pont arra fejlesztették ki, hogy ebben az optimálistól messze eltérő környezetben, a közeli infravörös tartományban dolgozzon – 0,8 – 2,4 mikrométer hullámhossztartományban –, a saját belső hűtésére támaszkodva, amellyel 61 K-re hűtik a berendezést. A Goddard High-Resolution Spectrograph helyére installálták 1997-ben, a második karbantartó repülés során.

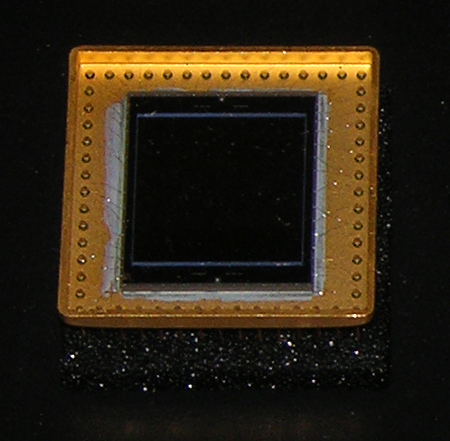
A képlkotó spektrográf (STIS) CCD érzékelője

- Space Telescope Imaging Spectrograph (STIS)[51] (1997 – jelenleg is) – spektrográf és kamera egyben, széles hullámtartományban képes felvételt készíteni (a közeli infravöröstől egészen az ultraibolyáig) – a műszert a Goddard Űrközpont egyik mérnöke, Bruce Woodgate alkotta meg azzal, hogy legyen egy olyan berendezése a Hubble-nek, amely egyszerre színképelemző és kamera, csak egy üzemmódváltó kapcsolóval kell választani a két megfigyelési mód között. Fő működési területe az ibolyántúli tartomány. A kamerája a fő kamerának számító WFPC 800x800 pixeles felbontású CCD-je helyett 1024x1024 pixeleset kapott és a közeli ibolyántúli tartomány 160 – 310 nanométer közötti, valamint a távoli ultraibolya szűkebb, 115-170 nanométer közötti tartományában volt érzékeny. Először 1997-ben ezzel cserélték le a FOS-t és 2004-ig működött, amikor egy áramellátási probléma miatt leállt, majd a 2009-es karbantartó repülést követően újra működésbe lépett.
- Advanced Camera for Surveys (ACS)[52] (2002 – jelenleg is) – széles látószögű felmérésekhez szükséges kamera: a berendezés a Johns Hopkins Egyetem koncepciója alapján a Ball Aerospace Corp.-nál készült. 2002-es beszerelésével ez az eszköz vált a Hubble fő képalkotó berendezésévé, mivel ebbe már két 2048x4096 pixeles CCD érzékelőt szereltek és a végső képfelbontása 16 megapixelre adódik. 2002-ben a Faint Object Camera helyére szerelték be.
- Cosmic Origins Spectrograph (COS)[53] (2009 – jelenleg is) – spektrográf: a pontszerű ibolyántúli források észlelésére épült eszköz, amelyet a Coloradoi Egyetem fejlesztett és a Ball Aerospace Corp. készített el. A COS-nak két csatornája is van, az egyik a távoli ibolyántúli frekvenciákra, 90-205 nm közötti, a másik pedig a közeli ibolyántúli tartományra 170-320 nm közötti hullámhossz tartományokban. Beszerelésére 2009-ben került sor az eddig utolsó karbantartó repülésen a COSTAR helyére.
- Wide Field Camera 3[54] (2009 – jelenleg is) – a WFPC-2 egy fejlettebb változata: a Hubble utoljára beszerelt és technikailag legfejlettebb eszköze, amelyet főként a látható fény spektrumában használnak megfigyelésekre. Az UV és látható tartománybeli megfigyelésekre az ACS-hez hasonló 2048x4096 pixeles CCD-k szolgálnak, míg korlátozottan infravörös képalkotásra is használható egy 1024x1024 pixeles CCD. A berendezést az ötödi karbantartó repülés során, 2009-ben szerelték a WFPC-2 helyére.

A berendezések be- és kiszerelése az egyes karbantartó repüléseken

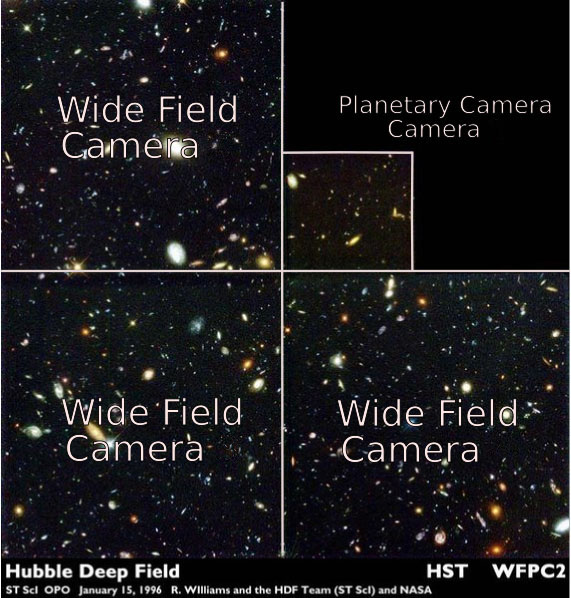
A WFPC2 képe. A bejövő képet négy részre osztják, három rész a nagylátószögű, egy a fele akkora látómezejű (kétszer akkora felbontású) bolygókamerára jut, emiatt van a WPFC2 képeinek „lépcsős” alakja

| Indításkor (1990)                         | SM1 (1993)                                                 | SM2 (1997)                                                 | SM3-A (1999)                                               | SM3-B (2002)                                               | SM4 (2009)                                                |                                           |
| ----------------------------------------- | ---------------------------------------------------------- | ---------------------------------------------------------- | ---------------------------------------------------------- | ---------------------------------------------------------- | --------------------------------------------------------- | ----------------------------------------- |
| Wide Field and Planetary Camera WFPC (1)  | Wide Field and Planetary Camera 2 WFPC 2                   | Wide Field and Planetary Camera 2 WFPC 2                   | Wide Field and Planetary Camera 2 WFPC 2                   | Wide Field and Planetary Camera 2 WFPC 2                   | Wide Field Camera 3 WFC 3                                 |                                           |
| Goddard High-Resolution Spectrograph GHRS | Goddard High-Resolution Spectrograph GHRS                  | Near Infrared Camera and Multi-Object Spectrometer NICMOS  | Near Infrared Camera and Multi-Object Spectrometer NICMOS  | Near Infrared Camera and Multi-Object Spectrometer NICMOS  | Near Infrared Camera and Multi-Object Spectrometer NICMOS |                                           |
| High Speed Photometer HSP                 | Corrective Optics Space Telescope Axial Replacement COSTAR | Corrective Optics Space Telescope Axial Replacement COSTAR | Corrective Optics Space Telescope Axial Replacement COSTAR | Corrective Optics Space Telescope Axial Replacement COSTAR | Cosmic Origins Spectrograph COS                           |                                           |
| Faint Object Camera FOC                   | Faint Object Camera FOC                                    | Faint Object Camera FOC                                    | Faint Object Camera FOC                                    | Advanced Camera for Surveys ACS                            | Advanced Camera for Surveys ACS                           |                                           |
| Faint Object Spectrograph FOS             | Faint Object Spectrograph FOS                              | Space Telescope Imaging Spectrograph STIS                  | Space Telescope Imaging Spectrograph STIS                  | Space Telescope Imaging Spectrograph STIS                  | Space Telescope Imaging Spectrograph STIS                 | Space Telescope Imaging Spectrograph STIS |

Berendezések működésének idővonala

## Űrbe bocsátása és a híres távcsőhiba

### A felbocsátás előzményei
A Hubble 1985-ben elkészült és a NASA először egy 1986 januári startra osztotta be a távcsövet felbocsátásra. Aztán a felbocsátási menetrend torlódásai miatt – az űrhivatal a rentábilis működéshez havi két startot tervezett, ám ezt a frekvenciát soha nem sikerült elérni – a felbocsátást 1986 októberére tolta. Azonban az eredetileg tervezett start idején, 1986. január 28-án bekövetkezett a Challenger űrrepülőgép katasztrófája, amely átírt minden repülést a következő időszakra. Tekintettel arra, hogy a HST-t úgy tervezték, hogy a Space Shuttle fogja pályára állítani, nem volt más alternatív lehetőség, mint megvárni az űrrepülőgép flotta újbóli szolgálatba állását. Erre csak 1988 szeptemberében került sor és a sorban álló projektekből a Hubble csak a tizedik repülést kaphatta meg, amikor aztán az STS–31 expedíción, több, mint négy éves késéssel, 1990. április 24-én pályára állította a Discovery űrrepülőgép.
A startra várakozás négy évében a műholdat a NASA egy speciális tiszta teremben tárolta, ahol nitrogéngázt áramoltatva vigyáztak arra, hogy be ne szennyeződjön, vagy más károsodás érje. Ez egyben azt jelentette, hogy a tárolás további 6 millió dollárjába került a NASA-nak havonta, tovább növelve a projekt egyébkénti költségtúllépését. Ugyanakkor ez a négy év további időt adott a mérnököknek, hogy a fejlesztéskor még kérdésesként fennmaradt ügyeknek utánajárjanak és további változtatásokat hajtsanak végre, úgymint újabb teszteknek vethessék alá, kicseréljék a hibára hajlamos akkumulátorokat és más apróbb műveleteket végezzenek el.
Mikorra a NASA felbocsátotta az űrtávcsövet, 4,7 milliárd dollárt költött rá, majd a későbbi évek karbantartó repüléseivel és egyéb üzemeltetési költségeivel ez az összeg túllépte a 11 milliárd dollárt, amellyel az űrtávcső-program a NASA legdrágább tudományos programjává lépett elő.

### STS–31

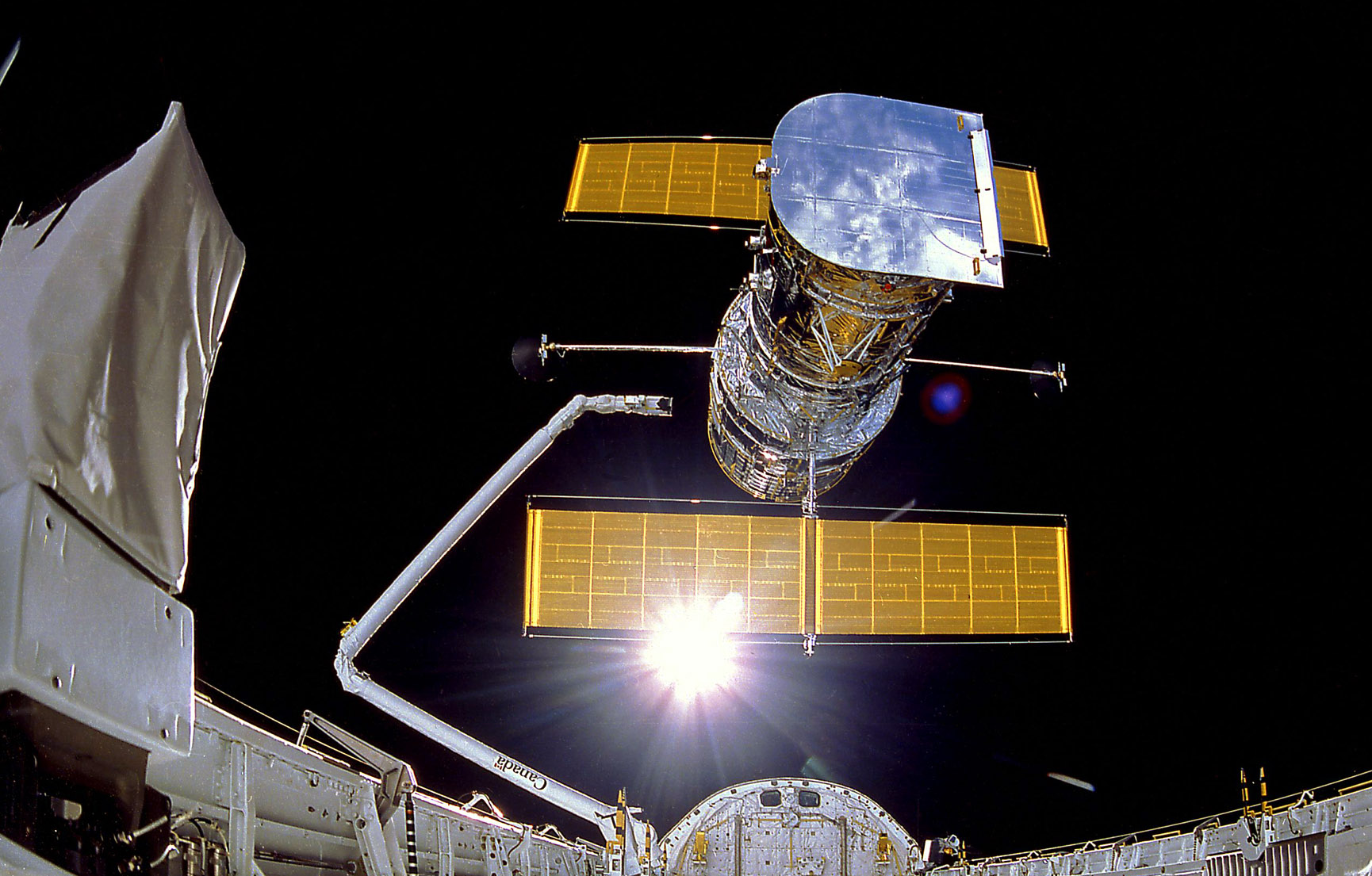
Az STS–31, ahogy éppen pályára állítják a Hubble űrtávcsövet

A Hubble Space Telescope 1990. április 24-én, helyi idő szerint 8:33:51-kor (12:33:51 UTC) startolt el a Kennedy Űrközpont LC-39B indítóállásáról az STS-31 jelű repülésen a Discovery űrsiklóval. A start már a második kísérlet volt, mivel egy hibát fedeztek fel a Discovery APU berendezésében. A Hubble üzemeltetéséhez a Space Shuttle rendszer általános üzemeltetési magasságánál nagyobb Föld körüli pálya szükségeltetik, ezért a Discovery szokatlanul magasra repült, a pályáraálláskor 613x615 km-es pályán állapodott meg, de a teljes repülés egy adott pontján elérte a 621 kilométeres magasságot, ezzel felállította az űrsikló által valaha elért legnagyobb magasság rekordját.
A Hubble pályára bocsátása 1990. április 25-én történt meg. A repülésre a Discovery magával vitt – másodlagos feladatként – egy IMAX kamerát és ezzel készültek felvételek az űrtávcső űrbe bocsátásáról, többek között, amely felvételeinek felhasználásával készült később a Destiny in Space dokumentumfilm. Maga a pályára állás nem volt problémamentes. Az űrtávcső, leválva a Canadarm robotkarról, egy sor automatikus művelet során kelt életre, ezek egyike volt, hogy kihajtogassa a napelemszárnyait. Ám csak az egyik napelemtábla nyílt ki automatikusan, a másik behajtogatva maradt. A hiba elhárítására egy soron kívüli űrsétát indítottak Bruce McCandless és Kathryn Sullivan küldetésfelelősökkel. A két űrhajós még a raktér előtt zsilipkamrában várt arra, hogy kiszállhasson az űrbe a javításra, amikor a tovább kísérletező irányítás végre megoldotta a problémát és rá tudta venni az alkatrészt, hogy megfelelően kihajtogassa magát.
A Hubble sikerrel pályára állt és megkezdte munkáját.

### A távcsőtükör hibája

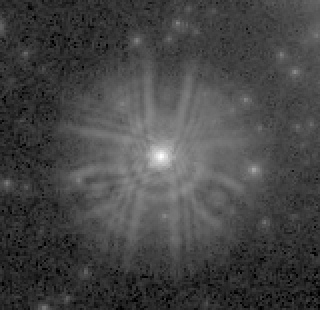
Egy csillag hibás képe a WFPC kamerával

A pályára állás után hamarosan elkezdődtek az előkészületek és tesztek a távcső tudományos használatára, köztük az ún. „első fénnyel”, azaz, amikor először néz rá egy csillagászati objektumra a távcső. Ez a folyamat több hetet vett igénybe és a végén csalódást keltő eredményt hozott: a távcső képalkotása hibás, komoly, ún, szférikus aberráció nyomai látszanak a képeken. A szférikus aberráció egy tipikus távcsőhiba, amelyben a helytelen alakúra csiszolt tükör nem képes tökéletesen fókuszálni a beeső fényt és emiatt a megfigyelt objektumok képe nem lesz éles. A Hubble is ezt a hibát mutatta, a várakozások szerint a csillagok pontszerű képe helyett nagyjából egy szögmásodpercnyi fényfoltként jelent meg (ahelyett, hogy a tervezési kritériumok között szereplő 0,1 szögmásodpercnyi felületen belül maradt volna).
A hiba megítélése felemás volt. Voltak olyan megfigyelési területek – a fényes objektumok, vagy a pontszerű források spektroszkópiai megfigyelései –, amelyeket kevésbé zavart a távcső hibája, kevés volt a fényveszteség, vagy esetleg csak némi érzékenység-veszteséget okozott. Ám a diffúz, haloszerű, vagy halvány objektumok megfigyelésénél rosszul teljesített a távcső. A képek persze még így is felülmúlták a földi telepítésű távcsövek képeit, ám nem ez volt az elvárás, pláne az elköltött pénz fényében. A hiba azt jelentette, hogy a nagy kozmológiai programok lehetetlenné váltak, mivel azoknál gyakran kellett a leghalványabb objektumokat észlelni. A hibát mindenki másképpen ítélte meg, de a a NASA balszerencséjére a politikusok voltak az egyik leghangosabb csoport, akik egyenesen megkérdőjelezték a NASA kompetenciáját, ráadásul a távcső létrehozásáért lobbizó tudósok között is pálfordulás volt tapasztalhatók, akik szerint a temérdek elköltött pénzt mennyivel jobban használhatták volna más projektekben. Még a humoristák is szívesen választották élcelődéseik céltáblájául a HST-t. Mint például az 1991-es, Csupasz pisztoly 2 és ½ esetében, amelynek egy jelenetében a nemzeti katasztrófákat ábrázolták és a Titanic, majd az LZ-129 Hindenburg után jött a Hubble képe is a sorban.
A NASA azonban inkább elemezni kezdte a hibát. Eszerint a hibás képekből az derült ki, hogy a tükör hibás formájú lett annak ellenére, hogy a gyártó Elmer-Perkins a létező legkorszerűbb technológiára támaszkodva azt hirdette, hogy a valaha gyártott, optikailag legtökéletesebb tükröt adta át a NASA-nak. A tükörnek persze nem a simaságával volt baj, az tényleg 10 nanométeren belüli volt. Ehelyett a tükör szélei túl laposak lettek, 2200 nanométerrel voltak laposabbak a kelleténél, ami nagyjából 1/450 mm eltérést jelentett. Így a tükör széleire eső fényt nem a középen levő fókuszpontba reflektálta a tükör, hanem valahová máshová, ez tette homályossá a képeket. A hibát jól sikerült körülhatárolni és szoftveres képszerkesztő algoritmusokkal, pl. ún dekonvolúcióval sikeresen lehetett korrigálni, bár a csillagászok nem ilyen megoldást vártak.

#### A hiba eredete
A hiba kivizsgálásával Lew Allent a JPL igazgatóját bízták meg. A vezetőjéről elnevezett Allen Bizottság pedig hamar megállapította, hogy a csiszolási hibát egy rosszul összeállított teszteszköz, egy ún. null korrektor okozta. A null korrektort a távcsőépítésnél használják, ezzel tesztelik a készülő tükör alkotta képet, lényegében ez egy optikai eszköz, amelynek segítségével beállítják a csiszolást és a tükör végső formáját. A Hubble csiszolásakor használt null korrektorban azonban az egyik lencse rosszul volt behelyezve, 1,3 mm-rel eltért az optimálistól. A Perkin-Elmer a Hubble tükrének kezdeti csiszolásakor még két konvencionális null korrektort alkalmazott, majd a végső fázisban váltott arra a darabra, ami elméletileg a tökéletesnél is tökéletesebb beállítást kellett volna eredményezze és amely maga is hibás volt. Emiatt végül a tükröt rendkívül precízen munkálták meg az erre készített speciális nullkorrektor mérései alapján, csak éppen hibás formára. Ugyan az átadás előtt megvizsgálták a tükröt az eredetileg használt konvencionális nullkorrektorral is, amely ki is mutatta, hogy a tükör szférikus aberrációtól szenved, de a hibajelzést nem vették komolyan és elmulasztották utánajárni, hogy mi lehet az eltérések oka. 
A bizottság a Perkin-Elmert hibáztatta a gyártási problémáért. Ezzel a NASA és az optikai cég viszonya teljesen elmérgesedett a hiba, illetve korábban a sorozatos csúszások és költségtúllépések miatt. A NASA azt állította, hogy a Perkin-Elmernél nem felügyelték és tekintették át megfelelően a tükör építését és csiszolását, ráadásul a cég nem a legjobb optikusait állította a projekt mellé, de különösen nem vont be megfelelő tudású optikai szakembereket sem a gyártásba, sem a tükör végső minősítésébe. Mindemellett a bizottság, bár komolyan elmarasztalta a Perkin-Elmert, a NASA-val magával szemben sem volt kíméletes. Az űrhivatal abban volt vétkes, hogy nem szólalt fel a minőségellenőrzés hiányosságai miatt és engedte, hogy az egyetlen teszt eredményeit vegye alapul a projekt adott bonyolultsága mellett.

#### A hiba megoldása

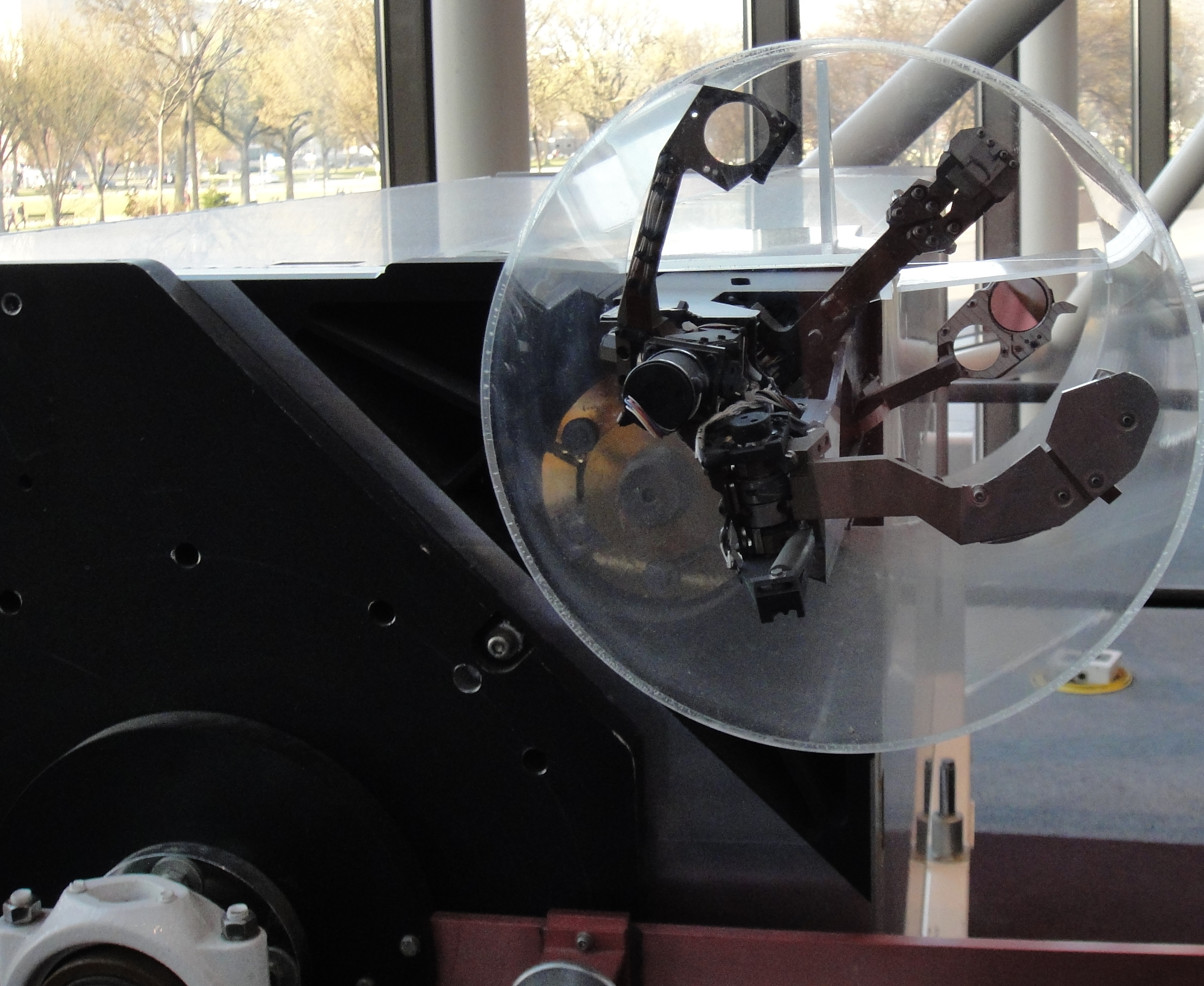
A COSTAR belső szerkezete

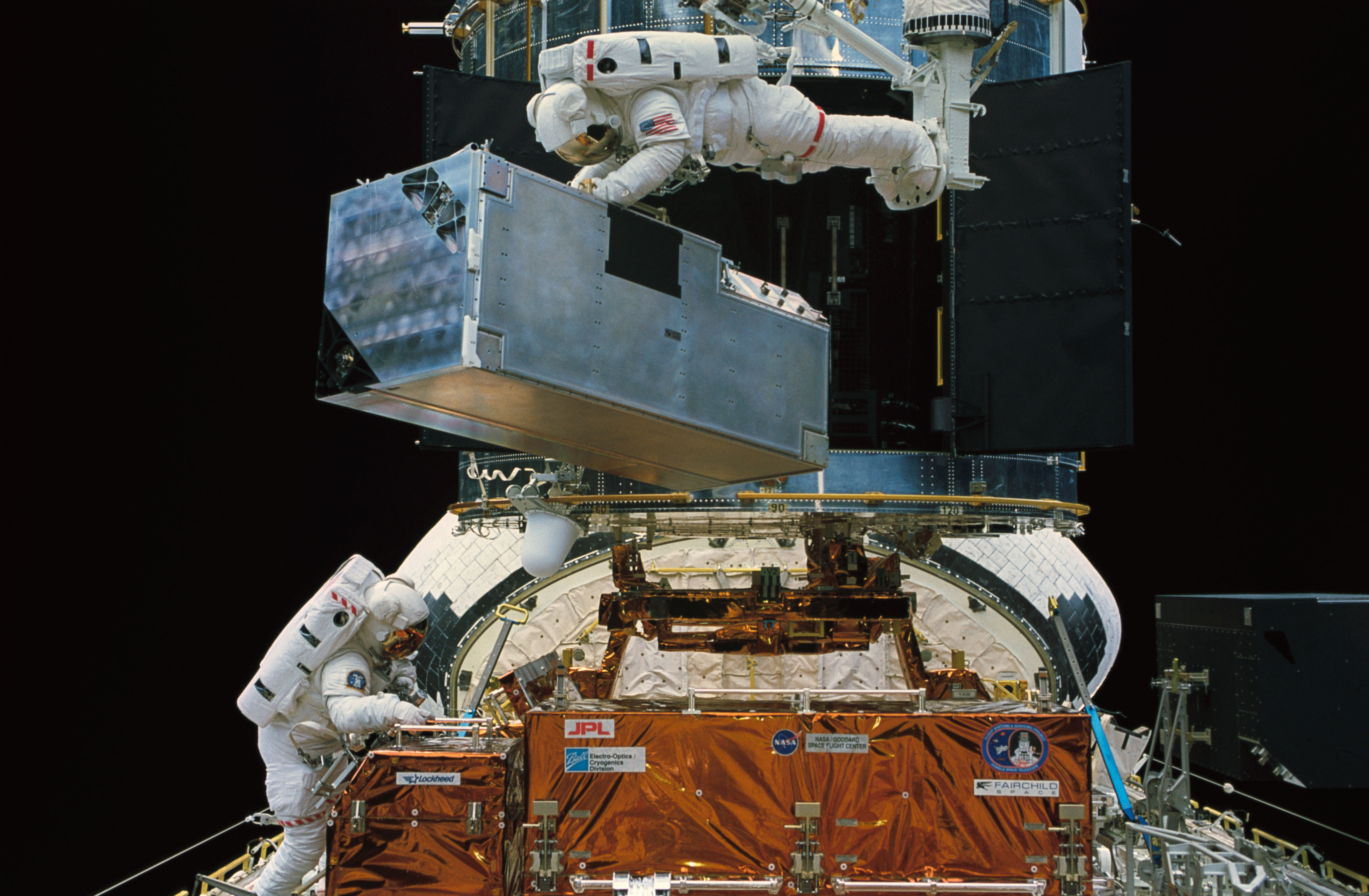
A COSTAR beszerelése az STS–61-en

Sokan tartottak attól, hogy az űrtávcső űrszemétként végzi, ám a bele fektetett óriási összeg és munka ezt valószínűtlenné tette. Ehelyett a csillagászok és a mérnökök rögtön arról kezdtek beszélni, hogy a távcsövet eleve úgy tervezték, hogy időről-időre meglátogassa egy űrhajó, karbantartási célzattal. Ebben az is belefoglaltatott, hogy a beszerelt tudományos berendezések is kaphattak javítást, vagy akár cserét. Egy valami természetesen nem, a hibás tükröt nem lehetett sem cserélni, sem javítani (bár a Kodak tartalék egysége rendelkezésre állt a Földön, ám azt nem lehetett feljuttatni és cserélni), még úgy sem, hogy az egész Space Shuttle-flottát úgy tervezték, hogy az meghibásodott műholdakat hozzon haza és vigyen vissza az űrbe. Ehelyett a szakemberek azt a koncepciót dolgozták ki, hogy tervezzenek egy olyan új optikai komponenst, amely pontosan olyan hibás, mint a tükör, csak a hiba, a torzítás iránya fordított és így a hibák kioltják egymást. Lényegében olyan volt ez, mintha szemüveget adtak volna a Hubble-ra.
Első lépésként meg kellett határozni a hiba mértékét. A Hubble által készített képekből, a pontforrások szóródásának mértékéből adódott, hogy a Hubble főtükrének kúpállandója -1,01390±0,0002 volt, az előirányzott -1,00230 helyett. Ugyanez az érték adódott a hibásan elkészített nullkorrektor által adott tükörgeometriára is és azokból az interferogrammokból, amelyeket még a távcső beüzemelése közben készült képekről kaptak a szakemberek.
A Hubble különböző berendezései különböző javítási módozatokat kívántak meg a tökéletes működéshez. Az egyik irány a Wide Field/Planetary Camera volt. Ennél egy teljesen új kamerát fejlesztettek, amelyet a karbantartó repüléssel kívántak felküldeni és teljesen lecserélni az eredeti WFPC-t. A WFPC2-be saját segédtükröket építettek – természetesen a főtükör hibájával kalkulálva –, amelyek így közvetetten vezették a fényt a CCD érzékelőkre. A másik irány pedig a többi érzékelő volt, amelyeknek nem volt lehetőség beépíteni efféle korrektív optikai elemet. A Faint Object Camera, a Faint Object Spectrograph és a Goddard High-Resolution Spectrograph esetében egy nagy, közös korrektív optika volt a megoldás, amely a COSTAR (Corrective Optics Space Telescope Axial Replacement) nevet kapta. Ez két, ugyancsak ellentétes hibával csiszolt tükröt tartalmazott, amelyeken keresztül láttak a későbbiekben az említett műszerek. Helyhiány miatt a COSTAR beépítésekor a High Speed Photometert fel kellett áldozni. A COSTAR egészen 2009-ig szolgált, amikor ezt is kiszerelték és hazahozták, hogy kiállítási tárgy legyen a washingtoni űrmúzeumban, mivel az utolsó karbantartó repülésre már csak olyan eszközök maradtak az űrtávcsőbe szerelve, amelyeknek mind megvolt a saját korrektív optikája.

## Működése
A HST 1990. április 24-én indult Föld körüli pályára a Kennedy Űrközpontból a Discovery űrrepülőgéppel az STS–31 küldetés keretében. Az első képet – lényegében teszt céllal – az NGC 3532 nyílthalmazról készítette, 1990. május 20-án. Az első képek kiértékelésekor született a felismerés, hogy a távcső hibás és nem a megkívánt minőségű képeket szállítja. Ennek ellenére az első másfél évben 900 csillagászati célpontról 1900 megfigyelés született, köztük olyanok, mint a Plútó/Charon rendszer felbontása, az SN 1987A szupernóva körüli gázgyűrű felfedezése, a Szaturnuszon egy óriási légköri vihar fényképezése stb.
Az űrtávcső működési elve az időszakonkénti karbantartásokra alapozott, ezért több ilyen repülést is terveztek, amelyek közül végül öt meg is valósult (SM 1, 2, 3A, 3B, 4) 1993 decembere és 2009 májusa között. A karbantartó repülések rendkívül összetett műveletekként szerepeltek az űrhajózás történetben: az átlagos űreszközökhöz képest magasabb pályán keringő HST-hez az űrrepülőgép a teljesítőképessége határaiig kellett emelkedjen, majd szövevényes manőverek végén a Canadarm robotkarral fogta be a távcsövet, hogy a raktér fölé emelje, ahol aztán az űrhajósok űrséták során át végezhették el a szerelési műveleteiket, általában egy 4-5 napos időkeretben. Ezek során az űrhajósok szemrevételezték a távcsövet és az esetleg sérült részegységeket cserélték, valamint tervezett módon a fejlesztések miatt folyton fejlődő tudományos megfigyelő berendezéseket is újabbakra, korszerűbbekre, hatékonyabbakra cserélték le. Mihelyt a munkának vége lett, az űreszközt ismét útjára bocsátották, miután az űrrepülőgéppel megemelték a pályamagasságát, mivel az folyamatosan süllyed a felsőlégkör fékező hatására.
A felbocsátást követő években, a tényleges működés során is jelentkeztek hibák. Az egyik ilyen jellemző hiba volt, hogy hőtani okokból a napelemtáblák a hőcserélődés miatt beremegtek: valahányszor a HST belépett a Föld árnyékába, vagy kilépett onnan, a napelemtáblákon vibráció lépett fel, amely természetszerűleg zavarta az észlelést is, mivel az ilyen kondíciókkal készült képek életlenek lettek.

### Giroszkóp problémák
Probléma volt, hogy a Hubble térbeli helyzetének beállítását, majd stabilan a megcélzott látómezőn tartását végző giroszkópok is hamarabb degradálódtak, mint tervezték. Utóbbi probléma végigkísérte az egész programot. A HST egyik leglétfontosságúbb részegysége volt. Ezek segítségével lehetett a távcsövet a megfelelő célpontra pozícionálni és azon rezzenéstelenül tartani órákon, vagy akár napokon át, miközben a távcső a Föld körül keringett és a keringés felében a Föld kitakarta a látómezőt. A normális operációhoz három giroszkópra van szükség, a Hubble-t hat egységgel szerelték fel. Korlátozottan kettő, vagy akár egy giroszkóp is elegendő, ám ilyenkor a megfigyelhető égterület is leszűkült és a pontos célzás nagyonis bonyolulttá vált. Maguk a giroszkópok egy nagyobb rendszer, a Pointing Control System (Irányzás irányító rendszer) részei voltak, amely mágneses és optikai szenzorokat és magukat a giroszkópokat foglalta magában, különböző szervomotoros működtető rendszerek (lendkerekek és nyomatékmérők) támogatásával.
1990-2002 között a karbantartásokkal sikerült fenntartani egy ritmust, amivel a NASA hellyel-közzel lépést tudott tartani az űrtávcső giroszkópjainak elromlásával, igaz ezért egyszer egy komplett karbantartó repülést előre kellett hozni. 2003-ban, a Columbia-katasztrófát követően került más rezsimbe a NASA azzal, hogy nem látszott kilátás arra, hogy fenn tudja tartani a karbantartó repülések addigi ritmusát és ezzel megoldhatja a felmerülő giroszkóp problémákat. A NASA ezért arra rendezkedett be, hogy nem lesz lehetősége karbantartásra, így alternatív megoldásokat keresett és megbízást adott olyan szoftverfejlesztésekre, amelyekkel két-, vagy akár egygiroszkópos működésre álljanak át. A fejlesztés sikerrel járt és 2005-ben átálltak a kétgiroszkópos működésre. Ekkor már csak négy giroszkóp volt működőképes, így kettő lett aktív, kettő tartalék. Hamarosan, 2007-ben egy újabb romlott el, így a két tartalék egyre olvadt.
A 2009-es karbantartó repülésen mind a hat giroszkópot, de talán ami a legfontosabb, magát a berendezés alapját adó technológiát is lecserélték – igaz, kísérleti jelleggel csak a hat egység felét felszerelve az új technológiával –, ettől várva, hogy a sorozatos hibák visszaszorulnak. A 2009 előtt alkalmazott technikában oxigént és sűrített levegőt használtak a működtető motorokban, ami korróziót okozott. Az új technikában sűrített nitrogént alkalmaztak. A csere létjogosultságát jól mutatja, hogy a 2009-es cserét követő 10 évben összesen csak 3 egység romlott el, azok is a tervezési követelményként megszabott időhatáron túl.
Az utolsó karbantartást követően sorban kezdtek el a régi technológiával gyártott egységek hibára kiállni – igaz jóval később az előző szériáknál –, az első 2014 márciusban, a második 2018 áprilisban, az utolsó pedig 2018 októberben. Amikor azonban az addig tartaléksorban levő új technológiájú eszközöket szolgálatba állították, azok nem teljesítettek azonnal az elvárt paraméterek között, ezért biztonsági üzemmódba kellett kapcsolni, amíg a giroszkópok végre felpörögtek a megfelelő működési sebességre. A megfelelő forgási sebesség elérésére egy meglehetősen egyszerű módszert használtak: „kacsold be, aztán ki, megint be, megint ki...sokszor egymás után”. Végül a megmaradt, tartaléksorból előszólított giroszkópok, több manővert, „resetet” és a „kikapcs-bekapcs” próbát követően 2018. október 18-19-én állt be normál működésbe. A hibaanalízis szerint egy légbuborék maradt valahol a rendszerben és az okozta a lusta indulást.
2018-ban, kilenc évvel az utolsó karbantartást követően született meg az az ötlet, hogy próbálják ki az egy giroszkópos üzemmódot abban az esetben, ha kevesebb, mint három működő egység marad.

### Elektronikai és berendezéshibák
Az optikai és az irányzási hibák mellett egy sor elektronikai hiba is nehezítette a működést. Ezek a legtöbbször a tudományos berendezéseket érintették, ám pont erre szolgált a távcső alapfilozófiája és az azon alapuló karbantartó repülések, hogy ezeket megoldják, elkerüljék. Karbantartó repülések nélkül a Hubble csak pár évnyi üzemidőt kapott volna, aztán le kellett volna mondani róla, így azonban több évtizedre sikerült kiterjeszteni a hasznos üzemidejét. A legtöbbször a berendezések áramellátása szűnt meg, így egy-egy megfigyelő eszköz időről-időre üzemen kívül került. Így például az STIS 2004 augusztusában, vagy az ACS 2006 júniusában. Ezeket a hibákat több esetben is csak a szervizek során hárították el és ilyenkor rövidebb-hosszabb ideig lemondtak az észlelésekről az adott eszközzel.
Az utolsó karbantartás óta már nem volt ilyen lehetőség. Így például 2019. január 8-án, amikor biztonsági módba kellett kapcsolni a Wide Field Camera 3-at. A szakemberek előbb hardver problémára tippeltek az adatelemzésből (a töltöttségi szint csúszkált ki időnként a normál üzemi zónából). Nem sokkal később a NASA jelentette, hogy mégis inkább szoftveres probléma lehet. Tetézte a bajt, hogy a telemetriai adatok is megbízhatatlanul érkeztek be. Végül kiderült, hogy az egész hiba a gyanítottnak a fordítottja volt: nem szoftver és nem hardverhiba volt, hanem telemetriai probléma és a rosszul letöltődő adatok mutattak fals hibát. A telemetriát később resetelték és minden visszaállt a normál működési rendbe.
2021. június 13-án a központi komputer állt ki hibára, gyaníthatóan memóriahiba következett be. A számítógépet megpróbálták újraindítani. A fő memóriáról a tartalék memóriákra való átkapcsolás is kudarcot vallott. A NASA ekkor úgy döntött, hogy egy tartalék komputerre kapcsol . Addig, amíg nem működött a komputer, addig minden tudományos megfigyelés leállt. Végül megtalálták a hibaforrást, a CPU tápegysége volt rossz. Ekkor a mérnökök egy tartalék tápra kapcsoltak át.

### Nagyjavítások

#### Servicing Mission 1

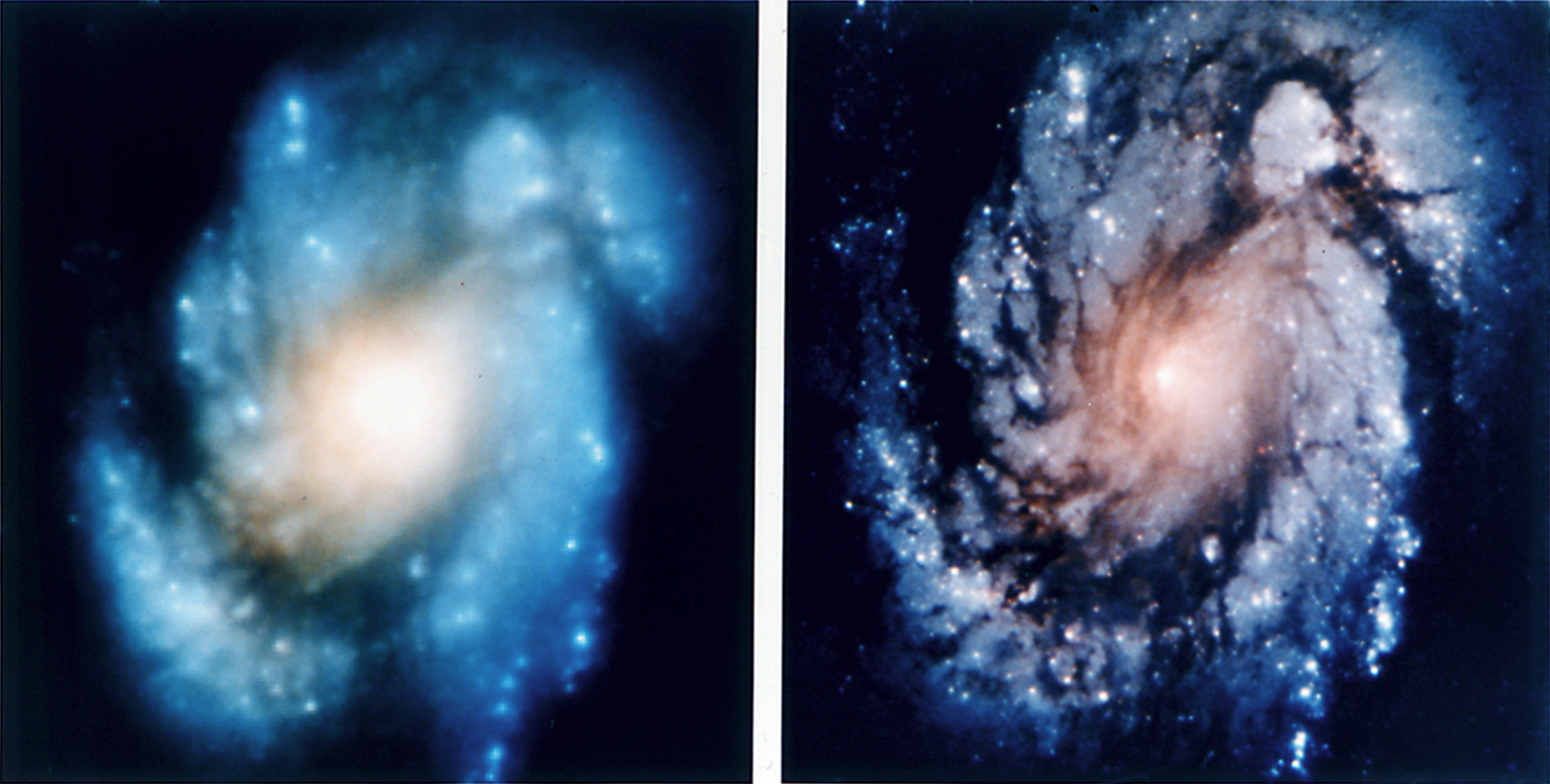
A Hubble képeinek javulása az első karbantartó repülés után. A kép a Messier 100 spirálgalaxist ábrázolja

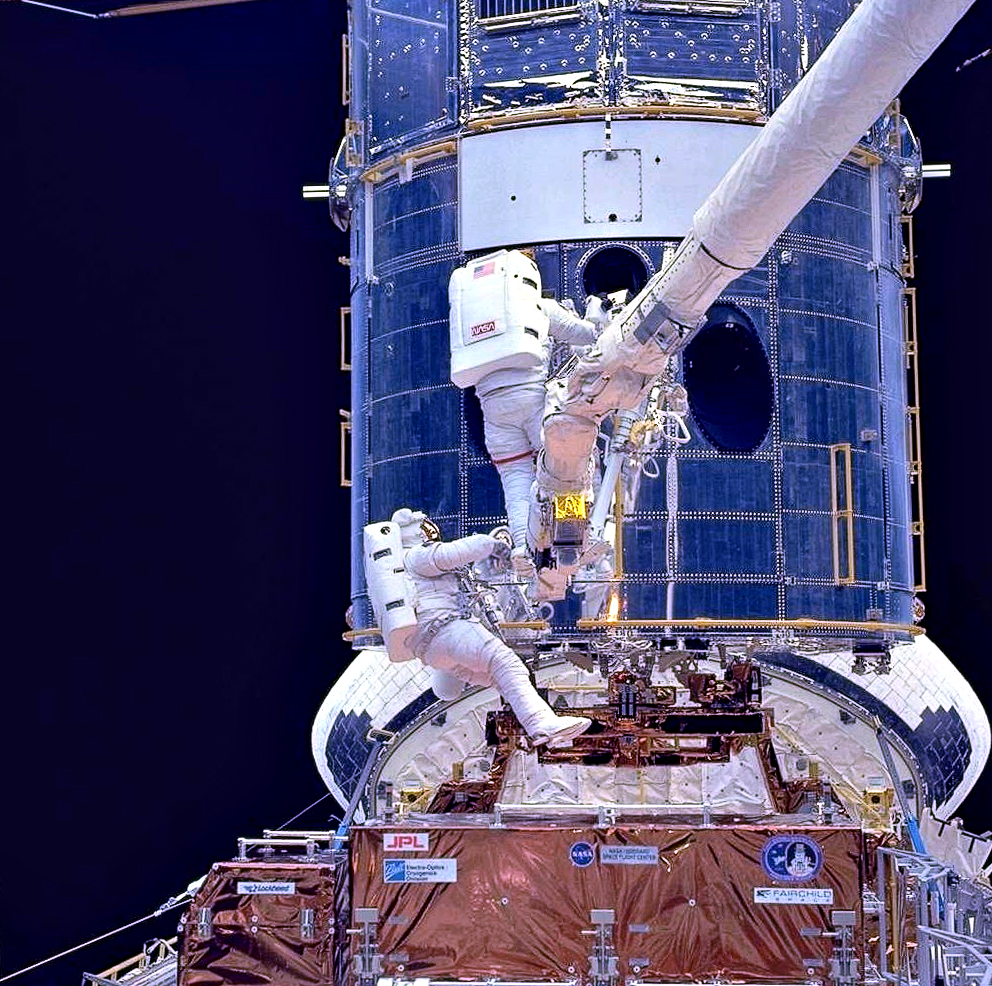
Az STS–61, azaz az első karbnantartó repülés (SM1) egyik űrsétája, Musgrave-vel és Hoffmann-nal

A Hubble első karbantartó repülése nem csak az űrtávcsőre ható jelentőségű volt, hanem az űrben végzett nagyobb javítások lehetőségeinek kimunkálására is, mivel korábban csak kevés és kisebb jelentőségű ilyen műveletre került sor, így a repülés úttörő jellegű is volt. Az első karbantartást eredetileg is 1993-ra tervezték még annak előtte, hogy kiderült volna a távcső hibája, de a probléma felismerésével még inkább fontos lett egy sikeres karbantartó repülés (egy esetleges kudarc a Hubble-ről való lemondást és annak sorsára hagyását, vagy a hibás mivoltába való belenyugvást jelentette volna). Ugyanakkor a felfedezett egyéb hibák, valamint az optikai rendszer javításai 500 millió dollárra hizlalták a javítás költségvetését (nem számítva magának az űrrepülőgépnek az indítását).
Az űrbeli szerelések létjogosultságát több repülésen is bizonyította a NASA, igaz néha a kritikusok szerint esztelen kockázatok árán. Az STS–49 például 1992-ben az Intelsat 603 műholdat mentette meg egy űrben végzett javítással, amikor a geostacionárius pályára szánt műholdat végső pályára állító hajtóműve hibásodott meg, igaz pont ez volt a kritikák kereszttüzében, mivel csak kockázatok árán lehetett a javítást elvégezni. A NASA-nál ezidőtájt már formálódóban volt egy nagy űrállomás terve, amely ilyen javításokat feltételezett, de az út hozzá éppen a Hubble és az Intelsat műholdhoz hasonló javítási műveleteken át vezetett, amelyek tapasztalatai alapján éppen magát a Hubble karbantartási műveleteit is újra és újra kellett tervezni. Az STS-49 egy nagyobb mérföldkő volt a felkészülésben, ahol felfedezték például, hogy a hő jelenti az egyik legnagyobb problémát a javítások során. A tapasztalatok alapján a javításokat nem lehetett a Föld megvilágított féltekéje fölött, „nappal” végezni, hanem a napfénytől védve kellett dolgozni. Ám a repülésre való vákuumkamrás tesztek során fedezték fel, hogy az űrruha kesztyűje nem véd megfelelően az űr hidege ellen. Egy következő repülés, az STS-57 mutatott rá, amikor az űrhajósok az European Retrievable Carrier-t (EURECA) kellett az űrsikló rakterében elhelyezni, hogy a problémák olyannyira megoldatlanok, hogy a Hubble javítása számára készült felszereléseket, repülési terveket és eljárásokat le kell cserélni, ha nem akarnak problémákba futni. Ehhez aztán összesen hét teljes űrjavítási szimulációt végeztek el – az űrrepülőgép történetének legkiterjedtebb szimulációs programját –, amelynek nehézségét az jelentette, hogy a NASA nem rendelkezett a Hubble teljes makettjével, csak az egyes részegységek modelljein lehetett gyakorolni (amihez még a Smithsonian Múzeumtól is kölcsönöztek darabokat) és csak „fejben” tudták összerakni a teljes képet a részegységekből.
Az első űrbéli javítására az 1993 decemberében került sor, amikor az STS–61 küldetés során az Endeavour űrrepülőgép űrhajósai egy tíz napos repülés során számos berendezést cseréltek ki, vagy javítottak meg. Ezek legfontosabbika a COSTAR (Corrective Optics Space Telescope Axial Replacement) beépítése volt a HSP (High Speed Photometer) helyére – amelyet így végül feláldoztak a többi megfigyelés oltárán –. A beépített korrekciós optika mellett kicserélték a Wide Field and Planetary Camera-t (WFPC), helyére pedig a beépített korrektorral rendelkező WFPC2 kamerát építették be. A tudományos berendezések mellett a műholdat működtető, meghibásodott részegységek cseréjére is sor került, úgy, mint a napelemtáblák új, hőbiztos darabokra cserélése, vagy a hatból négy giroszkóp újakra cserélése.
A repülést teljesen sikeresnek nyilvánította a NASA 1994 januárjában, azt követően, hogy beérkeztek az első képek az immár javított optikával és a képek tökéletesen élesek és tudományos szempontból teljes értékűek voltak. Maga a repülés a maga idejének egyik legbonyolultabb műveletekkel tűzdelt művelete volt az öt űrsétájával, de a siker óriási lökést adott mind a NASA-nak, mind az éles képekre várakozó csillagász társadalomnak.

#### Servicing Mission 2
Az STS–82 repülésen a Discovery 7 űrhajósa látogatta meg ismét az űrtávcsövet 1997 februárjában. A harmadik repülési naptól kezdődően a legénység összesen 5 űrsétát tett – a legrövidebb 5 óra 17 perces, a leghosszabb 7 óra 27 perces volt –, amelyek során az előző szervízhez hasonlóan tudományos berendezések cseréjére és magának a műholdnak a javításaira, karbantartására is sor került. A tudományos berendezések közül a Goddard High-Resolution Spectrograph (GHRS) és a Faint Object Spectrograph (FOS) helyére a Space Telescope Imaging Spectrograph (STIS) és a Near Infrared Camera and Multi-Object Spectrometer (NICMOS) került. Az adatrögzítéshez használt Engineering and Science Tape Recorder – lényegében egy magnó – helyét is korszerűbb, új egység foglalta el, a Solid State Recorder. A műholdszerkezeten pedig a hőszigetelés sérüléseit javították ki. Az újonnan beszerelt NICMOS a távcső infravörös észlelési képességeit kívánta kiterjeszteni, javítani, ám elég hamar problémák támadtak vele. Az infravörös érzékeléshez hűteni kell a berendezést, amelyet nitrogénnel oldottak meg, egy hőcserélő beépítésével. Ám a hőcserélőre váratlanul a hőtágulás a tervezettől eltérően hatott és az optikai rendszerek határos tűzfala megrepedt, így a hűtés kevésbé lett hatékony. A berendezés tervezett 4,5 éves élettartama le is zuhant 2 évre.

#### Servicing Mission 3A
A következő karbantartásra csak szűk 3 évet kellett várni. 1999 decemberében az STS–103 repülésen a Discovery) látogatta meg ismét az űrtávcsövet, lényegében kényszerűen. A Hubble működését végigkísérte a giroszkópok problémája, hogy lényegében az összes garnitúra hamarabb hibásodott meg, mint a tervezett élettartama lett volna. A műhold hat giroszkópból már három meghibásodott – ezzel a technikai minimumra csökkentve a működés feltételeit –, amikor a NASA úgy döntött, hogy a harmadik karbantartó repülését kettéosztja és egy soron kívüli repülésen csak a giroszkópokat és pár másik, kapcsolódó alkatrészt cserél, de a tudományos műszerekhez ezúttal nem nyúlnak. Már folyt a repülés előkészítése, amikor néhány héttel a tervezett startot megelőzően elromlott a Hubble negyedik giroszkópja is, ami azt jelentette, hogy a távcső pozícióban tartása, azaz az, hogy a távcső stabilan egy adott objektumra nézzen, lehetetlenné vált, így az űrtávcső alkalmatlanná vált csillagászati megfigyelésekre a továbbiakban. Ennek megfelelően az SM3A során kicserélték mind a hat giroszkópot. A giroszkópok mellett még sor került a Fine Guidance Sensor és a hozzá tartozó számítógép cseréjére is, amely szintén a távcső térbeli helyzetének finomhangolásáért volt felelős. Emellett még felszereltek egy ún. Voltage/temperature Improvement Kit-et (VIK), amely arra volt hivatott, hogy megakadályozza az akkumulátorok túltöltését. Végül pedig hasonlóan az előző repüléshez a hővédelemért felelős szigetelőborítás darabjait is cserélték.

#### Servicing Mission 3B

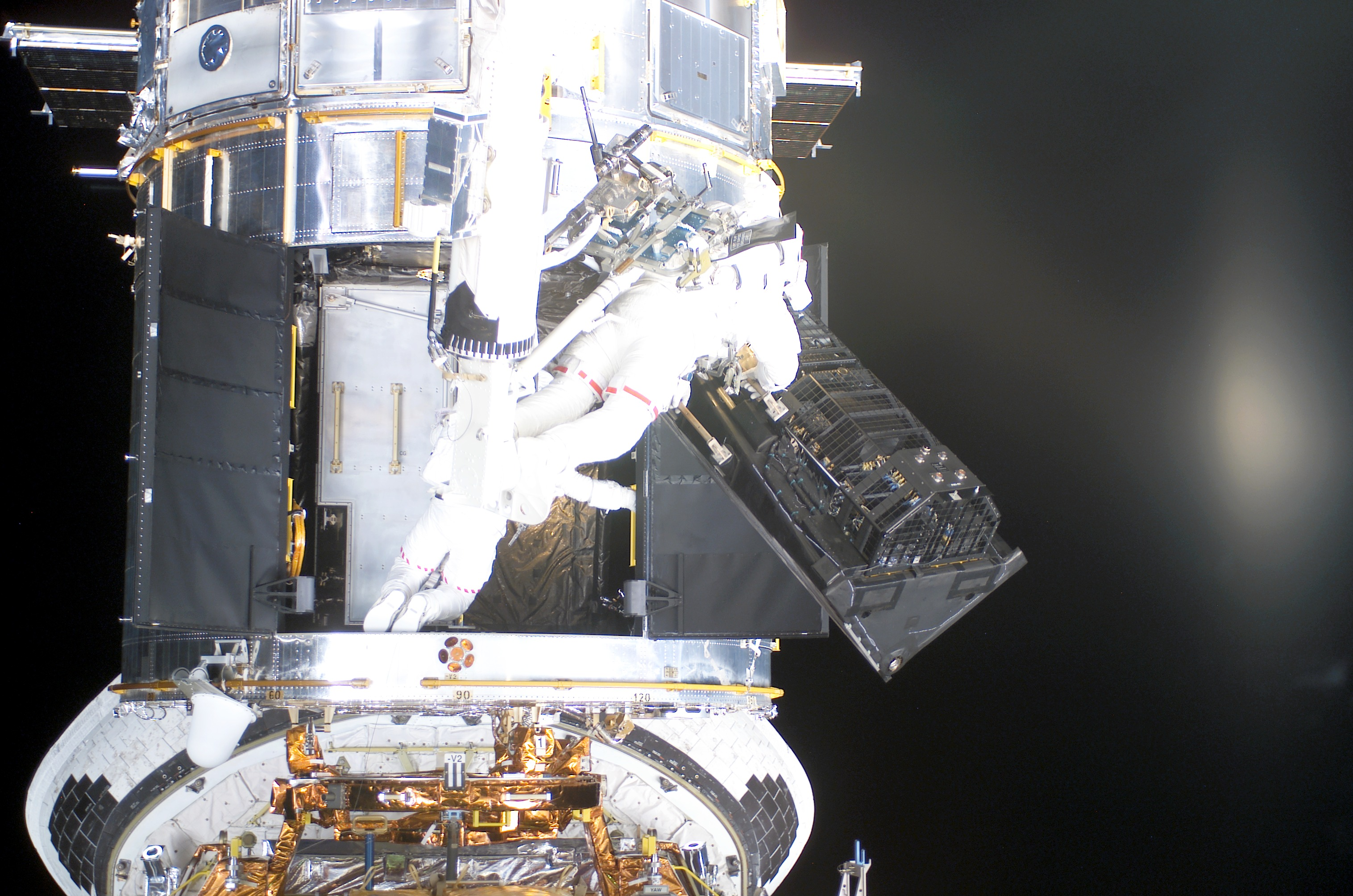
A Servicing Mission 3B egyik űrsétáján az űrhajósok (James H. Newman és Michael J. Massimino, utóbbi repül az SM–4-en is) kiszerelik a FOC-t, hogy helyére az ACS-t építsék

2002 februárjában az STS–109 repülésen a Columbia hétfős személyzete repült a Hubble-höz, hogy a már megszokott öt űrséta keretében, 35 óra 55 percnyi EVA összesített EVA időkeretben végezzen javításokat, illetve berendezéscseréket. A tudományos szekcióban a Faint Object Camera (FOC) cseréjére került sor, amely addigra a legutolsó olyan érzékelő volt, amely még az eredeti, startkori műszerkészletből származott, helyére az Advanced Camera for Surveys (ACS) került. Ezzel lényegében a COSTAR feleslegessé vált, mert minden beszerelt új műszer saját korrektív optikát kapott, de egyelőre a telefonfülke méretű optikai eszköz maradt a helyén. Egy másik tudományos javítási feladatként a NICMOS infravörös kamera, amely idő előtt fogyott ki a hűtőközegből, új hűtőrendszert kapott. A műholdszerkezeten végzett javítások során immár másodszor cserélték le a napelemtáblákat olyan új eszközökre, amelyek 30%-kal több áramot termeltek.

#### Servicing Mission 4
A 2003-as Columbia-katasztrófa után életbe léptetett biztonsági előírások szerint, ha a felbocsátás után az űrrepülőgép megsérül, akkor lehetővé kell tenni, hogy a legénység eljusson a Nemzetközi Űrállomásra. Ezért a NASA akkori igazgatója törölte a már előre betervezett Hubble szervizeléseket, tekintve, hogy az ISS olyannyira más pályán repült, mint a Hubble, hogy ezt lehetetlen lett volna teljesíteni. Ennek eredményeként egymás után hibásodtak meg az űrtávcső fedélzeti műszerei. 2006-ban az űrtávcső fő megfigyelő-berendezése, az Advanced Camera for Surveys (ACS) kétszer is leállt, júniusban és szeptemberben. A hiba egy nagy felbontású csatorna (High Resolution Channel, HRC) áramellátásában lépett fel.
A döntés ellen többen protestáltak, elsősorban a csillagász társadalomból, hogy a Hubble megéri a kockázatot és a NASA-nak nem kéne ennyire mereven ragaszkodnia a szabályokhoz. De még kongresszusi politikusok is arra kérték a NASA-t, hogy vizsgálja felül a döntését. Sean O'Keefe, a NASA akkori főigazgatója, aki egyébként az eredeti, tiltó döntést is jegyezte 2004 januárjában ki is jelentette, hogy kezdeményezi a döntés felülvizsgálatát. Közben a Nemzeti Tudományos Akadémia is közölte, hogy a nyilvánvaló kockázat mellett a Hubble szervizelését fontosnak tartaná. 2004. októberében O'Keefe egy robotizált expedíció kidolgozását kérte a Goddard Űrközponttól. Később, mint nem megvalósíthatót, ezt az elképzelést el kellett vetni. 2004 végén újabb politikai akció indult Barbara Mikulski szenátor vezetésével, mivel olyan erős nyomás érkezett a közvélemény részéről (köztük ezernyi levél iskolás diákok részéről), hogy a George W. Bush kabinetje|Bush]] kormányzatot a Hubble karbantartó repüléseinek leállítását célzó döntés megmásítására sarkallta.
2005 áprilisában új NASA főigazgatót nevezett ki az elnök, Michael D. Griffin személyében, aki rögtön beiktatásakor változtatott a Hubble szervizelésének nézőpontján és megígérte, hogy megfontolják egy embervezette karbantartó repülés indítását. Griffin megbízást adott a Goddard Űrközpontnak, hogy dolgozzák ki egy emberes karbantartó repülés részleteit, azzal, hogy a közben újrainduló shuttle-repülések tapasztalatai alapján fog dönteni. 2006 októberében jött el aztán a pillanat, amikor Griffin engedélyt adott a repülésre, miután egy új megoldást találtak az űrhajósok vészhelyzetbeni kimentésére. A repülést 2008. októberére irányozták elő. Ezt a dátumot aztán még késleltette, hogy 2008 szeptemberében meghibásodott a Hubble fő adatkezelő és továbbító rendszere. Rövidtávú megoldásként a helyére léptették a tartalék rendszert, hosszútávú megoldásként pedig a karbantartó repülés feladatai közé betették a rendszer cseréjét is, felvállalva, hogy ezzel a felbocsátás kényszerűen csúszik addig, míg a cserét és a hozzá szükséges műveleteket elő nem készítik (mivel ha a tartalék rendszer is elromlott volna, az teljes tétlenségre ítélte volna az űreszközt).
Az ötödik nagyjavítás, így végül jelentős halasztással, 2009. május 11-én indult az STS–125 küldetés keretében, amikor az Atlantis juttatta el utasait a HST-hez.
A feladatok között a Wide Field Camera 3 és a Cosmic Origins Spectrograph telepítése szerepelt (előbbit a FOC egyel korábban megüresedett és a szintén már feleslegessé vált és kiszerelt COSTAR helyére, utóbbit pedig új érzékelőként szintén a COSTAR hatalmas dobozának fizikai helyére. Két másik berendezést nem cseréltek, csak áramköri szinten javították: az Advanced Camera for Surveys-t és a Space Telescope Imaging Spectrograph-ot. Igaz, az ACS nagyfelbontású csatornája továbbra is hibás maradt, ennek javítása nem sikerült. A javítások végén, leszámítva az ACS egyik csatornáját, a teljes távcső tökéletesen működőképes állapotba került. A szokásos javítások között volt a műholdrész javítása is, amelynek során lecserélték a Hubble-t működtető akkumulátorokat is és az űrtávcső vadonatúj nikkel-hidrogén telepeket kapott.
A küldetés tudósai azt is bejelentették 2009. szeptember 9-én, hogy a közeli infravörös kamera (Near Infrared Camera) és a Multi-Object spektrométer (Multi-Object Spectrometer (NICMOS)) három hónapon át tartó kalibrálás és tesztelés után újra üzemel.

## A legjelentősebb tudományos megfigyelési projektek

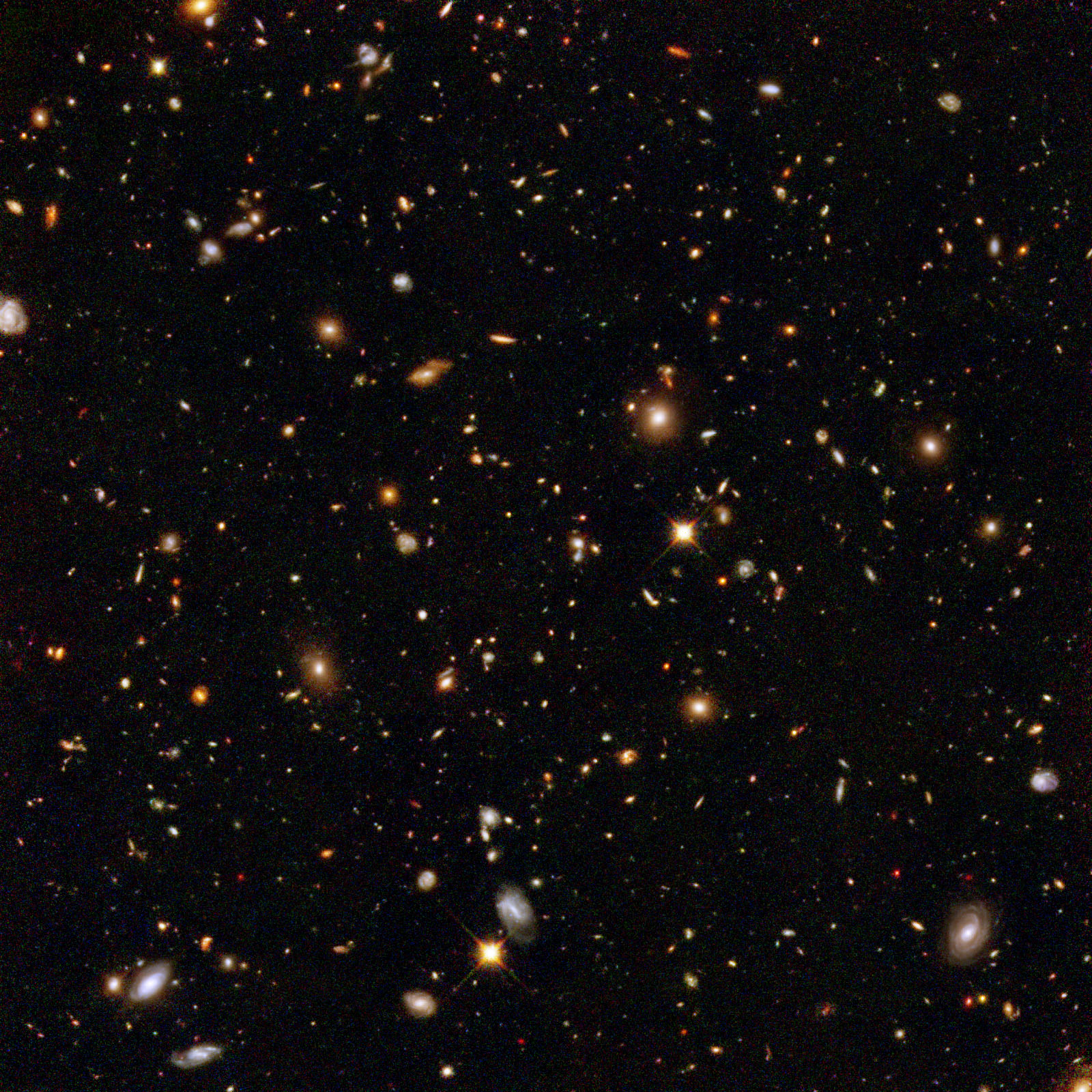
Nagyon távoli galaxisok infravörös képe, a NICMOS felvétele

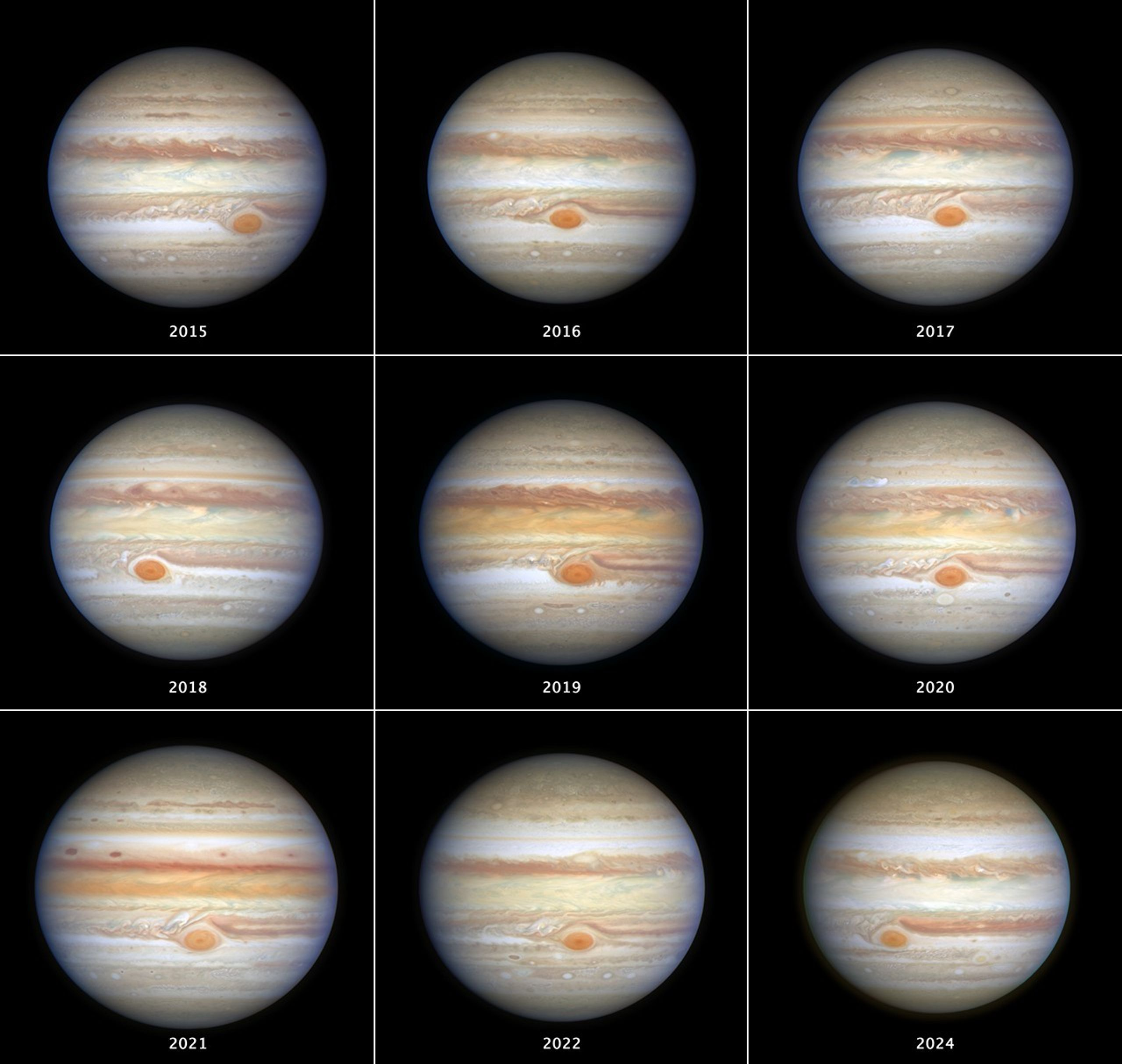
A Jupiter 2015-2024 között

A Hubble életpályája során számos kisebb-nagyobb megfigyelési programot végeztek a tudósok, volt amelyik egyedül a HST-re támaszkodott, volt olyan, amelyet más távcsövekkel (pl. a [Chandra űrtávcső|[Chandra Röntgentávcsővel]], vagy az ESO földi telepítésű Very Large Telescope-jával) közösen és párhuzamosan futtattak. Ezek a projektek még jelenleg, a távcső életútjának legvégén is futnak (mint pl. a 2022-ben indult ULYSSES, vagy az OPAL projektek). Azonban az idők során a számos megfigyelési program közül kiemelkedett néhány.

### Cosmic Assembly Near-infrared Deep Extragalactic Legacy Survey
A CANDELS (Cosmic Assembly Near-infrared Deep Extragalactic Legacy Survey – kb. A kozmikus fejlődés vizsgálata közeli infravörös tartományban a mélyűr extragalaxisaira) egy 2013-ban bejelentett program volt, amely már kezdetekkor is azt a cimkét kapta az útnak indító tudósoktól, hogy „a Hubble történetének legnagyobb projektje”. Ebben azt a tudományos célt tűzték ki, hogy összesen 60 napnyi, 902 keringésnyi észlelési idővel a galaxisok evolúciójának első harmadabeli időbe (z= 8 tól 1,5 vöröseltolódás közöttig) visszatekintve vizsgáljanak kb. 250.000 galaxist az optikai és az infravörös tartományokban. Egy másik cél az ún. Ia típusú szupernóvák megfigyelése a z> 1,5 alatti vöröseltölódás alatt, ezzel pontosítva az ún. standard gyertyák kozmológiai felhasználását.
A felmérés során két tudományos berendezést használtak szimultán. Az egyik a 2009-es SM4 karbantartó repülésen beszerelt új kamera a WFC3 volt, amely az észlelések közeli infravörös tartománybeli részéért volt felelős, míg a látható fénybeli észleléseket az ACS végezte el. A felméréshez összesen öt, előre meghatározott égterületet használtak, amelyek a Spitzer űrtávcsővel és más berendezésekkel választottak ki előre és amelyekből más megfigyelésekből már rendelkeztek széleskörű előzetes adatokkal. Ez a minta statisztikailag jó felmérési mintát szolgáltatott, hogy a következtetéseket ki lehessen terjeszteni az ég egész területére.

### Frontier Fields program
A tudósok által „Határmezők” munkanéven említett, hivatalos nevén Hubble Deep Fields Initiative 2012 (Hubble Mélyűr Iniciatíva 2012) azt a cél tűzte ki, hogy a korai galaxisok kialakulásának folyamatát jobban megérthessük. Ehhez a nagy vöröseltolódású, távoli, halvány galaxisokat válogattak ki és a gravitációs lencse jelenséget használták, hogy megláthassák a „leghalványabb galaxisokat az univerzum távoli szögleteiben”. Ezzel a módszerrel az alábbi célokat szerették volna teljesíteni: 
- felfedni az ezidáig elérhetetlen galaxis populációt z = 5-10 között, amely galaxisok 10-15-ször halványabbak az eddig feldezetteknél
- megszilárdítani a tudásunkat a csillagtömegek és a csillagfejlődéstörténetek között az L-típusú galaxisokban a legkorábbi időkből
- statisztikailag értelmezhető alaktani jellemzést és osztályozást adni a z > 5 vöröseltolódás alatti galaxisokról
- olyan z > 8 vöröseltolódású galaxisokat találni, amelyek elég kiterjedtek hozzá, hogy gravitációs lencsét hozzanak létre és ezzel a belső szerkezetükbe bepillantást engednek és/vagy eléggé felnagyítják a háttérgalaxisokat a spektroszkópikus vizsgálatokhoz.

### Cosmic Evolution Survey (COSMOS)
A Cosmic Evolution Survey (COSMOS) egy olyan csillagászati felmérés, amely a galaxisok kialakulására és fejlődésére fókuszál, miközben figyelembe veszi mind annak végbemenésének idejét (a vöröseltolódáson keresztül), mind a galaktikus környezetet. A felmérés egy meglehetősen összetett megfigyelési program, amelyben részt vettek röntgen, rádió megfigyelési eszközök és a legtöbb űrbe telepített távcső, de földi telepítésű társaik is. A COSMOS indítása 2006-ban történt, mint az akkori idők legnagyobb kiterjedésű projektje, amelyben a Hubble részt vett és máig a legnagyobb égterületet lefedő – a telihold méreténél 2,5-szer, a legkiterjedtebb, CANDELS égterületnél pedig 17-szer nagyobb) folyamatos projekt maradt, amely a mélyűr objektumok feltérképezésével foglalkozott.
A felmérés során több mint 2 millió galaxist osztályoztak, amelyek becsült kora lefedte az Univerzum ismert korának 90%-át. A program egy tucat ország tudósainak együttműködésében ment végbe, vezetői pedig Caitlin Casey, Jeyhan Kartaltepe és Vernesa Smolcic voltak, valamint kb. 200 tudós vett benne részt az idők során.

## Kutatási eredmények

### Kutatások igénylése
A Hubble-lel való észlelés bárki számára elérhető, ám egy folyamat vezet el oda, hogy valaki észlelhessen is. Ennek a kezdő lépése, hogy be kell nyújtani egy pályázatot a Space Telescope Science Institute szervezethez , amely aztán azt a Telescope Allocation Committee-hez, a távcsőidőt elosztó szervezethez utalja és döntenek a pályázatról. A verseny óriási a távcső használatáért, nagyjából csak a kutatási ötletek egyötöde kap zöld utat minden időszakban és jut el a tényleges Hubble-használatig.
Az igénylésnek van egy nulladik fázisa is, a pályázatokat nem ötletszerűen lehet benyújtani, hanem meg kell várni vele, míg az STScI egy felhívást tesz közzé és annak alapján lehet beadni a pályázatokat. A felhívásokat az intézet nagyjából évente teszi közzé. A beérkező javaslatokat aztán több kategóriára osztják fel. A legtöbb javaslat az ún. „általános megfigyelés” témában érkezik és rutin észlelési eljárások tartoznak hozzájuk. A másik legfontosabb kategória az ún. „pillanatfelvétel megfigyelések”, amelyek általában 45 percnél rövidebb észlelési időt igényelnek (beleértve azt az időt is, amíg a Hubble átáll a célpontra). Ezeket az észleléseket általában az általános észlelések között keletkező „időbeosztási lyukakba” tervezik be, hogy minél jobban kitöltsék a teljes észlelési időt.
A csillagászok javaslataikban „Alkalmankénti célok” címmel is nyújthatnak be javaslatot, amikor egy nem tervezhető és csak átmenetileg észlelhető esemény következik be a megfigyelési ciklus során. A még ettől is különlegesebb helyzetekre kb. 10%-nyi távcsőidőt tartalékolnak az „igazgató tetszése szerinti” címkével, amelyért aztán a csillagászok az év bármely szakában folyamodhatnak, de tipikusan csak olyan észlelésekre szokták kiosztani, amelyek valamilyen gyorsan átfutó, átmeneti eseményt (pl. szupernóva robbanást) örökítenek meg. Ilyen igazgatói távcsőidő eredménye lett korábban a híres Hubble Deep Field és a Hubble Ultra Deep Field felvétel is. Továbbá az amatőrcsillagászok is ebből a távcsőidőből részesedhetnek.
A Hubble egyik érdekes sajátossága, hogy nemcsak nagy tudományos szervezetek használhatják, hanem akár egyének is, akár amatőrcsillagászok is folyamodhatnak érte. 1986-ban az STScI első igazgatója, Riccardo Giacconi jelentette be, hogy a saját igazgatói idejéből amatőrcsillagászoknak is fog juttatni. A teljes, amatőrcsillagászoknak jutó idő csak mindössze egy-két óra volt a teljes éves ciklus összidején belül, ám az amatőrcsillagász társadalomra óriási hatása volt.
A közvélemény úgy gondolja, hogy az amatőrök csak saját gyönyörködtetésük céljából néznek távcsőbe, ezzel azonban a Hubble célja – komoly tudományos kutatások és felfedezések megtétele – merőben ellentétes. Éppen ezért az amatőröktől beérkező kérelmeket egy külön amatőrcsillagász bizottság tekinti át és csak azokat a javaslatokat engedik tovább, amelyeknek tudományos haszna is van és nem duplikálják a tudományos kutatóhelyekről származó, szakmai javaslatokat és tényleg igénylik az űrtávcső képességeit. 1990-1997 között összesen 13 amatőrcsillagász javaslatát fogadták el és biztosítottak hozzá észlelési időt. Azonban később, a költségvetési megszorítások és az egyre szaporodó szakmai javaslatok kiszorították az amatőröket a Hubble mögül és ma már nem fordul elő, hogy ilyen javaslat menjen keresztül.

### Fontos eredmények

#### Az Univerzum kora és tágulása
A Hubble elsődleges céljai között volt a cefeida változócsillagok távolságának akkurátus mérése, hogy ebből minél pontosabb távolsági, valamint az univerzum tágulására vonatkozó adatokat nyerjünk és minél pontosabb határokon belül finomítható legyen a Hubble–állandó mértéke, amely szorosan korrelál a világegyetem korával. A HST startját megelőzően a Hubble-állandót kb. 50%-os hibahatárok között becsülték, de a Hubble mérései a Szűz csillagkép és más távoli galaxis csoportok cefeida változói között ezt a hibahatárt ± 10%-ra sikerült leszorítani, amely mérések konzisztensek más, a Hubble felbocsátása óta végzett fejlesztések eredményéül szolgáló mérésekkel is. Ezek együttes hatására a világegyetem korát közmegegyezésesen 13,7 milliárd évre tesszük, amit a Hubble előtt valahol 10 és 20 milliárd év közé tudtak csak becsülni a csillagászok.
Az univerzum korának felfedése mellett a Hubble megfigyeléseinek egy másik fontos eredménye volt, hogy nemcsak visszafelé tekintett az időben, hanem a megfigyelései alapján következtetéseket lehetett levonni a világegyetem jövőjére vonatkozóan is. Egy csillagászcsoport – amely a High-z Supernova Search Team (Nagy vöröseltolódású szupernovákat kereső csoport) és a Supernova Cosmology Project (Szupernova Kozmológiai Projekt) tagjaiból állt össze, nagyon távoli szupernovákat vizsgált a Hubble és más földi telepítésű távcsövek felvételein és bizonyítékot találtak arra vonatkozóan, hogy bár azt gondolnánk, hogy az univerzum tágulása a gravitáció hatására lassul, ezzel szemben a tágulás üteme éppenhogy gyorsul. A két csoport három tagja ezért a felfedezéséért Nobel-díjat is kapott. A jelenség eredete jelen tudásunk szerint nagyon kevéssé ismert, a tudomány pillanatnyilag az ún. sötét energiát jelöli meg forrásaként (megjegyezve, hogy a sötét kifejezés nem valamiféle színre utal, hanem arra, hogy jelenlegi eszközeinkkel képtelenek vagyunk kimutatni és megfigyelni).

#### Fekete lyukak
A csillagászok már az 1960-as évek elejétől feltételezték, hogy némely galaxis középpontjában fekete lyukak lehetnek és az 1980-as években néhány jó fekete lyuk jelöltet is azonosítottak ezek között. A Hubble kivételes spektrális és fotó felbontóképességének alapján az elmélethez jól illeszkedő megfigyelési eredményeket sikerült gyűjteni, ami alapján – ha nem is közvetlenül bizonyított – kimondható, hogy a galaxisok középpontját fekete lyukak uralják, sőt, ezek a fekete lyukak megszokott jelenséget jelentenek a legtöbb galaxisban és nem véletlen előfordulásúak. A Hubble megfigyelési programja emellett alátámasztotta, hogy a központi fekete lyuk tömege és az őt övező galaxis tulajdonságai között szoros kapcsolat áll fenn.

#### Felfedezések a Naprendszeren belül

A Szaturnusz 2009 februárjában, ahogy négy holdja is áthalad előtte

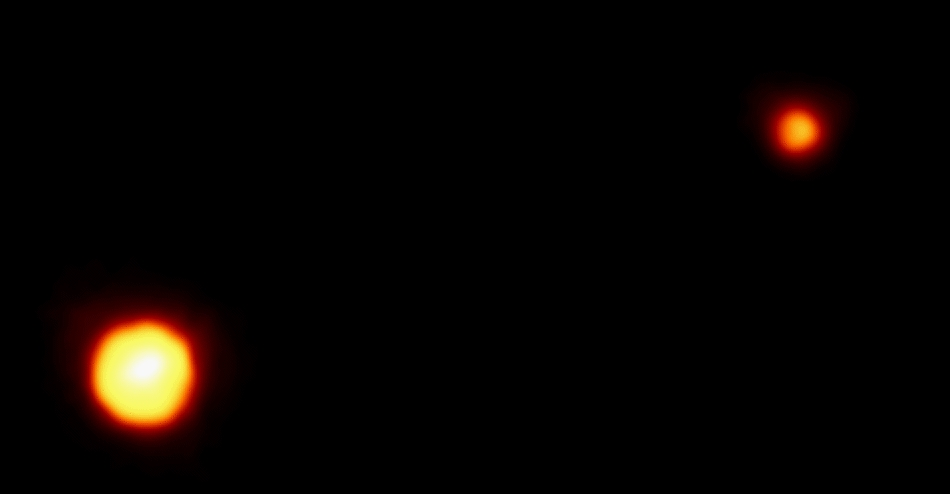
A Pluto–Charon-rendszer a HST felvételén, amelyen először látszott külön égitestként a Charon hold

A Hubble nemcsak a nagyon távoli égitestek és jelenségek távcsöve, hanem a Naprendszeren belül a külső bolygók és égitestek apró részleteinek távcsöve is egyben. Az első emlékezetes, ilyetén célú alkalmazása a Shoemaker–Levy 9 üstökös Jupiternek ütközésének megfigyelése volt. Ez a jelenség a véletlenek szerencsés együtteséből lépett elő: Eugene Shoemaker asztrogeológus, csillagász, felesége Carolyn csillagász és David Levy amatőrcsillagász 1993-ban felfedezték, hogy egy üstökös kering a Jupiter körül, azt az elmúlt 20-30 évben a bolygó már darabjaira törte és neki fog ütközni az óriásbolygónak. A Hubble éppen túl volt az első karbantartáson és a műszerei teljes értékűek lettek, kiváló próbája volt a megfigyelések minőségének, hogy a Hubble megpróbálja észlelni az üstökös Jupiternek csapódását. Az eseményre 1994 júliusában került sor és a Hubble olyan éles képeket közvetített, mint a bolygó mellett 1979-ben elsuhanó Voyager–2 párezer kilométeres távolságból. A néhány évszázadonként egyszer bekövetkező esemény tökéletes észlelése betekintést engedett a Jupiter rendszerének és a naprendszeren belüli égitest-ütközések dinamikájába.
Ugyancsak az 1994-es esztendő hozta el azt az eredményt, hogy a Hubble felbontotta a Plútó-Charon rendszert. A felfedezés idején még a Naprendszer kilencedik nagybolygójaként ismert égitestről szabálytalan alakja folytán a csillagászok sejtették, hogy a szabálytalanság inkább azt takarja, hogy egy Hold kering közel a bolygóhoz, csak a rendelkezésre álló optikai rendszerek nem tudják felbontani. A Hubble Faint Object Camera-ja viszont 1994. február 21-én megtette ezt és a fényképen két különálló gömbként ábrázolta a bolygót és holdját. 2012-ben a HST ismét visszatért a Plútó rendszer megfigyeléséhez és felvételein felfedezték az apró Styx holdat. A Hubble megfigyelési programjának egyébként is része az új égitest osztály, a törpebolygók megfigyelése, így a távcső részletesen észlelte az Eris és a Sedna törpebolygót.
Az óriásbolygókhoz kötődnek a Hubble más megfigyelései. 2015-ben a Jupiter rendszerét vizsgálta az űrtávcső és a Ganümédeszen sarki fényt sikerült megfigyelnie. A sarki fény mozgásából aztán további páratlan következtetés adódott, a jupiterholdnak egy óceán hullámzik a felszíne alatt. Az adatok elemzéséből az adódott, hogy egy nagy kiterjedésű, sós vízű víztömeg kelt interakciót a Jupiter mágneses mezeje és a Ganümádesz között és ennek a kölcsönhatásai révén jön létre a sarki fény.
2017-ben a Szaturnusz rendszerét vette megfigyelés alá a távcső és egy hét hónapos periódus során a gázóriás északi pólusán sikerült sarki fényt megfigyelnie az STIS spektrográffal.
A Naprendszer kutatásában sok esetben a Hubble-re hárult a legkülsőbb vidékek vizsgálata. Így 2015 júniusa és augusztusa között a a Kuiper-övet vizsgálta, hogy adatokkal lássa el az éppen arra járó New Horizons űrszondát. Ennek során legalább öt új KBO-t (Kuiper Belt Object – Kuiper-övbeli égitest) fedezett fel, köztük a 486958 Arrokoth nevű primitív égitestet, amelyet végül kijelöltek a New Horizons célpontjaként, hogy látogassa meg és egy közelrepülés során gyűjtsön róla adatokat.
Legutolsó észleléseinek egyikén a Naprendszer vándorainak, az üstökösöknek a megfigyelésére használták. 2022-ben a NASA jelentette be, hogy csillagászok a Hubble képeit felhasználva meghatározták a C/2014 UN271 (Bernardinelli–Bernstein) üstökösmagjának méretét, amely a valaha csillagászok által észlelt üstökösök legnagyobbika lehet. A mag tömege eléri az 50 trillió tonnát, amely az 50-szerese bármely más, ismert naprendszerbeli üstökösének.

#### Hosszú expozíciós idejű látható fény tartománybeli képek
A Hubble egyik legkülönlegesebb kísérlete volt, amikor extrém hosszú expozíciós idejű fényképeket készítettek az űrtávcsővel. Ezek eredményeként állt elő a Hubble Deep Field, majd a Hubble Ultra-Deep Field és végül a Hubble Extreme Deep Field című fényképfelvétel, amelyek úgy készültek, hogy – kihasználva a HST páratlan érzékenységét a látható fény tartományában – az égboltnak egy látszólag üres foltjára szegezték a távcsövet és egy rendkívül kicsi tartományról vettek fel hosszú expozíciós idejű képeket és az expozíciókat végül összeadták. A Hubble Deep Field jellemző adata erre a folyamatra, hogy az égrész, amit vizsgáltak 2,6 szögmásodperc volt, összehasonlításul ez olyan kicsi, mint amit egy 100 méter távolságra tartott teniszlabda fedne le a földi megfigyelő szeme elől. A felvételek galaxisok garmadát fedték fel milliárd fényévnyi távolságokra, amelyből a korai univerzumról is információk valóságos tárháza nyílt meg. Az észleléshez a WFC3 kamrát használták és a felfedezettek között voltak a valaha volt legtávolabbi objektumok. Ilyen volt az is, amit az angol Daily Mail újság internetes kiadásának, a DailyMailOnline-nak 2012. november 24-i száma jelentetett meg, ami az eddig megfigyeltek közül a tőlünk legtávolabbi égitestként mutatva be. A MACS0647-JD-nek elnevezett apró galaxis a Földtől 13,3 milliárd fényévre van. Ez csak 420 millió évvel az Ősrobbanás utáni időszakból származik, amikor tehát a Világegyetem csak kb. 400 millió éves volt, a csillagrendszerek gyors kialakulása időszakában. Ezt az időszakot a Világegyetem gyors expanziója, vagyis kiterjedése jellemzi, ami magyarázata a galaxisok kis kiterjedésének a mai galaxisokhoz viszonyítva. A most felfedezett galaxis nagysága átmérője például csak 600 fényév, ami eltörpül a mi galaxisunk, a Tejút a 150 000 fényéves átmérője mellett.
A hosszú expozíciós idejű képalkotás technológiáját más érzékelőkön is alkalmazva, az APC kamera találta meg a Supernova Cosmology Project keretében 2006. február 21-én az első ismeretlen típusú csillagászati objektumot, az SCP 06F6-t.
A Hubble CANDELS és a Spitzer űrtávcső GOODS-NORTH programjának keretében szintén a WFC3 kamera találta meg a legtávolabbi galaxist, amit eddig észlelni tudtunk. Az űrtávcső által 2016-ban felfedezett GN-z11 tőlünk 13,4 milliárd fényévre található.

#### Szupernóva-felbukkanások

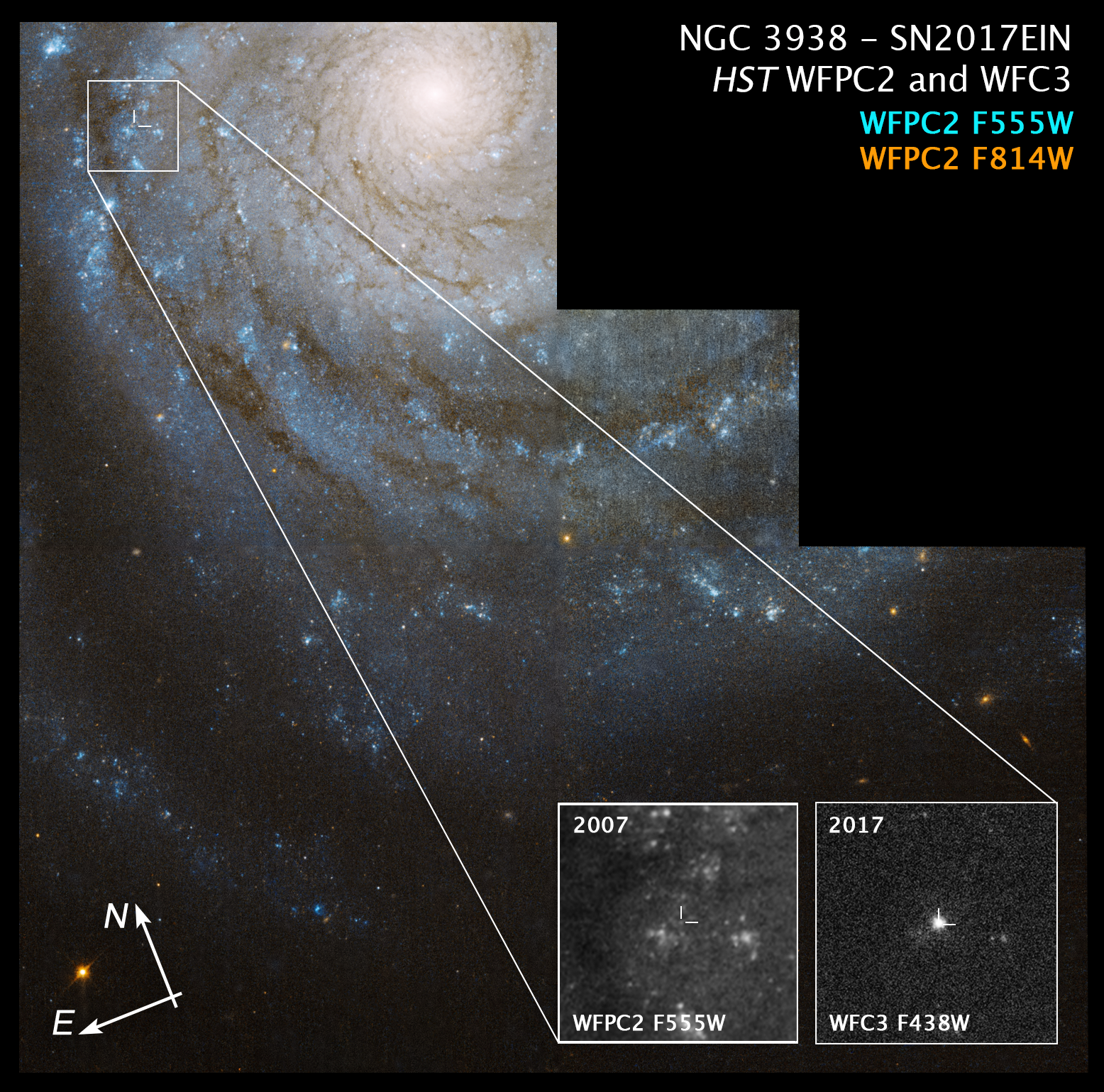
Egy szupernova, az SN2017EIN a Hubble képein

2015. december 11-én a Hubble elkapta a valaha volt legelső olyan szupernóva kitörést, amely fényének újra felbukkanását előre megjósolták. A Refsdal becenevű jelenség egy olyan szupernóvától származik, amelynek galaxisa előtt elhaladt egy másik galaxis, vagy galaxis csoport és a fedés után újra feltűnt a fénye. Az esemény bekövetkeztét különböző tömegszámítási modellek alapján számították ki az előtét galaxiscsoport különböző feltételezett tömegadatai alapján, amely képes elferdíteni a szupernóváról érkező fénynyalábot. Magát a távoli szupernóvát 2014. novemberében észlelték a Hubble Frontier Fields programja keretében, majd fénye eltűnt a MACS J1149.5+2223 csoport mögött. Az előtétgalaxis a mérések szerint 5 milliárd fényévnyire van tőlünk, maga a szupernóva viszont egy újabb öt fényévnyivel távolabb levő galaxisban villant, amelyet a vöröseltolódásaikból számoltak ki. Az előtér galaxis gravitációs hatására a szupernóva fénye négy helyen jelent meg az előtérgalaxis mellett, egy klasszikus Einstein-keresztet formázva. A gravitációs lencsére modellt állítva a fény egy ötödik helyen való feltűnését jósolták csillagászok és ez 2015 végén be is következett.

#### A Tejútrendszer tömege és méretei
2019 márciusában tették közzé azt a tanulmányt, amelyet a HST és a Gaia űrtávcső közös, párhuzamos méréseire alapultak és amelyek a saját galaxisunk, a Tejútrendszer tömegére vonatkoztak. A Tejútrendszer tömege ezek alapján trillió naptömegre adódott, ami a korábbi becslések adta határok között volt.

#### Egyéb felfedezések
A Hubble további felfedezései között szerepel például az Orion-köd protoplanetáris korongjainak felfedezése, ami közvetett bizonyítékot jelent a Naprendszeren kívüli bolygók létezésére más, Naphoz hasonló csillagok körül. A gravitációs lencse hatás felhasználásával a Hubble megfigyelte a MACS 2129-1 jelű galaxist, a Földtől 10 milliárd fényévnyire. Ebben a galaxisban a megfigyelések szerint a csillagkeletkezés leállt már és jó példát mutat az ún. elliptikus galaxisok kialakulásának tanulmányozásához.
2022-ben a Hubble felfedezte a legtávolabbi egyedi csillagot. Maga a csillag, a WHL0137-LS (a csillagászok becenevén Earendel), már a Nagy Bumm utáni 1 milliárd éven belül született. Az objektum csillagkénti, független mérésekkel való azonosítását a NASA a James Webb űrtávcsővel tervezi elvégezni.

## A HST adatkezelése

### Adattovábbítás a Földre
A HST az általa rögzített adatokat elsődlegesen a fedélzeten tárolja és utána küldi csak le a Földre. A startjakor még egy, már akkor is konzervatívnak számító mágnesszalagos adatrögzítőre vették fel a tudományos megfigyelések adatait, majd ezt a berendezést a második és a harmadik karbantartó repülésen is cserélték egy ún. tartós állapotú meghajtóra, népszerűbb nevén SSD meghajtóra. A működése során naponta kétszer, a Hubble az adatait rádión a geoszinkron pályán keringő Tracking and Data Relay Satellite System (TDRSS) műholdra sugározza, amely aztán lesugározza azt a Földre, az új-mexikói White Sandsben levő White Sands Rakétakísérleti Telep két 18 méter átmérőjű rádióvevő parabolaantennájának egyikére. Innen az adatokat a Goddard Űrközpontban levő Space Telescope Operations Control Centerbe (Űrtávcső Műveleti Irányító Központ) továbbítják, majd legvégül a Space Telescope Science Institute-ba kerülnek, archiválásra. A HST esetében ez az adatforgalom minden héten kb. 140 gigabyte adatmennyiséget jelent.

### A képek színei
Bár a tömegtájékoztatásba kikerülő Hubble-fotók általában káprázatos színes részleteket feltáró felvételek, a valóságban az űrtávcsőről beérkező képek fekete-fehérek.A kamerákban rögzített fényt különböző fényszűrőkön engedték keresztül, mindegyik egyedi hullámhosszakat engedett át, vagy éppen szűrt ki és ennek megfelelően lehetett megszínezni a fekete-fehér eredményt. Ezzel a folyamattal hamis színes képeket is lehetett előállítani, beleértve az infravörös és az ibolyántúli tartományok hamis színes megjelenítését is (általában az infravöröst mélyvörösként, az ultraibolyát mélykékként színezve).

### Archiválás
A Hubble adatai, képei több helyen is archiválásra kerülnek és elérhetőek kutatási célra. Az egyik ilyen hely az STScI Mikulski Archive for Space Telescopes, a másik a kanadai NRC Herzberg Astronomy and Astrophysics Research Centre (korábban Canadian Astronomy Data Centre) a harmadik pedig az ESA European Space Astronomy Centre-je. Az adatok nem nyilvánosak, hanem a hozzáférési jogokat gyakorolják felettük egészen a képek készítését követő tizenkét hónapig: kizárólag a főkutató (lényegében a kutatásvezető) számára elérhető, illetve azon csillagászok számára, akit a főkutató kijelöl erre. A főkutató azonban javasolhatja az STScI igazgatójának, hogy ezt a tizenkét hónapos periódust meghosszabbítsa vagy lerövidítse.
Az "igazgató tetszése szerinti" idő alatt készült észlelések kivételt képeznek a fenti hozzáférési joggyakorlás alól és azonnal nyilvánossá teszik az elkészült képeket. Ezen kívül a kalibrációs felvételeket és a sötét felvételeket is azonnal közzé teszik. Az archivált összes felvétel formátuma FITS (Flexible Image Transport System), bár ez a formátum inkább csak a csillagászati elemzési célokat szolgálja ki, a nyilvános publikációkat kevésbé. Ezekből a felvételekből aztán a Hubble Heritage Project válogatja és teszi közzé azt a nagyon leszűkített képválogatást a legfeltűnőbb, legkiválóbb képekből, amelyeket a nyilvános közlés számára JPEG és TIFF formátumba konvertálnak.

### Adatkonverzió
A CCD technológiával felvett csillagászati észlelések megkövetelik, hogy előzetes kalibráción menjen keresztül a rendszer a rögzítésük előtt. Az STScI erre egy kifinomult kalibrációs szoftvercsomagot fejlesztett ki és adott közre, hogy azt lehessen használni miután a csillagászok kiigényelték az adatokat az archívumból. Ezt a kalibrációs folyamatot még fenn, repülés közben le kell futtatni és általában egy napot is igénybe vesz, míg ezeket lefuttatják és már megfelelően térnek vissza az adatok a távcsőtől. Ezt a konverziót irányított kivonatolásnak nevezik.

### Adatok elemzése
A HST szolgáltatta adatokat többféle szoftverrel is ki lehet értékelni. Az STScI erre a célra a Space Telescope Science Data Analysis System szoftvert használja és bocsátja rendelkezésre a felhasználóinak, amely magában foglalja az eszközt a nyers képfájlok konvertálásához, de benne foglaltatik még számos másik, csillagászati képszerkesztő eszköz is. A szoftver egyébként az IRAF (egy népszerű adatkonvertáló program) szoftver egyik kiterjesztéseként használható.

## A Hubble mint PR eszköz
A NASA rendkívül fontosnak tartja, hogy az űrtávcső segítsen megragadni a közvélemény figyelmét, tekintettel arra, hogy egyúttal a közvélemény alkotja az adófizetők körét is, akik állták az építés és üzemeltetés költségeit és akik felé emiatt elszámolási kötelezettsége van az űrhivatalnak. Az első évek meglehetősen meg is tépázták a hibás főtükörrel a távcső hírnevét, majd az első karbantartó repülés nagyban segítette ennek a jó irányba fordítását, amikor szinte varászütésre megjavultak a kapott eredmények és az optika korrekciója nyomán remek képeket kezdtek hazaérkezni.
A NASA az idők során több projektet is indított, amelyek a közvéleményt célozták. Ezek összefogására és lebonyolítására a Space Telescope Science Institute-ot (Űrtávcső Tudományos Intézet) hozták léte 2000-ben. Ennek a publikációs tevékenységnek az érdekében az STScI üzemelteni a HubbleSite.org weboldalt. Emellett az intézet működteti a Hubble Heritage Projectet (A Hubble Öröksége Projekt), amelynek keretében az intézet sorozatban teszi közzé a Hubble látványos, nagy felbontású csillagászati képeit, amelyek a leglátványosabb égi objektumokat mutatják be. A Heritage-csapat tagjai amatőr és professzionális csillagászokból áll össze, de nem csillagászati hátterű tagjai is vannak. A projekt feladata, hogy a csillagászatban rejlő esztétikumot hangsúlyozza. A Heritage Projekthez szánt észlelési idő egyébként elenyésző, amikor olyan objektumokat, vagy jelenségeket fényképeznek, amelyekhez egyébként a Hubble képességei nem feltétlenül kellenének.
Tekintettel arra, hogy a Hubble egy közös NASA/ESA projekt, 1999-ben Európában is belefogtak a népszerűsítésbe, és megalapították a Hubble European Space Agency Information Centre-t (HEIC). Ez az iroda aztán életre hívta a müncheni székhelyű Space Telescope European Coordinating Facility nevű intézményt. A HEIC feladata, hogy az ESA nevében népszerűsítse a Hubble munkáját. Ennek keretében híreket és fotókat tesz közzé a Hubble-ról elősegítendő annak munkájának európai bemutatását. A megfigyelések, amelyek eredményeit publikálják, nem ritkán európai kezdeményezésűek és az ESA célja, hogy azt tudatosítsa, hogy a távcsőben 15% részesedése van az Európai Űrügynökségnek. Az ESA ezen kívül oktatási anyagokat is állít elő, benne videópodcastokat Hubblecast címmel, amelyeken keresztül a legtöbb Hubble-t érintő hírt megosztják a közvéleménnyel.
A HST két Space Achievement Award-ot (Űrteljesítmények Díja) nyert el 2001-ben és 2010-ben a tudományos ismeretterjesztési tevékenységéért a Space Foundationtól (Világűr Alapítvány).

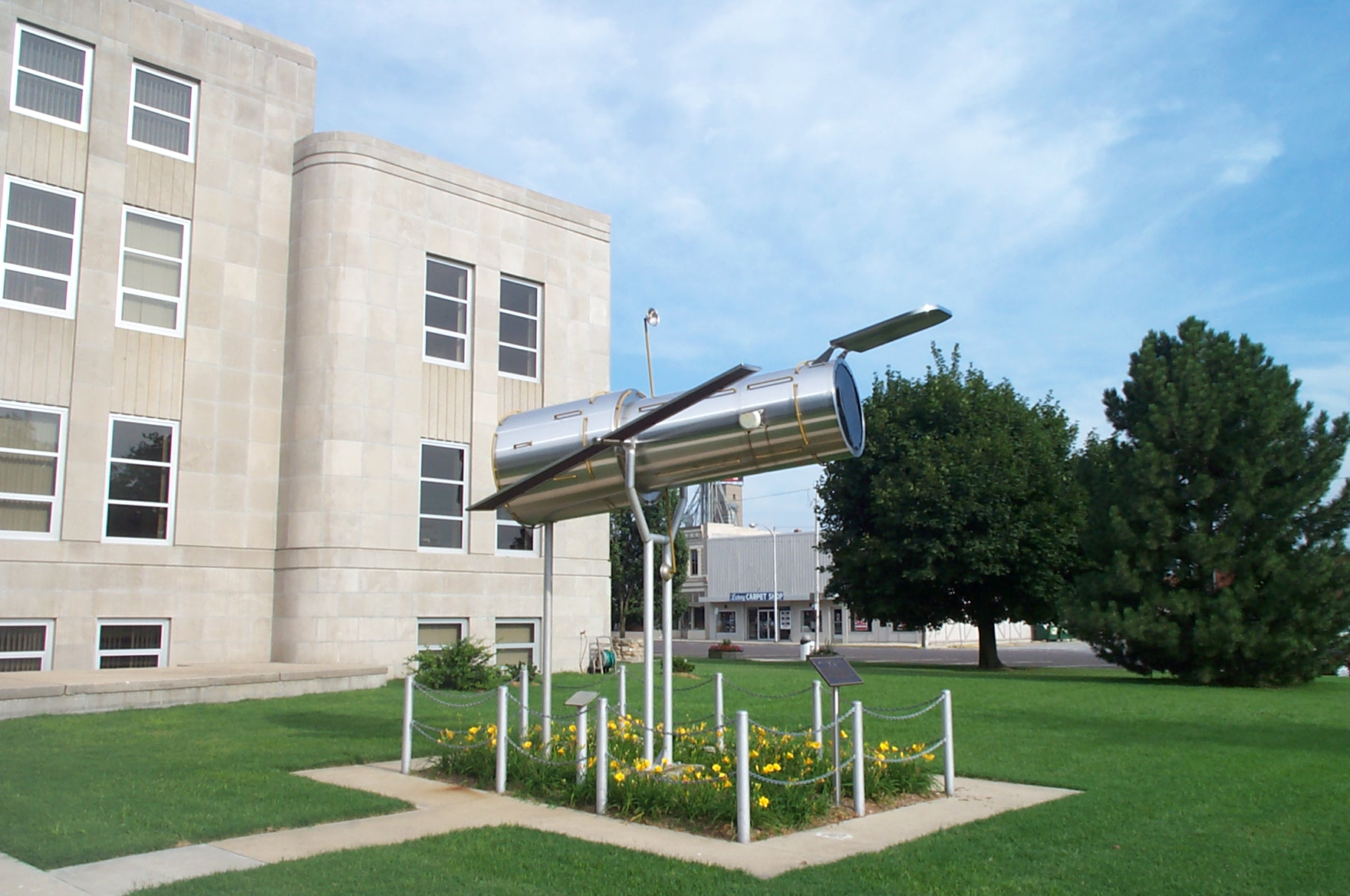
A Hubble modellje a marshfield-i bíróság épülete előtt

A névadó Edwin Hubble csillagász szülővárosában, a Missouri-beli Marshfieldben a bíróság épületében felállították a HST egy 1/4 méretarányú makettjét.

### Ünnepi képek
Az űrtávcső 2010. április 24-én ünnepelte a 20. születésnapját, amelyet úgy ünnepelt meg a NASA, az ESA és az STSCI, hogy kibocsátott egy kivételesen látványos felvételt a Carina-ködről.
2015. április 24-én, a 25. évfordulón már születésnapi képpel készült a Hubble 25 websiteján az STScI. Ekkor a Westerlund 2 nyílthalmazról jelent meg egy Hubble-fotó, amely objektum úgy 20 000 fényévnyire van a Földtől a Hajógerinc csillagképben. Egyúttal az Európai Űrügynökség is létrehozott egy külön a Hubble 25. évfordulójának szentelt weboldalt a saját website-ján belül.
A Hubble 26. születésnapjára pedig a Buborék-ködről készült felvételt jelentették meg az interneten.

## A Hubble jövője

### Keringésének lassulása és irányított lezuhanása
A legnagyobb kérdés, hogy milyen hosszú ideje van még az űrtávcsőnek hátra. Erre a kérdésre a keringésének lassulása ad választ, amely végén szükségszerűen addig lassul, hogy elveszti a keringéshez szükséges és elegendő sebességét és lezuhan. Ezt a folyamatot a naptevékenység befolyásolja leginkább, amelynek hatására a földi légkör kitágul és összehúzódik. Amikor kitágul, akkor magasabbra tevődnek a légkör felső foszlányai és jobban fékezik az űreszközt, mivel azt – bár viszonylag magas pályán repül – a légkör még a keringésének viszonylag nagy magasságában is lassítja. Ha a HST-t nem sikerül újra felgyorsítani, ami a magasságát is megemeli, a légkör néhány évtized alatt lelassítja, ami a lezuhanásához vezet. Ez azt a problémát veti fel, hogy az űreszköz a sűrűbb légrétegekbe érve elégne, ám a nagyobb darabjai, így a főtükör és az azt tartó struktúra valószínűleg túlélné a hőhatást és a földfelszínig zuhanna, veszélyt jelentve az ott tartózkodó emberekre és anyagi javakra.
2013-ban adták ki az első becsléseket arra vonatkozólag, hogy mikor zuhanhat le a távcső, amelyben James Jelenic, a Hubble-projekt helyettes vezetője a 2020-as éveket jelölte meg a lezuhanás lehetséges időpontjául.. A még pontosabb becslések szerint attól függően, hogy a naptevékenység hogyan befolyásolja a lépkört és az hogyan fékezi az űrtávcsövet, a távcső természetes lelassulása és lezuhanása 2028 és 2040 közé tehető. A pályaadatok elemzése alapján a NASA 2016 júniusában 2021-ig, majd 2021 novemberében 2026-ig terjesztette ki a Hubble üzemeltetésére vonatkozó szerződését.

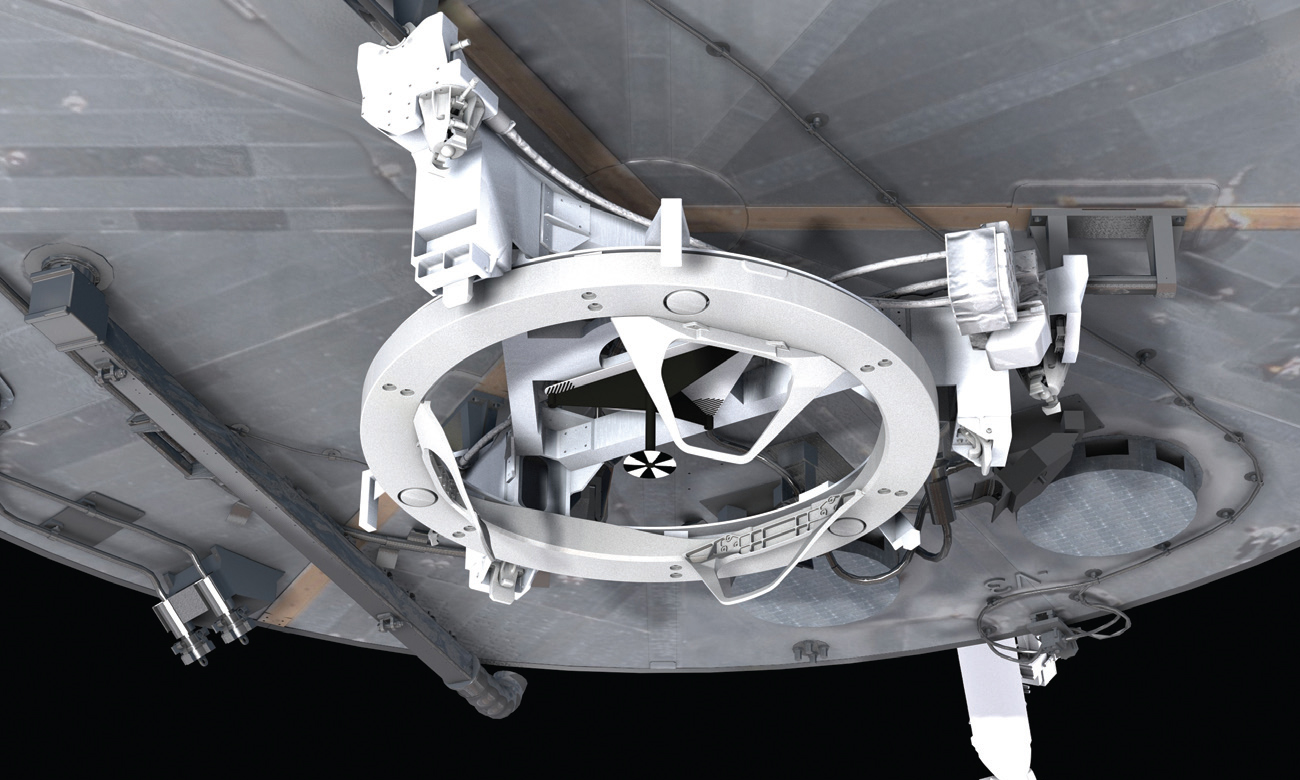
A 2009-ben felszerel Soft Capture Mechanism, amellyel majd látogató űrhajót fogadhat a HST

A NASA az eredeti tervei szerint a Space Shuttle-lel kívánta visszahozni a HST-t és valószínűleg a Smithsonian Intézetben állították volna ki kiállítási tárgyként. Ám időközben az űrrepülőgép flottát kényszerűen kivonták a szolgálatból, így ez a mód már lehetetlenné vált. Ezért a NASA terveiben az szerepel inkább, hogy egy meghajtó modult fejleszt és rácsatlakoztatva a Hubble-re egy irányított visszatérésbe kormányozza azt. Ennek érdekében 2009-ben, az SM4, az utolsó karbantartó repülés keretében az űrhajósok egy ún. Soft Capture Mechanism (SCM – Puha Elkapó Mechanizmus) szereltek fel a távcsőre, amely lehetővé teszi, hogy akár egy embervezette, akár egy automata űrhajó összekapcsolódjon vele.

### További karbantartó repülések lehetősége
Mivel a Hubble alapkoncepciója, hogy rendszeresen karbantartó repülésekkel tartják fenn a megfelelő állapotát, 2009 óta nagyban sérül, mivel ezt a koncepciót a Space Shuttle-ra alapozták, amit nem sokkal később teljesen leállítottak, más űrhajótípusra pedig azóta sem dolgoztak ki koncepciót, hogy a Hubble-höz karbantartó űrhajósokat és csere berendezéseket vigyenek. Koncepció szinten azonban újabb próbálkozások felvázolására került sor.
2017-ben a Trump kormányzat próbálkozott felépíteni egy koncepciót a Sierra Nevada Corporation javaslata alapján, aki a saját Dream Chaser űrhajóját ajánlotta. Eszerint ez az új magánűrhajó vihetett volna legénységet valamikor a 2020-as években, hogy feljavítsa a távcső tudományos kapacitását és áthidalja a James Webb űrtávcső startjáig az időt, esetleg biztosítsa, hogy a két távcső időben átfedésben működhessen. 2020-ban John Grunsfeld, a NASA vezető tudósa nyilatkozta, hogy a SpaceX Space Dragon űrhajója, vagy esetleg az Orion űrhajó képes lehet tíz éven belül egy karbantartó repülésre. A nyilatkozatában részletezte, hogy talán egy robotizált karbantartás még túl bonyolult lenne, de egy emberek által kivitelezett repülés évtizedekkel nyújthatná meg a távcső élettartamát új giroszkópok és tudományos berendezések felszerelésével.
2022-ben a NASA és a SpaceX egy lépéssel továbblépve aláírta a Világűr Együttműködést, amely azt a célt szolgálta, hogy megvizsgálják a lehetőségét a Crew Dragon űrhajó felhasználását a Hubble újbóli felgyorsítására és pályaemelésére, amellyel legalább 20 évvel meghosszabbíthatják a távcső élettartamát. Erre a repülésre – ha sor kerül, akkor – a Polaris–program keretében kerülhet sor.

### További tervek
- A megfigyelések között szerepelnek a Kuiper-öv objektumai a Naprendszerünk peremén, bolygók születése más csillagok körül, és a Naprendszeren kívüli bolygók légköri összetételének és szerkezetének „szondázása”.
- Vannak nagyratörő tervek, hogy elkészítsék a legmélyebb univerzum közeli infravörös portréját, hogy felfedjék korábban soha nem látott, születő galaxisok létezését, amik akkor léteztek, amikor a világegyetem kevesebb mint 500 millió éves volt.
- További tervek megkísérlik megvilágítani a sötét energia problémáját.[172]

A Hubble űrtávcső 2024-ben is üzemelt, és előreláthatólag 2030–2040-ig marad üzemben. Utódát, a James Webb űrtávcsövet 2021. december 25-én bocsátották fel.
2021 óta a Hubble többször is biztonsági üzemmódba kapcsolt műszaki problémák miatt; ilyenkor a tudományos munka szünetel, és a földi személyzet próbálja elhárítani a hibát. 2023 novemberére azonban a hat giroszkópjából már csak három maradt, és ezek közül az egyik nem teljes értékű.

### A Hubble utódlása és alternatívái
A HST-nek nem terveztek semmilyen közvetlen utódot, ami az ibolyántúli és a látható fény tartományában végezne vizsgálatokat, mivel a felbocsátani tervezett eszközöket inkább a távolabbi infravörös tartományra tervezték optimalizálni. Ezeken a hullámhosszakon a nagy vöröseltolódású és alacsony hőmérsékletű objektumok megfigyelése válik könnyebbé és pontosabbá, azon objektumoké, amelyek általában öregek és az univerzum távolabbi tartományaiban találhatók, ráadásul ezeken a hullámhosszakon lehetetlen, vagy majdnem lehetetlen megfigyeléseket végezni a földfelszínről. Ahhoz, hogy a jövőben nem a Hubble közvetlen utódát keresték, hozzájárult a földi telepítésű távcsövek fejlődése, elsősorban az ún. adaptív optika, amellyel a Hubble-vel megegyező hullámhosszakon ugyanolyan, vagy néha jobb felvételeket lehet készíteni tekintettel az elérhető nagyobb tükörátmérőre és vele a nagyobb fénygyűjtő képességre. Ezek a távcsövek egyben könnyebben fejleszthetők. Egyetlen területen nem képesek megközelíteni az űrtávcsövet, a felbontóképesség tekintetében a nagyon sötét égterületek nagy látószögű fényképezésében.
A Hubble sikereit látva hamar felmerült egy HST utáni távcső szükségessége, amely a Next Generation Space Telescope (Új Generációs Űrtávcső) terveiben öltött testet. Ebből a kezdeményezésből nőtt ki később a James Webb Űrtávcső (JWST) terve, majd ez lett a Hubble hivatalos utóda annak dacára, hogy végül a két távcső működési tartománya teljesen más lett. A James Webb nem egy felnagyított Hubble lett, hanem arra tervezték, hogy távolabb és hidegebb környezetben a Föld L2 Lagrange-pontjában végezze a tevékenységét, ahol a Föld és a Hold termális és optikai hatását csökkentsék. A koncepció is kissé változott abban, hogy az űreszközt nem teljesen szervizelhetőre tervezték (a Lagrange-pontban való működtetése ezt gazdaságos módon lényegében lehetetlenné teszi, bár a műhold kapott egy dokkológyűrűt is, amely lehetővé teszi űrhajó(k) fogadására). A fő tudományos cél is kissé eltolódott hangsúlyában: a JWST fő célja a világegyetem legtávolabbi objektumainak megfigyelése a sokszínű, a Naprendszer belsejétől az Univerzum legtávolabbi szegletéig végzett észlelésekkel szemben. A „legtávolabbi” kitételt mind idő, mint távolság tekintetében értendő: a James Webb fő célja, hogy a Hubble által észlelt legidősebb csillagoknál még idősebb, optimálisan 280 millió évvel korábban született égitesteket fotózzon. Az új távcső projektjében már nem csak a NASA és az ESA kettőse szerepel, hanem harmadikként belépett a Kanadai Űrügynökség is. A projekt végül megvalósult és a JWST 2021. december 25-én startolt.
- A James Webb távcső üzembe helyezése űrbejuttatása után.
- A távcső pályájának animációja.

Egy másik, a Hubble utáni idők távcsöve az Európai Űrügynökség Herschel űrtávcsöve, amely 2009. május 14-én startolt és a JWST-hez hasonlóan a távoli infravörös és a szubmilliméteres tartományban végzett méréseket. Ellentétben a Hubble-lel ezt az eszközt nem tervezték szervizelhetőnek, tehát a HST több évtizedes élettartamához képest mindösste négy évig üzemelt, miután a hélium hűtőközege 2013. április 29-én kifogyott.
A Hubble Űrtávcső közvetlen utódlására csak koncepció szinten létezik megoldás. Ezek egyik legtovább jutott darabja a Large Ultraviolet Optical Infrared Surveyor (LUVOIR – Nagy Ultraibolya Optikai Infravörös Műszer) lett, ami a 21. században valósulhat meg. A koncepció szerint egy 8 és 16,8 méter közötti tükörátmérőjű távcső megfigyeléseket végezhetne a látható, az ibolyántúli és az infravörös tartományban is és kiválthatná a Hubble-t és a Spitzer űrtávcsövet is. A projektről szóló jelentés 2039-re teszi a startot.

## Kevésbé ismert tények
- Az 1995-ös évek végén a Hubble földi személyzete a távcsövet a világűr látszólag üres területe irányában hagyta tíz napig működni. Sokan úgy gondolták, hogy a hosszú expozíciós időnek semmi haszna nem lesz. De az eredményül kapott, “Hubble Deep Field” néven ismert felvétel elképesztő volt. Rengeteg olyan galaxist mutatott, ami korábban ismeretlen volt a tudósok előtt. Ezek között voltak a legtávolabbi csillagrendszerek felfedezése is. A csillagászok megismételték a kísérletet 2004-ben (“Ultra Deep Field” néven), ami a világűr újabb mélységeibe engedett betekintést. Az új felvételek több mint 5000 galaxist tartalmaznak, közülük némelyik 13,2 milliárd fényév távolságra van. Ezekkel a felvételekkel a 13,7 milliárd évvel ezelőtti ősrobbanás is tanulmányozható.
- A távcső alapvetően fekete-fehérnek megfelelő képeket készít különféle hullámhosszakon. Ezeket a csillagászok az utómunkálatok során összedolgozzák és egy-egy képben egyesítik, amiken a különféle hullámhosszakat eltérő színek jelképeznek. Többnyire vörös, kék és zöld szűrőket alkalmaznak a felvételeknél, így a képek megfelelő részei is ezeket a színeket kapják. Mivel a Hubble az emberi szemnek láthatatlan ultraibolya és infravörös hullámhosszon is képes érzékelni a fényt, a tudósok ezeket további színek megjelenítésével jelenítik meg, hogy az egyébként nem látható részletek is láthatóvá váljanak.
- A Hubble űrtávcsőnél alkalmazott képalkotó technológia segít a mellrák kimutatásában. Az úgynevezett „képalkotó spektrográf” (amit a Hubble a nagyon nagy tömegű fekete lyukak kutatására alkalmazott), alkalmas arra, hogy a női mellszöveteket vizsgálva különbséget tegyen a jóindulatú és rosszindulatú daganatok között.
- Elvileg bárki tehet javaslatot a Hubble űrteleszkóp felhasználására. A Johns Hopkins University’s Space Telescope Science Institute évente közzétesz egy nyílt felhívást, amiben a Hubble megfigyelési célpontjaira lehet javaslatot tenni. Nincs megkötés arra, hogy ki tehet javaslatot, de a verseny meglehetősen erős. Általában több száz csillagász tesz javaslatot, amik közül szakmai zsűri választja ki a megvalósítandókat. A javaslatoknak nagyjából 20%-a valósul meg.[185]
- Az ismertté vált galaxisok száma legalább a tízszerese az eddig ismert értéknek, elvileg legalább 2 billió galaxis lenne megfigyelhető, de ezek a jelenlegi eszközökkel túl halványak.[186]

## Galéria

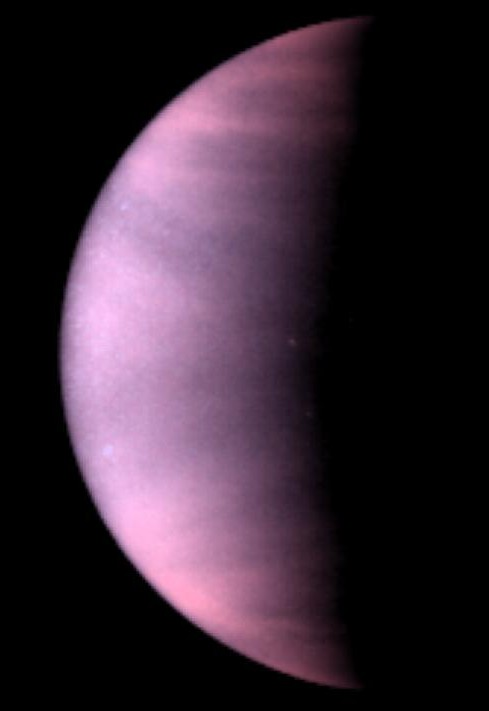
A Vénusz felhőzete
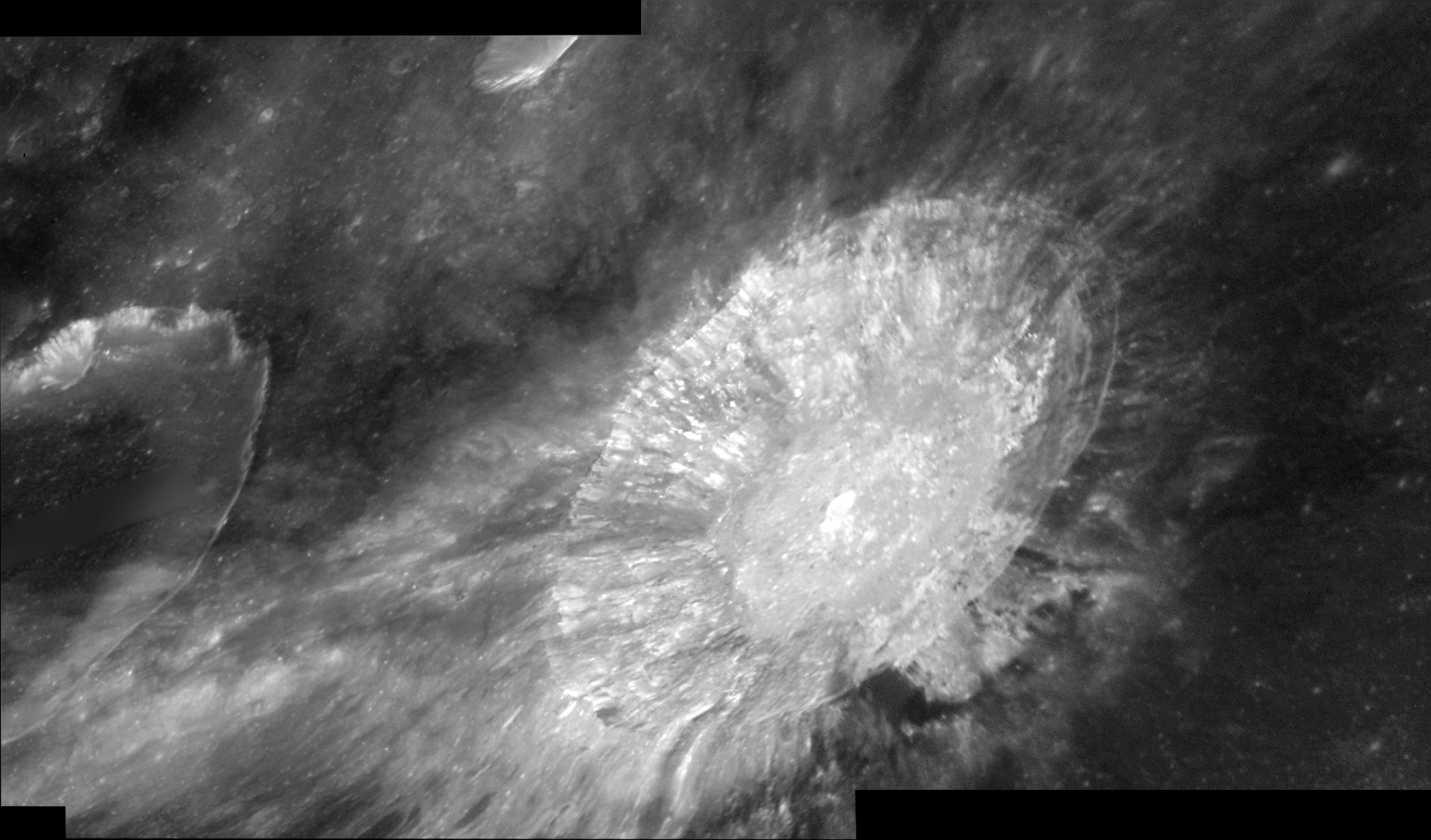
A ritka holdfelvételek egyike, az Aristarchus kráterrel
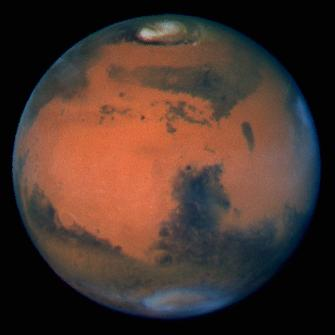
A legélesebb kép a Marsról, amit a Hubble készített
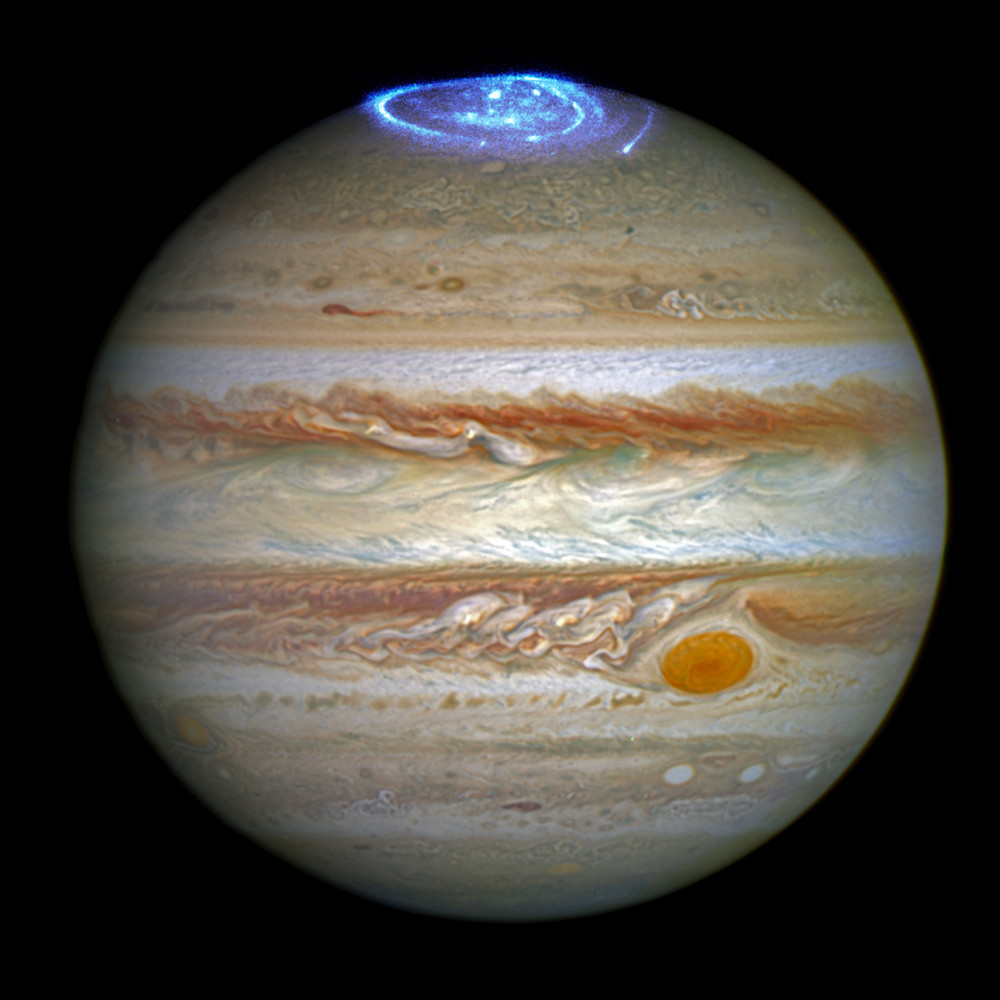
A Jupiterről készült kép sarki fénnyel
A Szaturnusz egyik felvétele, egyben a legutolsó a Hubble, e bolygóról készített képei közül
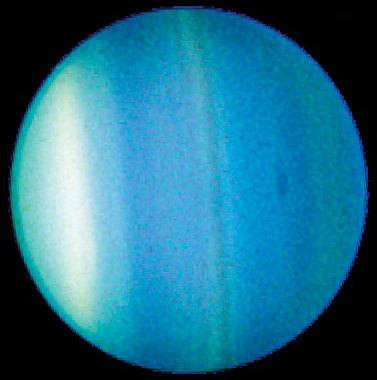
Az Uránusz
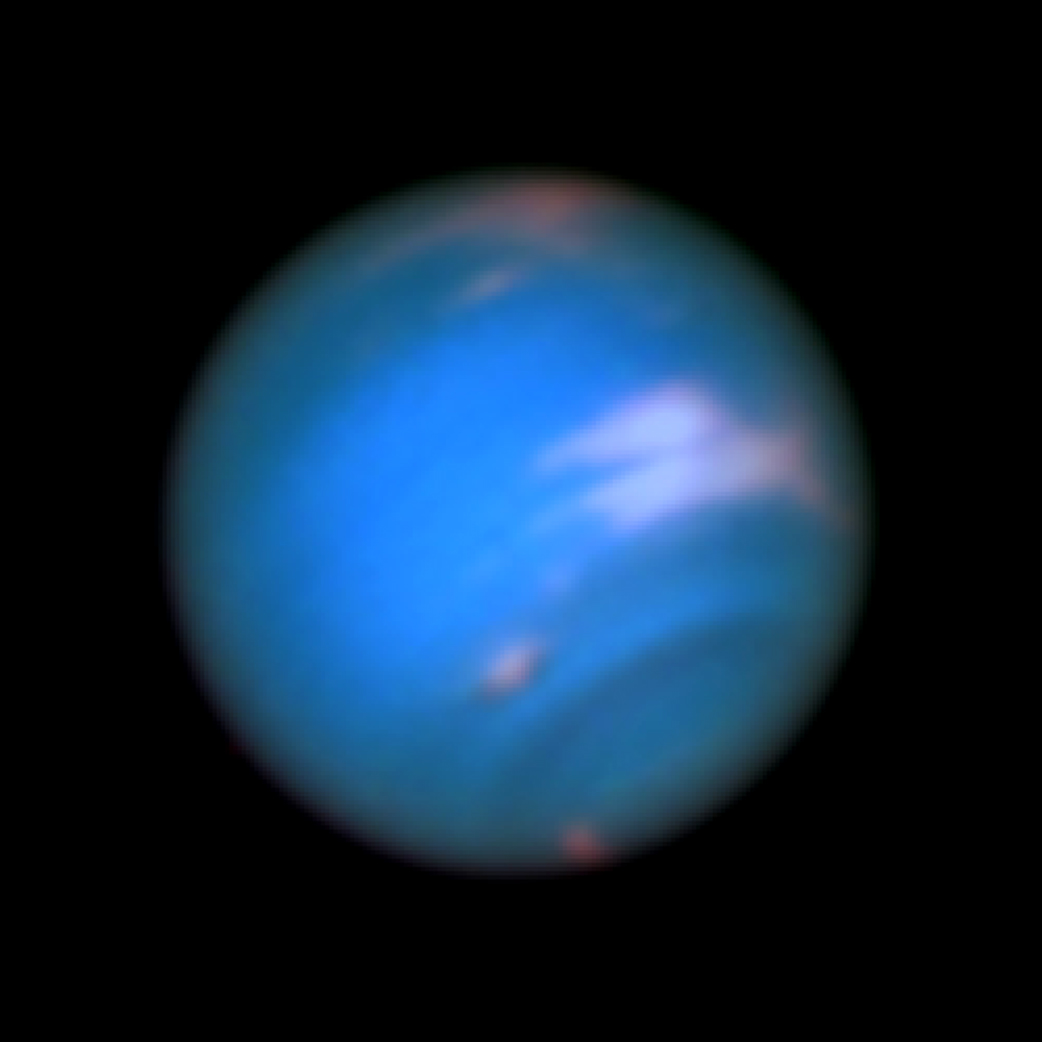
A Neptunusz egy új sötét folttal
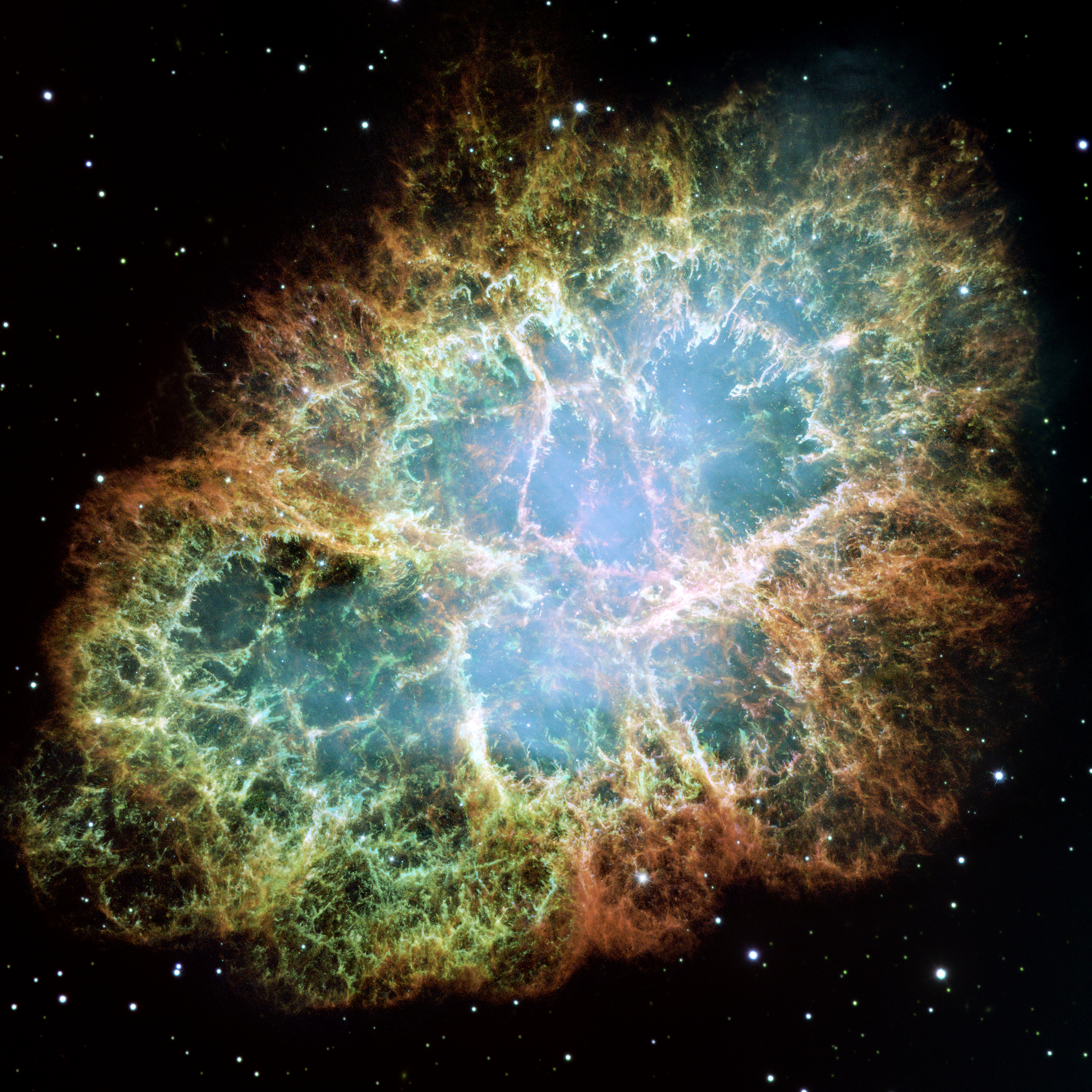
A Rák-köd
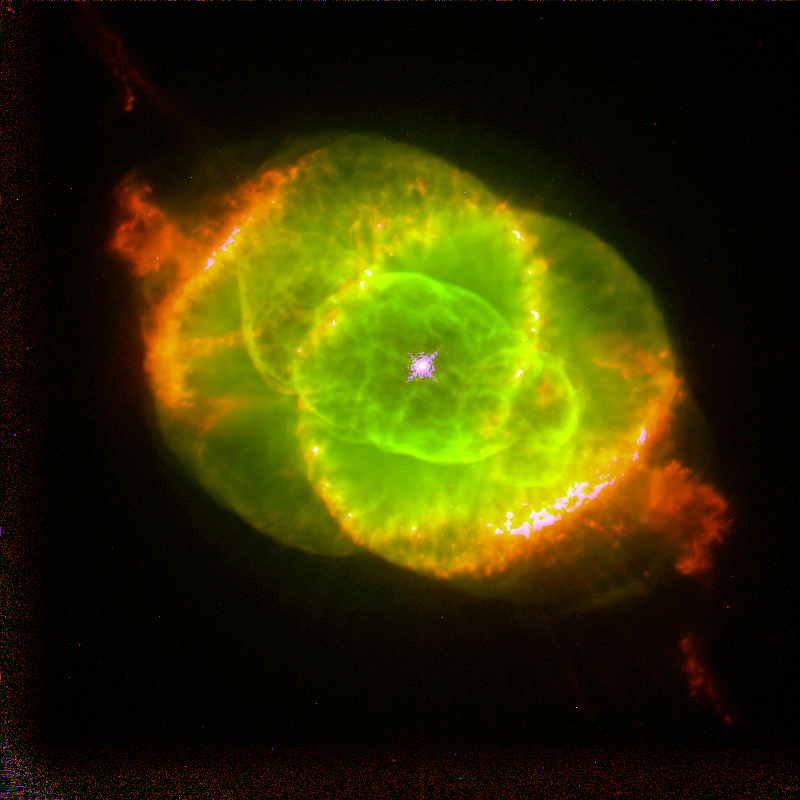
A Macskaszem-köd
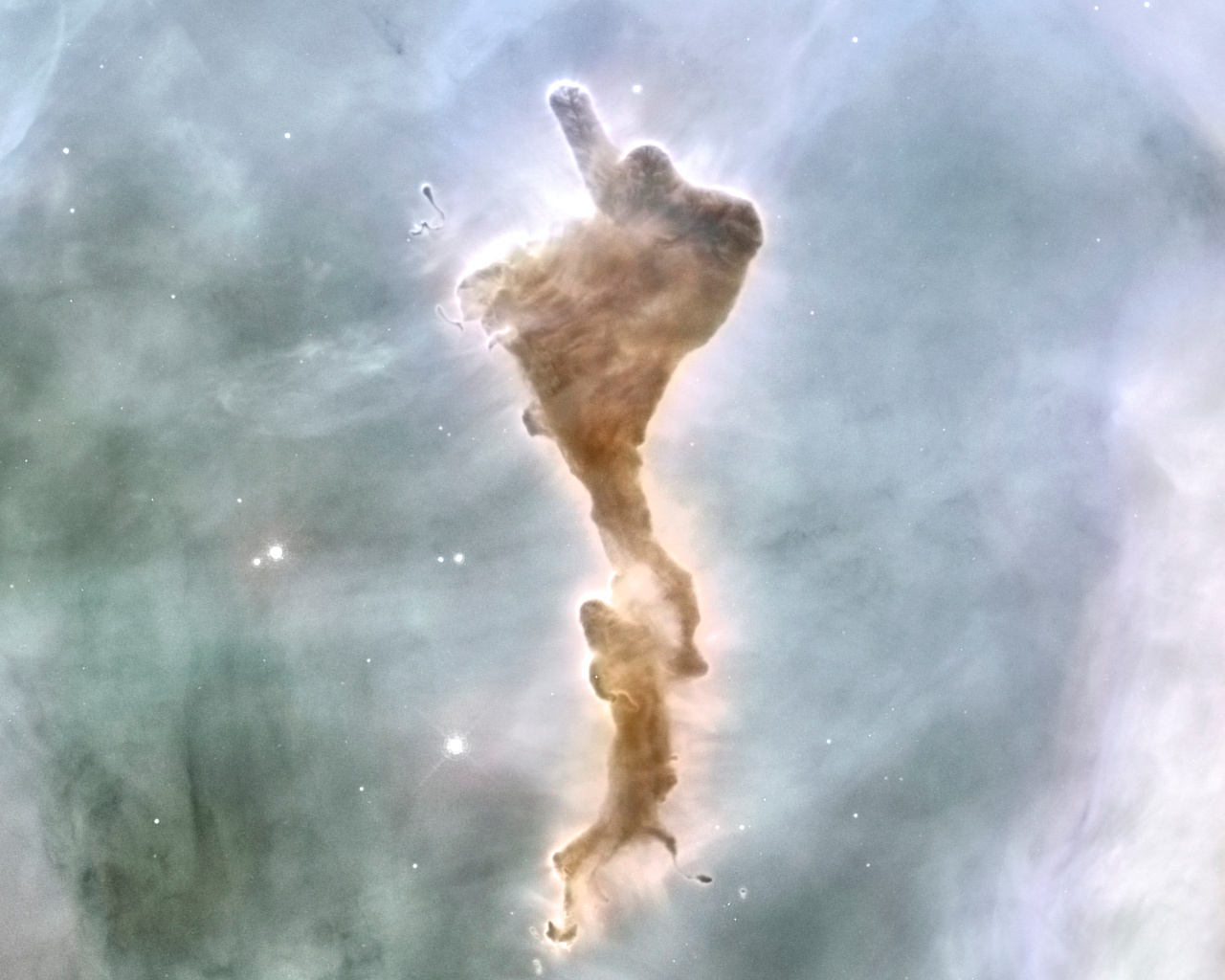
„Isten ujja” a Bok-ködben
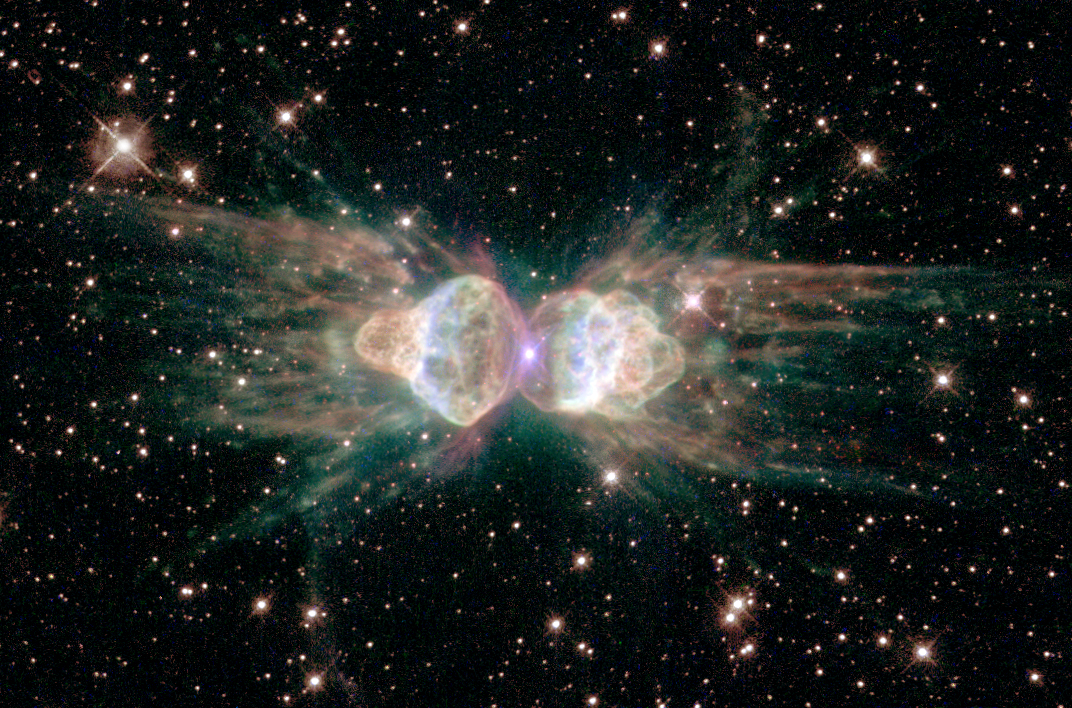
A Hangya-köd
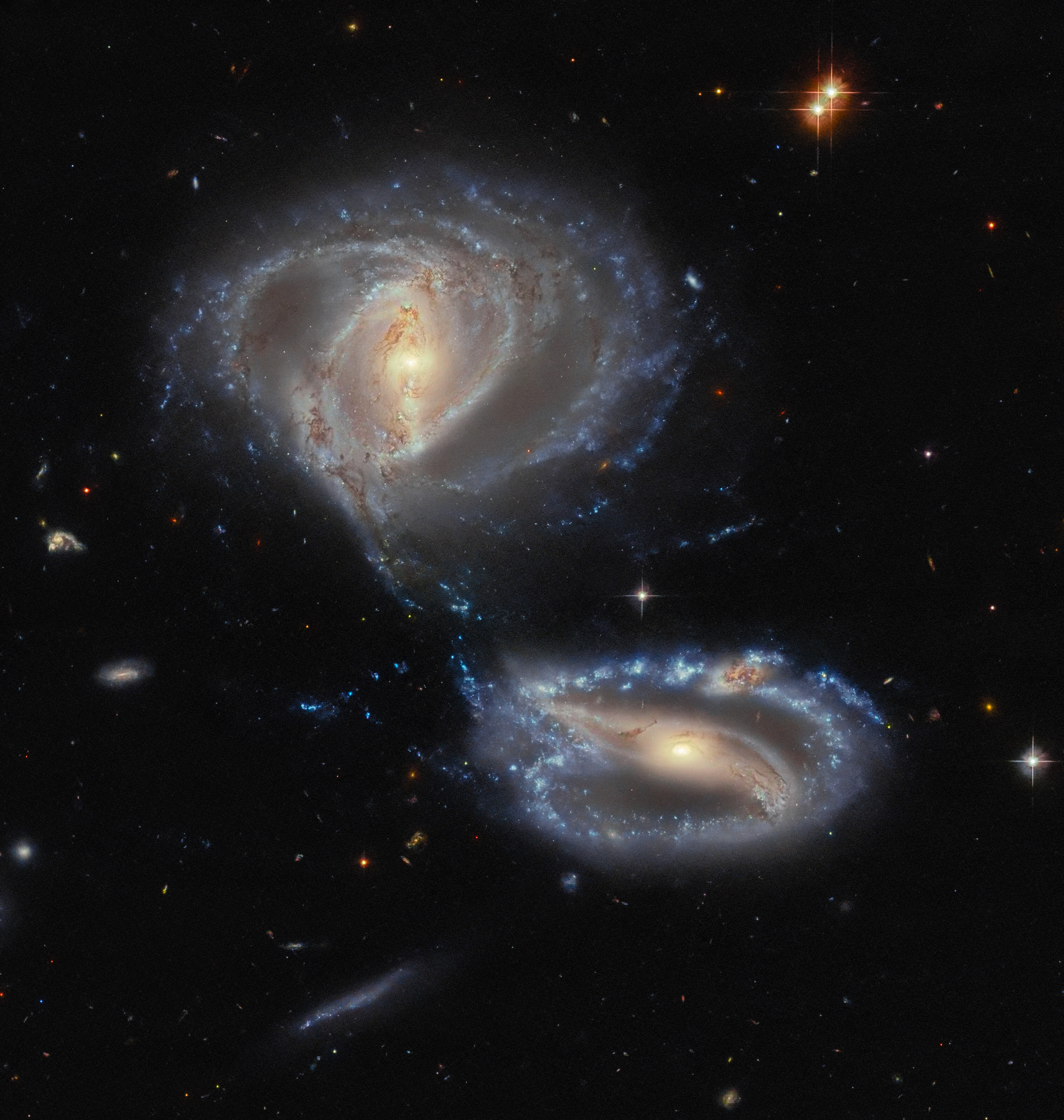
Az egymással kölcsönható NGC7733 és NGC7734 galaxisok
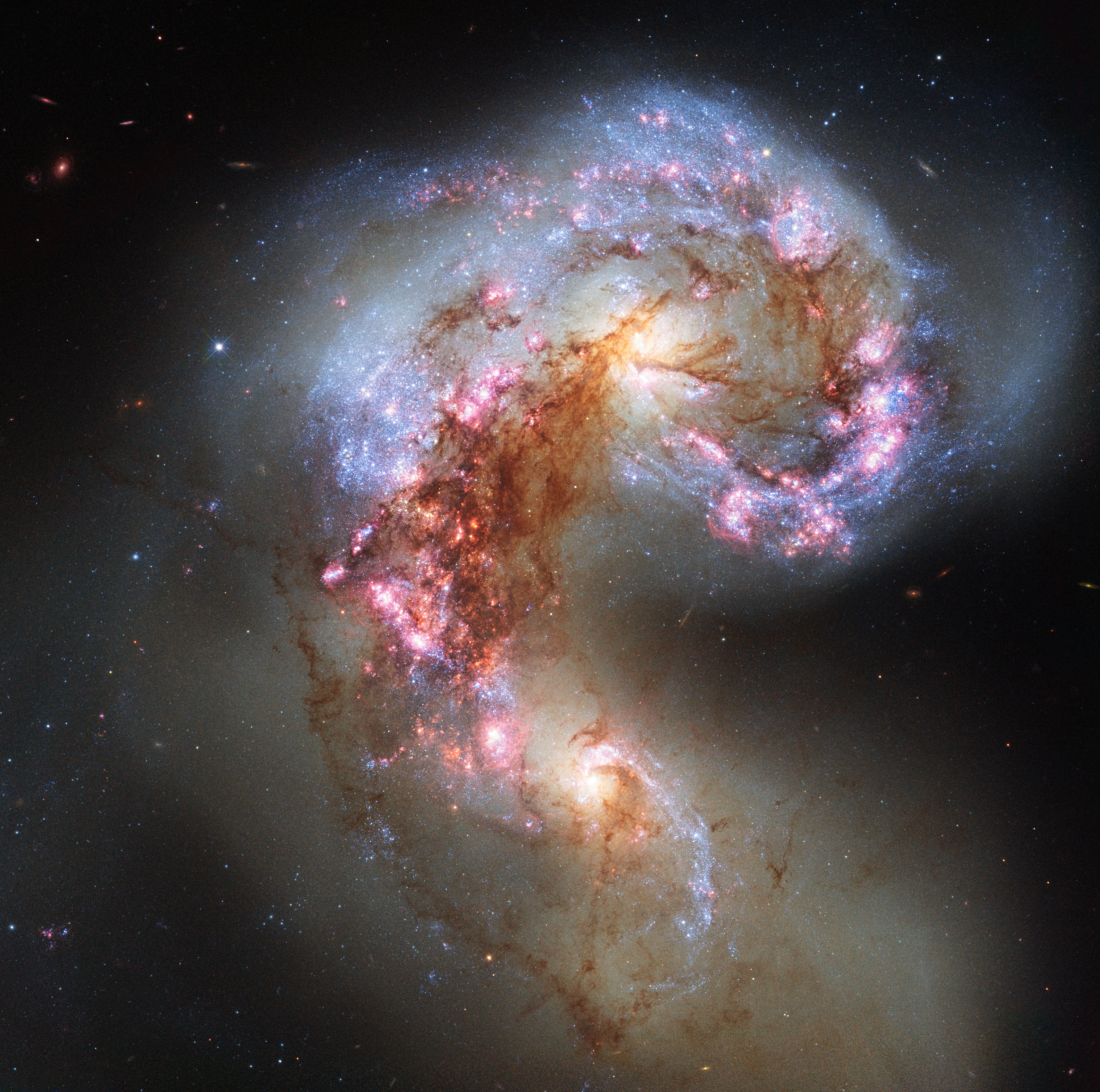
Két szintén egymással gravitációs kölcsönhatásba került galaxis, az NGC4038 és NGC4039, népszerű nevükön Antenna-galaxisok
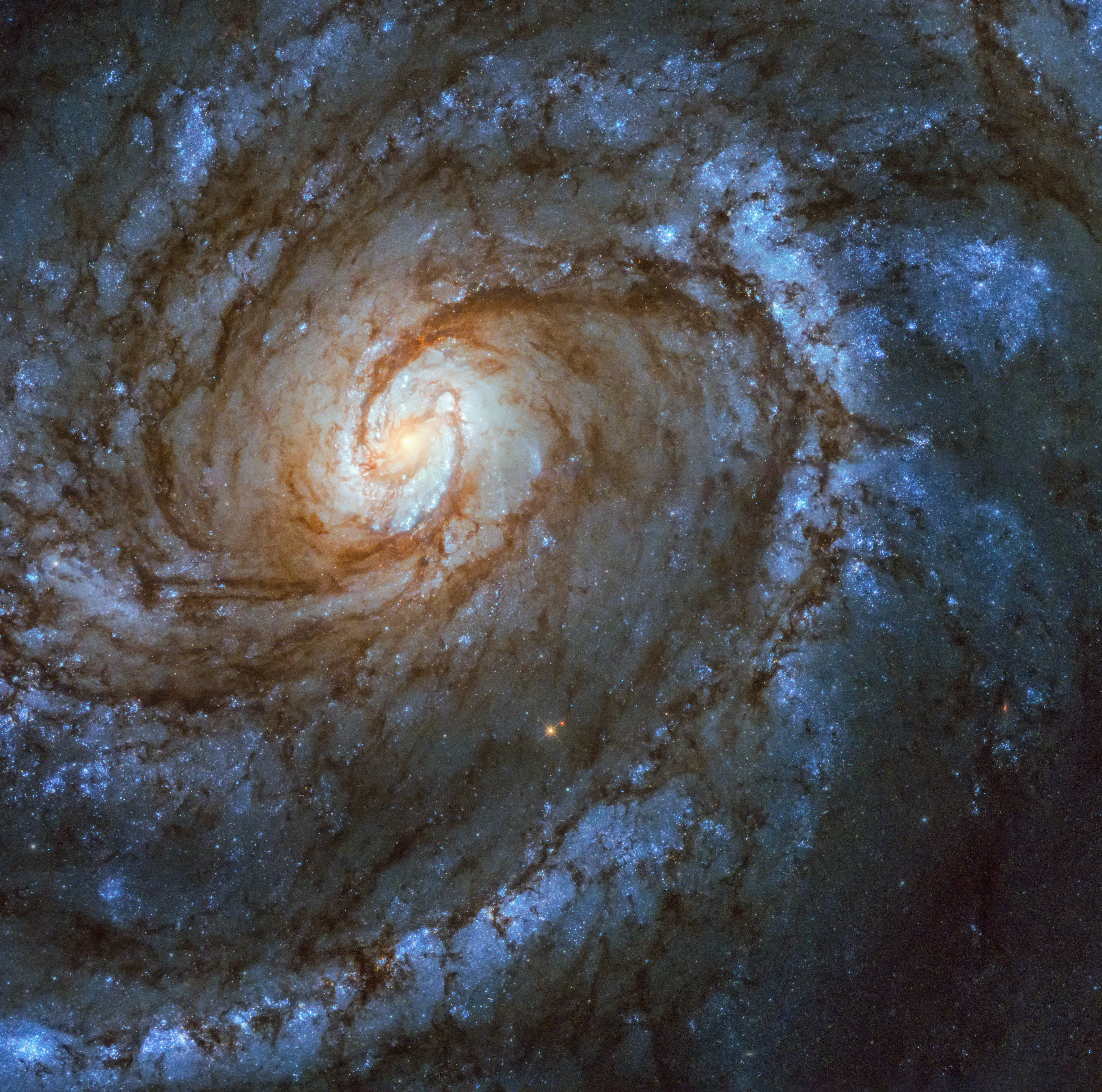
A Messier 100 spirálgalaxis
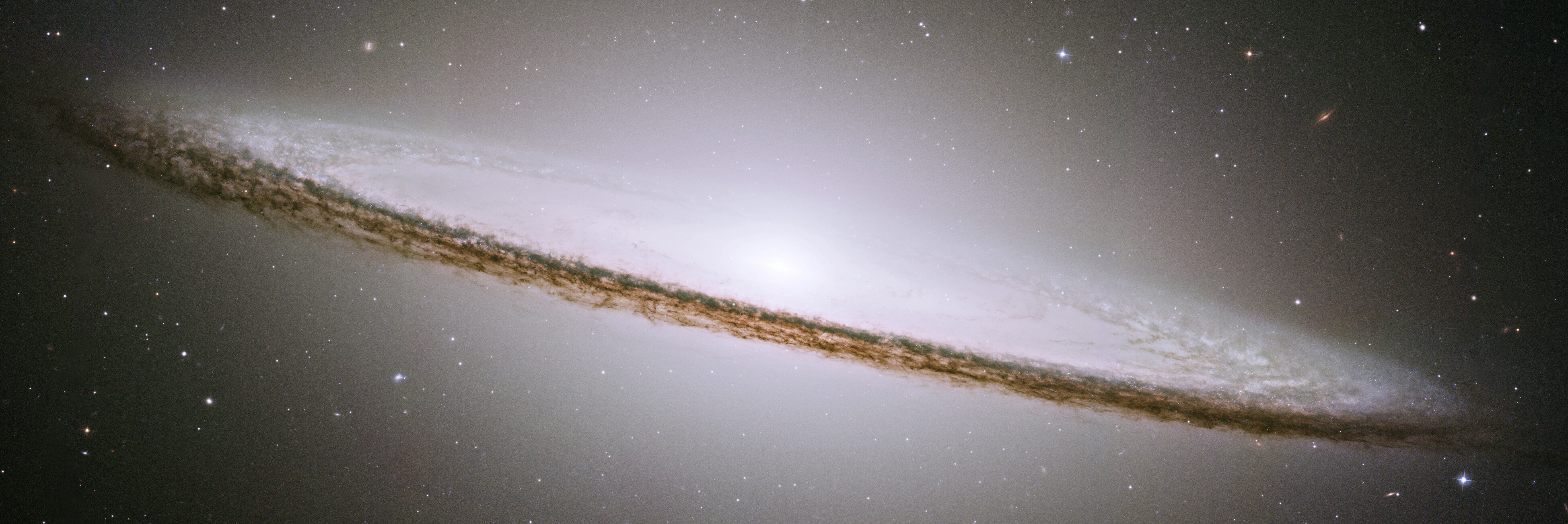
Messier 104, azaz a Sombrero-galaxis
A Tölcsér-köd, azaz egy másik csillagkeletkezési régió
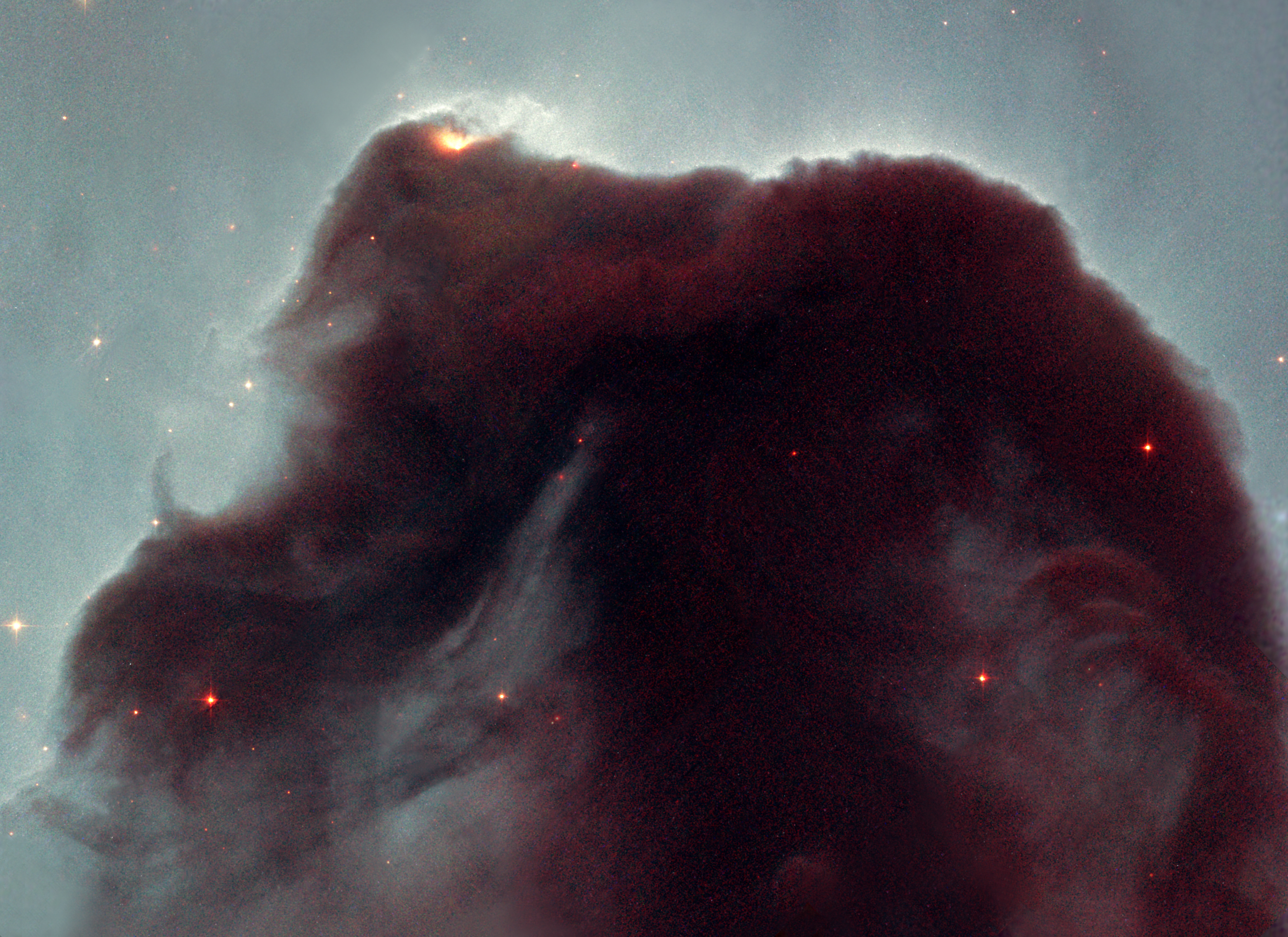
A Lófej-köd, az Orion csillagkép híres csillagkeletkezési régiója

## Fordítás
- Ez a szócikk részben vagy egészben  a   Hubble Space Telescope című angol Wikipédia-szócikk ezen változatának fordításán alapul.  Az eredeti cikk szerkesztőit annak laptörténete sorolja fel. Ez a jelzés csupán a megfogalmazás eredetét és a szerzői jogokat jelzi, nem szolgál a cikkben szereplő információk forrásmegjelöléseként.